# Vincent van Gogh
Vincent Willem Van Gogh (tiếng Hà Lan: [ˈvɪnsənt ˈʋɪləm vɑŋ ˈɣɔx] ⓘ; 30 tháng 3 năm 1853 – 29 tháng 7 năm 1890) là một họa sĩ hậu ấn tượng người Hà Lan, được đánh giá là một trong những nhân vật nổi tiếng và có ảnh hưởng nhất trong lịch sử nghệ thuật phương Tây. Trong một thập kỷ, ông đã sáng tạo ra khoảng 2.100 tác phẩm nghệ thuật, bao gồm khoảng 860 bức tranh sơn dầu, hầu hết đều được vẽ trong khoảng thời gian hai năm cuối đời. Chúng bao gồm tranh phong cảnh, tĩnh vật, chân dung và chân dung tự họa, đặc trưng bởi tông màu đậm và nét vẽ ấn tượng, bốc đồng và biểu cảm đã góp phần tạo nên nền tảng của nghệ thuật hiện đại. Van Gogh không thành công về mặt thương mại, và việc ông tự sát ở tuổi 37 diễn ra sau nhiều năm vật lộn với trầm cảm.
Sinh ra trong một gia đình trung lưu, Van Gogh từ nhỏ đã bắt đầu học vẽ, ông vốn nghiêm túc, ít nói và hay suy nghĩ. Khi còn trẻ, ông làm việc như một nhà kinh doanh nghệ thuật, thường xuyên di chuyển khắp nơi, nhưng đã bị trầm cảm sau khi chuyển đến London. Ông dành thời gian làm nhà truyền giáo Tin lành ở miền nam nước Bỉ. Ông sống trong tình trạng sức khỏe tồi tệ và cô độc trước khi bắt đầu vẽ tranh vào năm 1881, sau khi trở về nhà với cha mẹ. Người em trai Theo đã hỗ trợ ông về mặt tài chính, và hai người liên lạc với nhau bằng thư từ. Các tác phẩm ban đầu của ông, chủ yếu là tranh tĩnh vật và mô tả những người nông dân lao động, có rất ít dấu hiệu về màu sắc sặc sỡ giúp phân biệt với tác phẩm sau này của ông. Năm 1886, ông chuyển đến Paris, tại đây ông được gặp nhiều danh họa Hậu ấn tượng khác, bao gồm Émile Bernard và Paul Gauguin. Khi công việc phát triển, ông đã tạo ra một cách tiếp cận mới đối với tranh tĩnh vật và cảnh quan địa phương. Các bức họa của Van Gogh ngày càng trở nên tươi sáng hơn khi ông phát triển một phong cách đã được hiện thực hóa hoàn toàn trong thời gian ở Arles, miền nam nước Pháp vào năm 1888. Trong giai đoạn này, ông mở rộng chủ đề bao gồm cây ô liu, cánh đồng lúa mì và hoa hướng dương.
Van Gogh mắc chứng rối loạn tâm thần và chứng hoang tưởng, mặc dù lo lắng về sự ổn định tinh thần của bản thân, ông thường bỏ bê sức khỏe thể chất, không ăn uống điều độ và uống nhiều rượu. Tình bạn giữa Van Gogh với Gauguin chấm dứt sau một cuộc cự cãi khi trong cơn nóng giận, ông đã dùng dao cạo cắt đứt một phần tai trái của chính mình. Ông dành thời gian trong những bệnh viện tâm thần, bao gồm cả thời gian sống tại Saint-Rémy. Sau khi xuất viện và chuyển đến Auberge Ravoux ở Auvers-sur-Oise gần Paris, ông đã được sự chăm sóc của bác sĩ vi lượng đồng căn Paul Gachet. Căn bệnh trầm cảm của ông tiếp tục kéo dài, và vào ngày 27 tháng 7 năm 1890, Van Gogh được cho là đã tự bắn vào ngực mình bằng một khẩu súng lục ổ quay Lefaucheux M1858.  Ông qua đời hai ngày sau đó.
Van Gogh đã không thành công về mặt thương mại trong suốt cuộc đời mình, ông còn bị coi là một kẻ điên và một kẻ thất bại. Ông trở nên nổi tiếng sau khi tự tử và tồn tại trong trí tưởng tượng của công chúng như một thiên tài bị hiểu lầm, "nơi hội tụ những bài diễn thuyết về sự điên rồ và sáng tạo". Danh tiếng của ông bắt đầu phát triển vào đầu thế kỷ 20 khi các yếu tố trong phong cách hội họa của ông được kết hợp bởi Trường phái Dã thú và Chủ nghĩa biểu hiện Đức. Ông đã đạt được thành công rộng rãi về mặt phê bình, thương mại và phổ biến trong nhiều thập kỷ sau đó, ông được nhớ đến như một họa sĩ quan trọng nhưng có cuộc đời bi thảm, người có tính cách rắc rối là điển hình cho lý tưởng lãng mạn của người nghệ sĩ bị tra tấn. Ngày nay, các tác phẩm của Van Gogh là một trong những bức tranh đắt giá nhất thế giới từng được bán và di sản của ông được vinh danh tại một bảo tàng mang tên ông, Bảo tàng Van Gogh ở Amsterdam, nơi lưu giữ bộ sưu tập tranh và bản vẽ của ông lớn nhất trên thế giới.

## Thư từ
Nguồn thông tin toàn diện nhất về Van Gogh là những lá thư liên lạc giữa ông và em trai, Theo. Tình cảm bền chặt của họ, và hầu hết những gì được thể hiện trong thư đều là tư tưởng và triết lý nghệ thuật của Vincent, chúng được ghi lại trong hàng trăm bức thư trao đổi từ năm 1872 đến năm 1890. Theo van Gogh là một nhà kinh doanh nghệ thuật, cũng là nguồn cung cấp cho anh trai mình sự hỗ trợ về tài chính, tình cảm, và giúp tiếp cận với những người có ảnh hưởng trong bối cảnh nghệ thuật đương đại.
Theo giữ tất cả các bức thư được Vincent gửi đến, Vincent cũng giữ được vài bức thư ông nhận được. Sau khi cả hai mất, vợ góa của Theo là Johanna thu xếp cho xuất bản một số bức thư của họ. Một số được xuất bản năm 1906 và 1913; nhưng phần lớn là vào năm 1914. Các lá thư của Vincent rất hùng hồn và biểu cảm sâu đậm giống như một cuốn "nhật ký trao tay" được viết thành từng phần như tự truyện . Dịch giả Arnold Pomerans đã viết rằng những bức này như một tài liệu, cho phép họ có thêm một "góc nhìn mới để hiểu được thành tựu nghệ thuật của Van Gogh, hiếm có họa sĩ nào chúng tôi có thể thấu hiểu được đến vậy".
Có hơn 600 lá thư được Vincent gửi đến Theo và khoảng 40 lá từ Theo đến Vincent. 22 bức gửi đến em gái là Wil, 58 bức cho họa sỹ Anthon van Rappard, 22 bức cho Émile Bernard cũng như thư cá nhân cho Paul Signac, Paul Gauguin và nhà phê bình Albert Aurier. Một số được minh họa bằng phác họa. Nhiều lá thư không đề ngày tháng, nhưng các nhà sử học nghệ thuật đã có thể đặt phần lớn thư theo thứ tự thời gian. Một vài vấn đề về dịch và ngày tháng vẫn còn, chủ yếu với những lá thư hồi ở Arles. Dù Vincent viết khoảng 200 bức thư bằng tiếng Hà Lan, Pháp và Anh. Có một khoảng đứt đoạn là khi ông sống ở Paris cùng với em và không cần phải viết thư.

## Tiểu sử

### Thời niên thiếu (1853-1869)

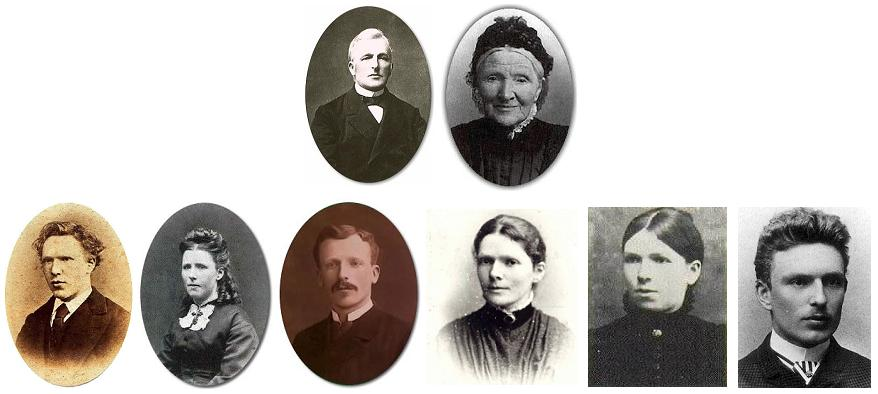
Đại gia đình nhà van Gogh
Hàng trên: Theodorus và Anna Cornelia van Gogh
Hàng dưới (từ trái qua): Vincent Willem, Anna Cornelia, Theo, Elisabetha Huberta, Willemina Jacoba và Cornelius Vincent

Vincent Willem van Gogh sinh năm 1853 tại Groot-Zundert, một làng nhỏ gần thành phố Breda thuộc tỉnh Bắc Brabant phía Nam Hà Lan. Ông là con trai của bà Anna Cornelia Carbentus và ông Theodorus van Gogh, một giáo sĩ của Giáo hội cải cách Hà Lan. Van Gogh được đặt tên giống với ông nội và người anh cả đã chết non trước đó một năm. Trên thực tế, việc sử dụng tên Vincent là phổ biến trong dòng họ Van Gogh, ông nội của họa sĩ cũng tên là Vincent van Gogh (1789–1874), một người tốt nghiệp khoa thần học tại Đại học Leiden và có sáu người con, trong đó ba người làm nghề buôn bán tranh, bao gồm một Vincent khác, người thường được nhắc đến trong các bức thư của Van Gogh là "chú Cent". Dòng họ Van Gogh vốn là một dòng họ chuyên hành nghề buôn bán tranh hoặc làm các công việc có liên quan đến nghệ thuật.
Khi Van Gogh lên bốn thì người em trai của ông, Theodorus (Theo) ra đời ngày 1 tháng 5 năm 1857. Ông còn có một người em trai khác là Cor và ba người em gái là Elizabeth, Anna và Wil. Khi còn bé, Van Gogh là một đứa trẻ trầm tính, ít nói và nhiều suy tư. Năm 1860 ông theo học ở trường làng Zundert đến năm 1861 thì bắt đầu học ở nhà cùng em gái Anna dưới sự chỉ dạy của một nữ gia sư. Năm 1864, Van Gogh lên Zevenbergen để vào học tại một trường nội trú, ông cảm thấy rất đau khổ vì phải xa gia đình và vẫn còn nhắc đến nỗi buồn này kể cả khi đã trưởng thành. Ngày 15 tháng 9 năm 1866, Van Gogh vào học tại trường Willem II College tại thành phố Tilburg, tại đây ông được học vẽ dưới sự hướng dẫn của Constantijn C. Huysmans, một họa sĩ đã có đôi chút thành công ở Paris. Tháng 3 năm 1868, Van Gogh bất ngờ bỏ học để quay về nhà. Về sau ông nhắc lại thời gian này của mình như một giai đoạn u tối, lạnh lẽo và cằn cỗi.

### Buôn bán tranh và truyền giáo (1869-1878)

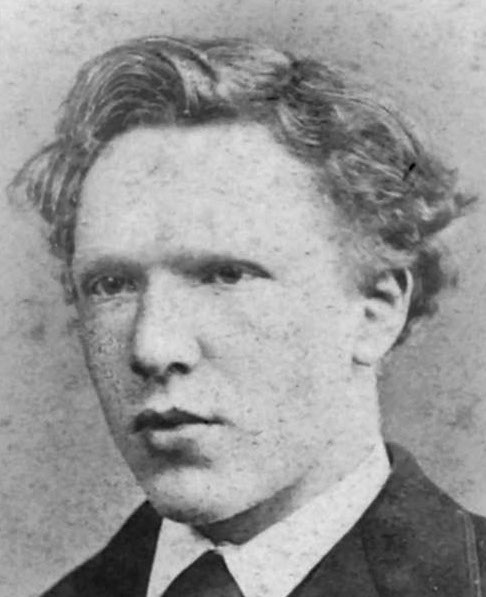
Vincent van Gogh năm 1876

Tháng 7 năm 1869, ở tuổi 16, Van Gogh bắt đầu nghề buôn bán tranh tại công ty Goupil & Cie ở Den Haag, đến tháng 6 năm 1873 ông được chuyển đến làm việc tại Luân Đôn. Trong thời gian ở thành phố này ông trọ tại số 87 đường Hackford, Brixton. Đây là thời gian vui vẻ của Van Gogh khi đã có một số thuận lợi trong việc buôn bán và đã có thể kiếm nhiều tiền hơn cha mình dù mới ở tuổi 20, vợ của Theo sau này đã nhận xét rằng đây có lẽ là giai đoạn hạnh phúc nhất trong cuộc đời Vincent. Ông còn có tình cảm với cô Eugénie Loyer, con gái của bà chủ nhà trọ nhưng khi Van Gogh bày tỏ tình cảm với cô thì lại bị Eugénie từ chối với lý do cô đã hẹn hò với một người khác. Vincent van Gogh từ đây bắt đầu trở nên cô độc và sùng đạo.
Sau khi được bố và chú gửi đến Paris, Van Gogh bắt đầu biểu lộ sự không hài lòng với việc coi nghệ thuật chỉ là những món hàng và bộc lộ quan điểm của mình với khách hàng. Vì thế đến ngày 1 tháng 4 năm 1876, Van Gogh quyết định chấm dứt công việc buôn bán tranh của mình.
Tình cảm tôn giáo của Van Gogh bắt đầu phát triển tới mức, ông nghĩ rằng mình đã tìm được thiên hướng thực sự cho cuộc đời, ông trở lại Anh làm việc không công, đầu tiên là giáo viên thay thế tại một trường nội trú nhỏ nhìn ra cảng Ramsgate nơi ông đã thực hiện vài bức ký họa. Sau khi ngôi trường chuyển về Isleworth, Middlesex, Vincent cũng chuyển đi cùng nhưng rồi nhanh chóng bỏ nghề giáo viên để trở thành trợ tá cho một giáo sĩ của Phong trào Giám Lý với mục đích đưa sách phúc âm đến khắp nơi.
Giáng sinh năm 1876, Van Gogh trở về nhà và làm việc cho một hiệu sách ở Dordrecht trong vòng sáu tháng, ông dành phần lớn thời gian để vẽ nguệch ngoạc hoặc dịch Kinh thánh sang tiếng Anh, tiếng Pháp và tiếng Đức. Bạn cùng phòng của Vincent trong thời kỳ này là một giáo viên trẻ tên là Görlitz, ông  nhận xét rằng Vincent ăn uống rất đạm bạc và thường thích ăn chay. Trong một cố gắng giúp đỡ nguyện vọng trở thành mục sư của Van Gogh, gia đình ông gửi Van Gogh tới Amsterdam tháng 5 năm 1877. Tại thành phố này ông sống cùng người chú Jan van Gogh, một phó đô đốc hải quân, để học ôn thi vào khoa Thần học dưới sự hướng dẫn của Johannes Stricker, một nhà thần học có tiếng tăm. Tuy vậy Vincent vẫn trượt kì thi đầu vào và ông rời khỏi nhà chú Jan vào tháng 7 năm 1878 để học một khóa ba tháng tại trường truyền giáo đạo Tin Lành (Vlaamsche Opleidingsschool) tại Laeken, gần Brussels.

### Borinage và Brussels (1879-1880)

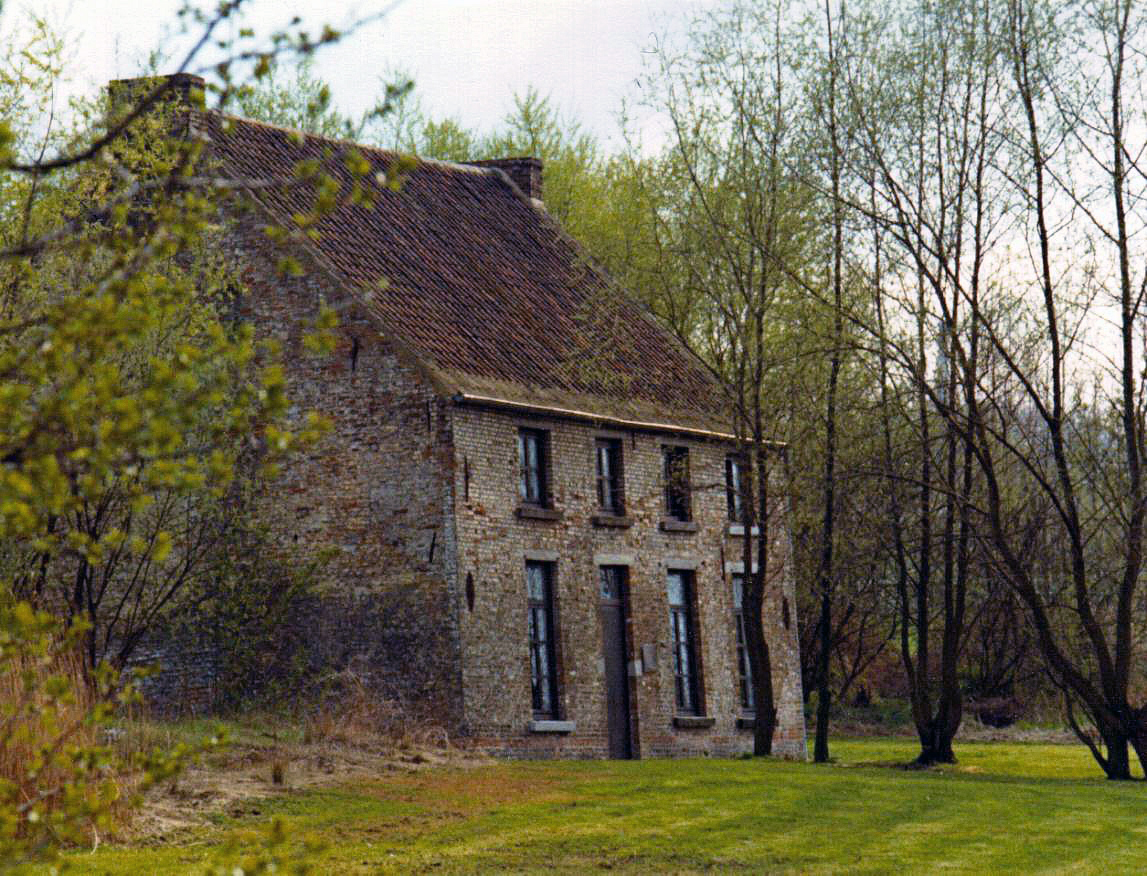
Ngôi nhà nơi Van Gogh sống trong thời gian ở Cuesmes năm 1880, tại nơi đây Van Gogh đã quyết định trở thành một họa sĩ

Tháng 1 năm 1879, Van Gogh được giao chức vụ người truyền giáo tạm thời tại một làng ở Petit Wasmes thuộc vùng mỏ than Borinage của Bỉ với nhiệm vụ đem lại niềm tin tôn giáo cho những người có lẽ là bất hạnh và tuyệt vọng nhất châu Âu. Vincent đã lựa chọn cuộc sống giống như những con chiên để chia sẻ sự khó khăn với họ, ông ngủ trên chiếc nệm rơm trong một túp lều nhỏ phía sau căn nhà của người làm bánh mỳ đã cho ông tá túc. Tuy vậy những người quản lý giáo phận cuối cùng lại thải hồi ông vì lý do "hạ thấp phẩm cách của một giáo sĩ" vì đã chọn cách sống nghèo khổ như vậy.
Van Gogh chuyển về Brussels rồi lại đến làng Cuesmes ở Borinage trước khi phải quay về "nhà" ở Etten dưới sức ép của gia đình. Ông ở đây cho đến tháng 3 năm 1880. Trong thời gian này nhiều mâu thuẫn đã nảy sinh giữa Vincent và cha, thậm chí ông bị yêu cầu phải vào một nhà thương điên tại Geel bởi chính cha mình. Cuối cùng Vincent phải trốn về Cuesmes nơi ông trọ trong gia đình người thợ mỏ Charles Decrucq cho đến tháng 10. Càng ngày ông càng cảm thấy hứng thú với những con người bình thường và cảnh vật xung quanh mình và bắt đầu ghi lại những hình ảnh đó bằng những bức vẽ.
Năm 1880, theo lời đề nghị của người em trai Theo, Vincent bắt đầu theo đuổi sự nghiệp hội họa một cách nghiêm chỉnh. Mùa thu năm 1880, ông đến Bruxelles để theo học họa sĩ Hà Lan nổi tiếng Willem Roelofs, người đã thuyết phục Van Gogh thi vào Trường mỹ thuật Hoàng gia. Tại đó ông không chỉ được học về giải phẫu, mà còn biết thêm những quy tắc chuẩn trong việc dựng hình và phối cảnh.

## Sự nghiệp

### Etten (1881)
Tháng 4 năm 1881, Van Gogh tới sống tại vùng đồng quê cùng gia đình ở Etten và tiếp tục vẽ, ông thường lấy những người hàng xóm làm mẫu cho mình. Trong suốt mùa hè, họa sĩ dành phần lớn thời gian đi dạo và nói chuyện với người chị họ Kee Vos-Stricker và Johannes Stricker. Kee hơn Vincent bảy tuổi và đã có một đứa con trai tám tuổi, tuy vậy ông vẫn tìm cách cầu hôn và bị từ chối thẳng thừng: "Không, không bao giờ, không bao giờ" (tiếng Hà Lan: niet, nooit, nimmer). Cuối năm 1881 ông đến Amsterdam để xin gặp Kee nhưng một lần nữa bị từ chối. Trong tuyệt vọng, người họa sĩ đã giơ bàn tay trái hơ lên ngọn lửa đèn và nói: "Hãy cho tôi nhìn thấy cô ấy chỉ trong thời gian tôi có thể để tay trên ngọn lửa này". Bố của Van Gogh và cả Stricker phản đối quyết liệt ý định cưới Kee của ông và quyết định cắt trợ giúp tài chính. Đến Giáng Sinh thì họa sĩ quyết định rời nhà đi Den Haag.

### Drenthe và Den Haag (1882–1883)

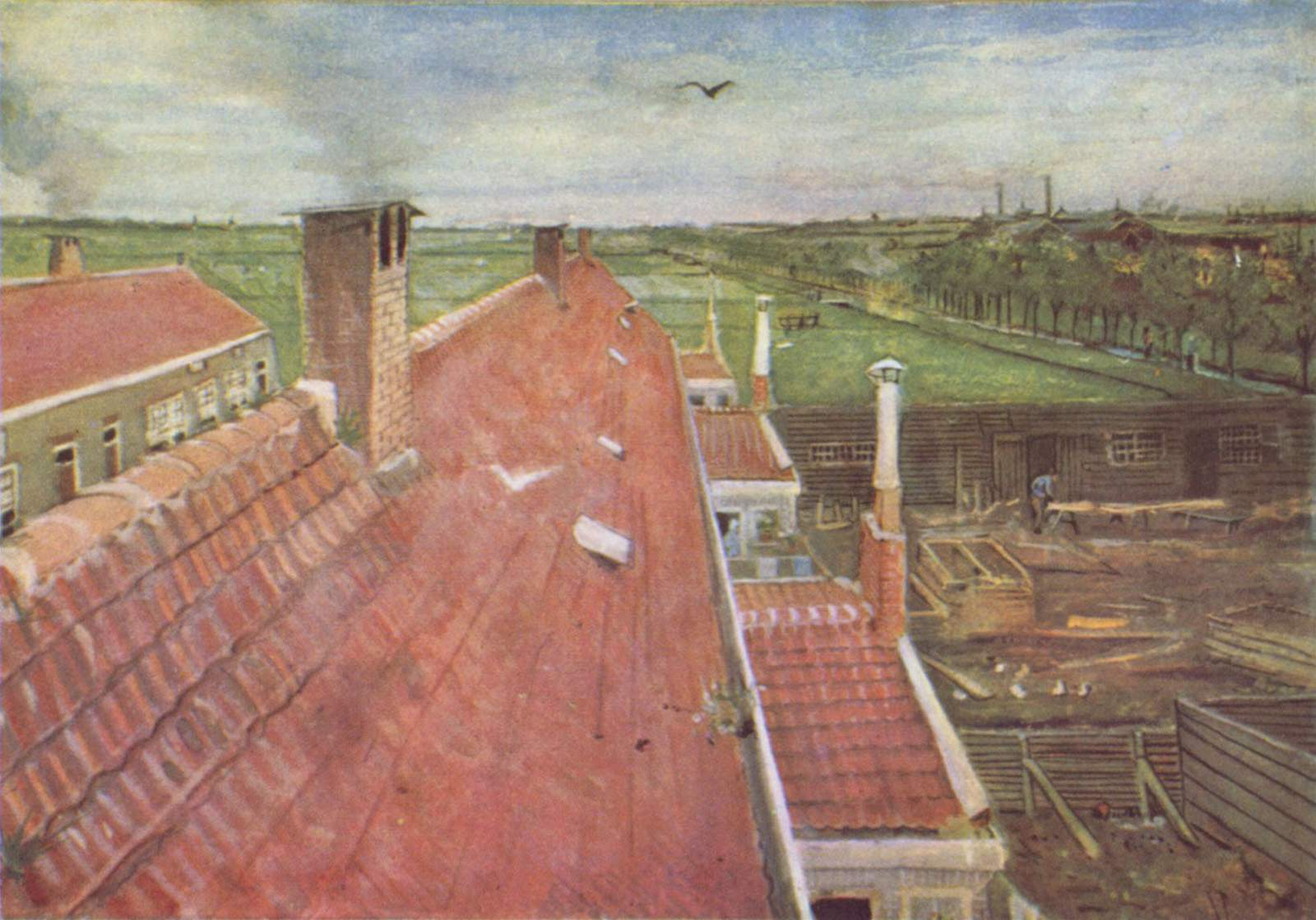
Nhìn từ ban công ở Den Haag, màu nước

Tháng 1 năm 1882, Van Gogh đến Den Haag và sống với người họ hàng Anton Mauve, một họa sĩ và cũng là người khuyến khích Vincent tiếp tục theo đuổi sự nghiệp cầm cọ. Tuy vậy quan hệ của hai người nhanh chóng trở nên lạnh nhạt, có lẽ bởi Mauve phát hiện ra việc Vincent có qua lại như vợ chồng với một cô gái điếm nghiện rượu tên là Clasina Maria Hoornik (thường được biết đến với tên Sien). Sien đã có một đứa con gái 5 tuổi và cô cũng đang mang thai trong lúc làm quen với Vincent. Ngày 2 tháng 7, Sien sinh thêm một bé trai lấy tên là Willem. Khi cha của Van Gogh phát hiện ra mối quan hệ này, ông đã liên tục gây sức ép buộc con mình phải bỏ cô gái điếm và hai con của cô ta. Tuy vậy người họa sĩ vẫn tiếp tục sống với Sien.
Một người chú khác của Van Gogh là Cornelis, cũng là một nhà buôn tranh, đã đặt của ông 20 bức vẽ màu nước về Den Haag, chúng được hoàn thành vào cuối tháng 5. Tháng 6 năm 1883, Van Gogh phải nằm viện ba tuần vì mắc bệnh lậu. Đến mùa hè, ông bắt đầu chuyển sang sáng tác bằng sơn dầu.
Mùa thu năm 1883, sau một năm chung sống với Sien, Van Gogh bỏ cô và hai đứa trẻ. Có thể vì thiếu tiền nên Sien buộc phải quay về với nghề mại dâm, cuộc sống của hai người trở nên ít hạnh phúc hơn và Vincent cảm thấy nó không thể phù hợp cho sự phát triển về mặt nghệ thuật của mình. Sau khi ông bỏ đi, Sien trao đứa con gái cho mẹ cô, còn cậu bé Willem được gửi cho anh trai Sien, còn bản thân cô rời đến Delft và sau đó là Antwerp. Sau này, Willem còn nhớ được rằng trong lần cậu được thăm mẹ ở Rotterdam năm lên 12 tuổi, là khi bác của cậu cố khuyên Sien lấy chồng để Willem có cha, mẹ cậu đã trả lời rằng: "Nhưng em biết cha của nó là ai. Cha của nó là một họa sĩ em từng chung sống cách đây gần 20 năm ở Den Haag. Tên anh ấy là Van Gogh". Năm 1904, Sien gieo mình xuống sông Scheldt tự vẫn.
Sau khi rời Den Haag, Van Gogh chuyển tới tỉnh Drenthe ở phía Bắc Hà Lan, ông sống một mình ở đây đến tháng 12 thì chuyển về sống với bố mẹ lúc này đang ở Nuenen, Bắc Brabant.

### Nuenen (1883–1885)

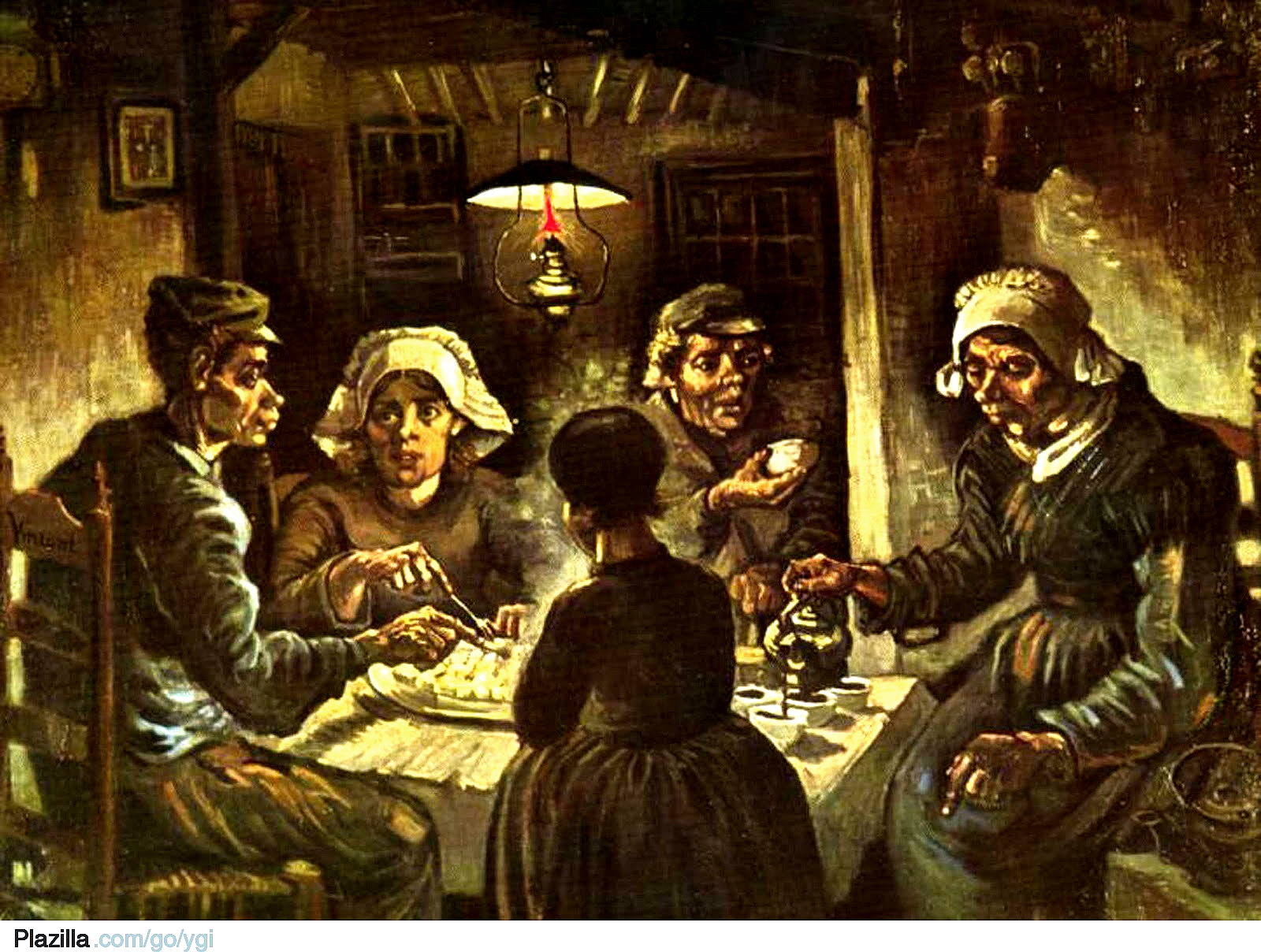
Những người ăn khoai (1885)

Tại Nuenen, Van Gogh tập trung hết sức lực vào việc sáng tác. Mùa thu năm 1884, con một người hàng xóm của họa sĩ là Margot Begemann, một cô gái hơn Vincent tới 10 tuổi, đã phải lòng ông và Vincent cũng đáp lại tình cảm này. Hai người đã hứa hôn với nhau nhưng chịu sự phản đối của cả hai gia đình. Sau đó Margot cố tự tử bằng strychnine và Van Gogh phải vội đưa cô đến bệnh viện.
Ngày 26 tháng 3 năm 1885, cha của Van Gogh qua đời sau một cơn đột quỵ, cái chết này đã gây ra nỗi buồn sâu sắc trong lòng họa sĩ. Cùng lúc đó, giới nghệ thuật ở Paris lần đầu tiên đã quan tâm tới các tác phẩm của Van Gogh, và cũng trong mùa xuân năm 1885 ông đã hoàn thành tác phẩm được coi là sáng tác chính đầu tay của ông, bức Những người ăn khoai (tiếng Hà Lan: De Aardappeleters). Tháng 8 cùng năm, các tác phẩm của Van Gogh lần đầu tiên được triển lãm tại Den Haag. Tháng 9, ông bị buộc tội đã làm một trong những người mẫu của mình có thai, mặc dù về sau người này đã thừa nhận cha của đứa trẻ không phải là Van Gogh nhưng vị giáo sĩ của làng đã cấm dân làng không được tiếp tục làm mẫu cho Van Gogh.
Trong thời gian ở Nuenen, màu sắc ưa thích của Van Gogh là các tông màu đất, đặc biệt là màu nâu tối, chưa thấy được cách dùng màu tươi sáng, mà sẽ xuất hiện ở các tác phẩm xuất sắc nhất của ông sau này. Khi Vincent phàn nàn với Theo vì cho rằng em trai đã không làm hết sức để có thể bán tranh của mình ở Paris, Theo đã trả lời rằng các tác phẩm của Van Gogh quá u tối và nằm ngoài phong cách phổ biến thời đó là các bức họa tươi vui của các họa sĩ theo trường phái Ấn tượng. Làm việc hai năm ở Nueen, ông đã sáng tác rất nhiều bức vẽ và màu nước, ngoài ra còn có gần 200 bức họa hoàn chỉnh.

### Antwerp (1885–1886)
Tháng 11 năm 1885, Van Gogh chuyển tới Antwerp và thuê một căn buồng nhỏ phía trên một cửa hiệu bán tranh ở phố Rue des Images. Thời gian này, ông có rất ít tiền và ăn uống đạm bạc, ông dành phần lớn số tiền Theo gửi cho để mua vật liệu sáng tác và trả tiền cho người mẫu. Bánh mỳ, cà phê và thuốc lá là những thứ Vincent dùng thường xuyên nhất. Tháng 2 năm 1886, Van Gogh viết thư cho Theo kể lại chuyện ông nhớ mình được ăn thịt nóng lần cuối là từ tháng 5 năm trước đó và hàm răng của họa sĩ bắt đầu yếu dần gây ra nhiều đau đớn.
Ngoài thời gian sáng tác, Van Gogh nghiên cứu thêm về lý thuyết màu sắc và đi chiêm ngưỡng các tác phẩm tại bảo tàng thành phố, đặc biệt là các bức tranh của Peter Paul Rubens, những tác phẩm đã khích lệ họa sĩ trong việc dùng các màu sắc tươi sáng hơn như màu son, màu xanh cô ban và màu xanh lục. Ông cũng mua một số bức tranh khắc gỗ của Nhật Bản (Ukiyo-e) và sử dụng nó làm nền cho một số tác phẩm của mình. Trong thời gian này ông cũng bắt đầu nghiện rượu absinthe và còn phải chữa bệnh (rất có thể là giang mai) dưới sự điều trị của bác sĩ Cavenaile.
Tháng 1 năm 1886, Van Gogh trúng tuyển vào Trường Mỹ thuật Antwerp (École des Beaux-Arts d'Anvers). Trong phần lớn tháng 2 tiếp theo ông bị ốm, phần lớn là do lao lực, ăn uống kém và hút quá nhiều thuốc.

### Paris (1886–1888)

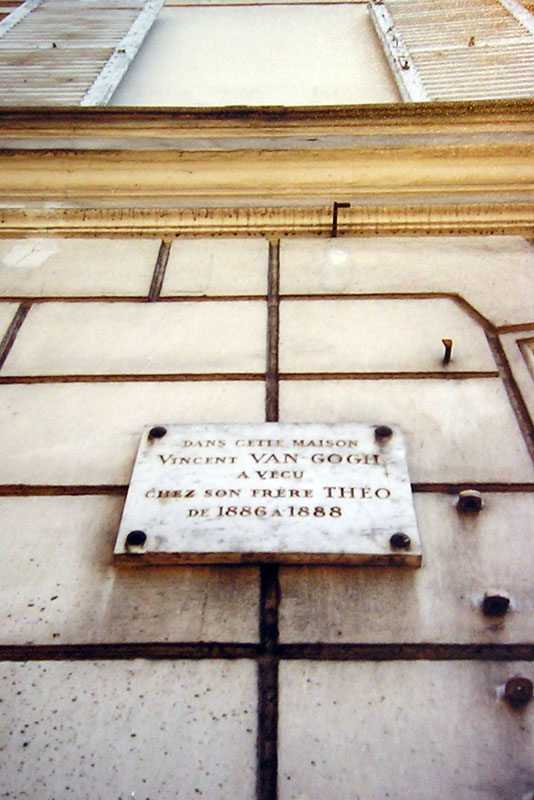
Số 54 phố Rue Lepic, Paris

Tháng 3 năm 1886, Van Gogh chuyển tới Paris để học tại xưởng vẽ của Fernand Cormon. Ban đầu ông và Theo ở tại đường Rue Laval trong khu đồi Montmartre. Đến tháng 6 thì hai anh em chuyển về một căn hộ rộng hơn ở số 54 phố Rue Lepic, nằm ở phía trên đồi. Vì thời gian này hai anh em ở gần nhau, các bức thư liên lạc giữa hai người không còn và người ta không biết rõ về những hoạt động trong thời gian ông ở Paris.
Vincent làm việc vài tháng trong xưởng vẽ của Cormon nơi ông thường tiếp xúc với họa sĩ người Úc John Peter Russell cũng như hai họa sĩ người Pháp là Émile Bernard và đặc biệt là Henri de Toulouse-Lautrec.
Trong thời gian này ở Paris, không khó để chiêm ngưỡng và nghiên cứu tác phẩm của các họa sĩ theo trường phái Ấn tượng. Ví dụ năm 1886, hai triển lãm lớn của các họa sĩ tiên phong trong trường phái này đã được tổ chức ở thủ đô nước Pháp, đó là Triển lãm lần thứ 8 và cuối cùng của các họa sĩ Ấn tượng và Triển lãm của các họa sĩ độc lập (Artistes Indépendants). Trong hai cuộc trưng bày này, lần đầu tiên chủ nghĩa Tân ấn tượng (Neo-Impressionism) ra mắt công chúng với các bức tranh của Georges Seurat và Paul Signac. Bản thân Theo van Gogh cũng buôn bán rất nhiều bức tranh thuộc trường phái Ấn tượng của các họa sĩ nổi danh như Claude Monet, Alfred Sisley, Edgar Degas và Camille Pissarro, tuy vậy Vincent rõ ràng là gặp khó khăn trong việc nắm bắt tinh thần của các tác phẩm đang được ưa chuộng này. Bắt đầu có những mâu thuẫn giữa hai anh em và đến cuối năm 1886 thì hai người bắt đầu sống riêng nhưng rồi lại nhanh chóng làm lành vào mùa xuân năm 1887.
Sau đó Van Gogh đến Asnières và làm quen với Paul Signac. Tại đây Vincent cùng người bạn của ông là Emile Bernard đã thử nghiệm một số bức tranh theo trường phái Điểm họa ("pointillé").
Tháng 11 năm 1887, Theo và Vincent đã gặp và kết bạn với họa sĩ Paul Gauguin, người vừa mới quay lại Paris sau thời gian sống ở nước ngoài. Cuối năm này, Van Gogh đã tổ chức một buổi triển lãm chung với Bernard, Anquetin và Toulouse-Lautrec ở nhà hàng Restaurant du Chalet trên đồi Montmartre. Tại buổi triển lãm này, Bernard và Anquetin đã bán được các tác phẩm đầu tiên, còn Vincent thì trao đổi được tác phẩm với Gauguin, người ngay sau đó đã rời đi Pont-Aven.
Tháng 2 năm 1888, cuối cùng Van Gogh cũng cảm thấy chán ngán cuộc sống ở Paris, ông rời Kinh đô Ánh sáng sau khi đã hoàn thành hơn 200 bức họa trong 2 năm ở đây. Chỉ vài giờ trước khi rời thành phố, ông cùng Theo đã có chuyến thăm lần đầu tiên và cũng là duy nhất đến nhà của họa sĩ Seurat.

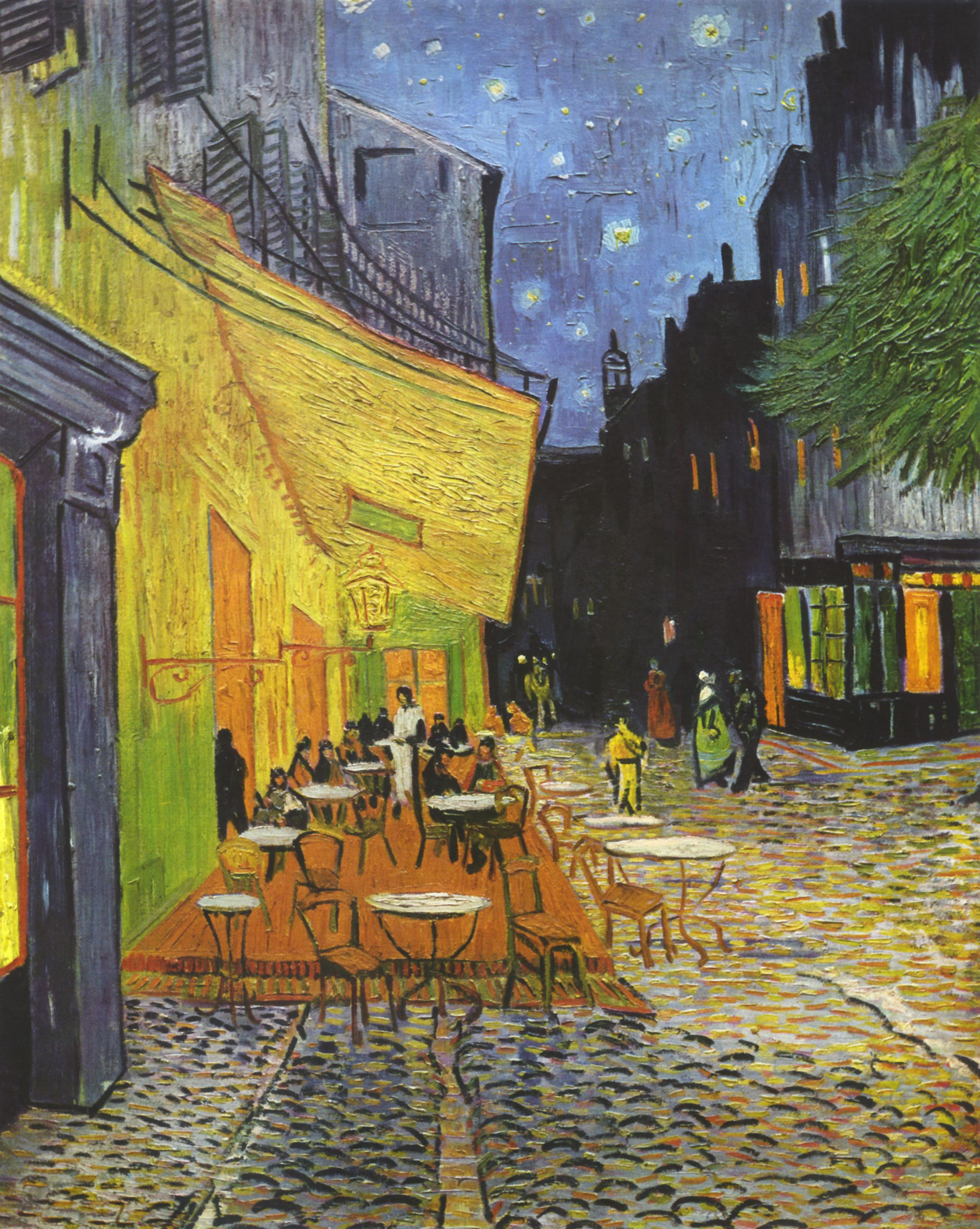
Quán cà phê đêm ở Arles, tháng 9 năm 1888

### Arles (tháng 2 năm 1888–tháng 5 năm 1889)
Ngày 21 tháng 2 năm 1888, Van Gogh đến Arles. Trong hai tháng, ông làm việc cùng họa sĩ người Đan Mạch Christian Mourier-Petersen. Ngày 1 tháng 5, họa sĩ ký hợp đồng thuê một căn hộ bốn buồng với giá 15 franc một tháng (tương đương 294,5$ theo thời giá năm 2020) nằm bên phải của Nhà Vàng tại số 2 Quảng trường Lamartine. Tháng 6, Van Gogh đi thăm thị trấn ven biển Saintes-Maries-de-la-Mer. Tại đây ông nhận dạy vẽ cho một sĩ quan tên là Paul-Eugène Milliet, người sau đó cũng trở thành bạn của họa sĩ. Từ tháng 8, ông bắt đầu sáng tác về đề tài hoa hướng dương.
Ngày 23 tháng 10, Gauguin đến Arles theo lời mời của Van Gogh. Trong suốt tháng 11 hai họa sĩ làm việc cùng nhau, cũng trong tháng này Van Gogh đã sáng tác bức tranh nổi tiếng Cánh đồng nho đỏ. Tháng 12 cả hai họa sĩ đi thăm Montpellier và chiêm ngưỡng các tác phẩm của Courbet và Delacroix trong bảo tàng Museé Fabre. Tuy nhiên sau đó tình bạn của hai người trở nên xấu đi vì những xung đột về nghệ thuật. Van Gogh sợ rằng Gauguin sẽ rời bỏ ông, căng thẳng lên đến đỉnh điểm vào ngày 23 tháng 12 năm 1888 khi Vincent đuổi theo Gauguin với một lưỡi dao cạo trong tay và sau đó lại tự cắt phần dưới tai trái của chính mình, gói nó vào một tờ báo, đưa cho cô gái điếm Rachel ở nhà thổ trong vùng và yêu cầu cô này giữ cẩn thận. Cuối cùng thì Gauguin vẫn rời Arles và không bao giờ gặp lại Van Gogh một lần nữa. Vincent phải nhập viện trong tình trạng nguy kịch, ông ngay lập tức được Theo đến thăm nom. Tháng 1 năm 1889, Van Gogh trở lại "Nhà Vàng" nhưng liên tục phải đến bệnh viện vì gặp ảo giác, ông còn mắc chứng hoang tưởng khi nghĩ mình bị đầu độc. Đến tháng 3, sau khi nhận được yêu cầu từ những người hàng xóm, cảnh sát đã quyết định đóng cửa ngôi nhà của Van Gogh. Đến tháng 4 thì ông dọn về căn phòng của bác sĩ Felix Rey sau khi những trận lụt làm hư hại các tác phẩm của ông. Bác sĩ Felix Rey cho rằng Van Gogh bị chứng động kinh một phần do uống quá nhiều cà phê và rượu, lại ăn ít thức ăn. Ông đã kê thuốc an thần giảm đau và khuyên Van Gogh uống rượu cinchona có chứa chiết xuất ký ninh.
Tuy nhiên, theo bà Bernadette Murphy – tác giả quyển "Van Gogh's War: The True Story". Bà đã tìm ra bức vẽ của bác sĩ Felix Rey trong một kho lưu trữ ở California. Nó nằm trong đống giấy tờ của tiểu thuyết gia Irving Stone - người đã trao đổi thư từ với bác sĩ Rey năm 1930. Bốn năm sau, tác giả Stone đã xuất bản cuốn tự truyện hư cấu Lust for Life, trong đó diễn viên Kirk Douglas vào vai Van Gogh. Bà đã tìm được một bức thư trong đó có các hình vẽ tai trái của Van Gogh trước và sau khi ông tự cắt tai mình. Người vẽ chính là bác sĩ Felix Rey, người đã điều trị vết thương cho danh họa trong bệnh viện. Hình vẽ là đường nét phác họa hình dạng tai của Van Gogh trên tờ giấy kê đơn thuốc. Hình thứ nhất vẽ cái tai còn nguyên vẹn. Hình thứ hai cho thấy cái tai chỉ còn lại một mẩu nhỏ phía dưới. Vậy là danh họa đã xẻo gần như toàn bộ tai, chứ không chỉ một mẩu.

### Saint-Rémy (tháng 5 năm 1889–tháng 5 năm 1890)

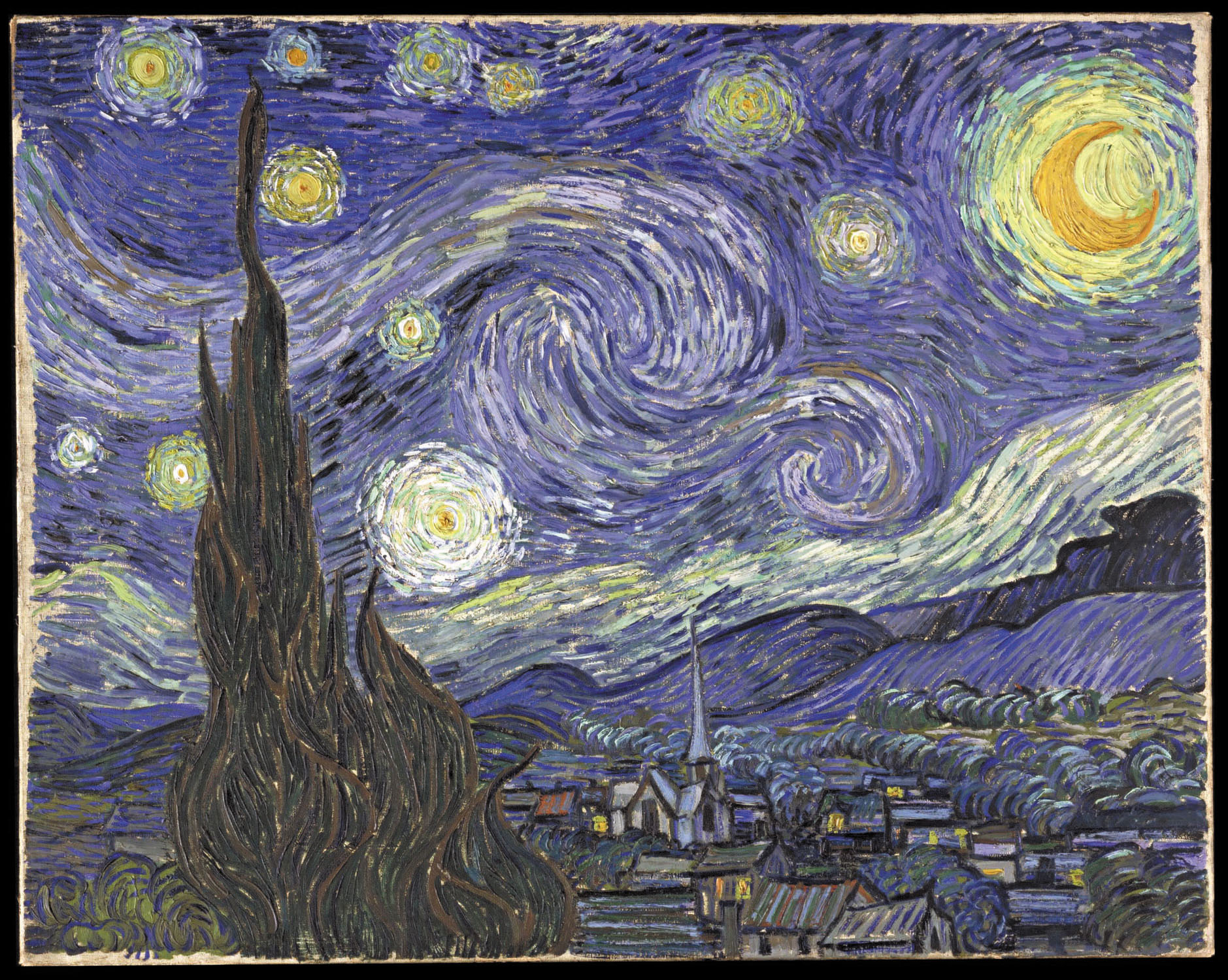
Đêm đầy sao, tháng 6 năm 1889

Ngày 8 tháng 5 năm 1889 Van Gogh phải nhập viện tại bệnh viện tâm thần Saint-Paul-de-Mausole nằm trong một tu viện cũ ở Saint Rémy de Provence không xa Arles. Tu viện nằm cách biệt với thị trấn và ở giữa những cánh đồng ngô, nho và ô liu. Theo van Gogh sắp xếp cho anh trai có hai buồng nhỏ trong bệnh viện, một buồng dành riêng làm xưởng vẽ. Trong thời gian chữa trị tại đây, phòng khám và khu vườn của bệnh viện đã trở thành những đề tài chính của họa sĩ. Một số tác phẩm của Van Gogh trong thời kỳ này có đặc trưng là các xoáy ốc, tiêu biểu là bức tranh nổi tiếng Đêm đầy sao. Trong tháng 9, họa sĩ thực hiện hai phiên bản mới của bức Phòng ngủ ở Arles và đến tháng 2 năm 1890 thì ông vẽ bốn bức chân dung có tên L'Arlésienne (Người Arles, chỉ bà Ginoux), dựa trên những phác thảo bằng chì than của Gauguin.
Tháng 1 năm 1890, tác phẩm của Van Gogh được Albert Aurier ca ngợi tại trên tạp chí Mercure de France, nhà phê bình này đã gọi Vincent là một thiên tài. Trong tháng 2, Van Gogh được nhóm Les XX, một tập hợp các họa sĩ tiên phong ở Brussels, mời tham gia triển lãm tranh thường niên của nhóm. Sau đó, khi tranh của Van Gogh được trưng bày trong triển lãm của nhóm Nghệ sĩ Độc lập (Les Artistes Indépendants) ở Paris, Monet đã nhận xét rằng tác phẩm của Vincent là tuyệt vời nhất trong cả triển lãm.

### Auvers-sur-Oise (tháng 5 đến tháng 7 năm 1890)

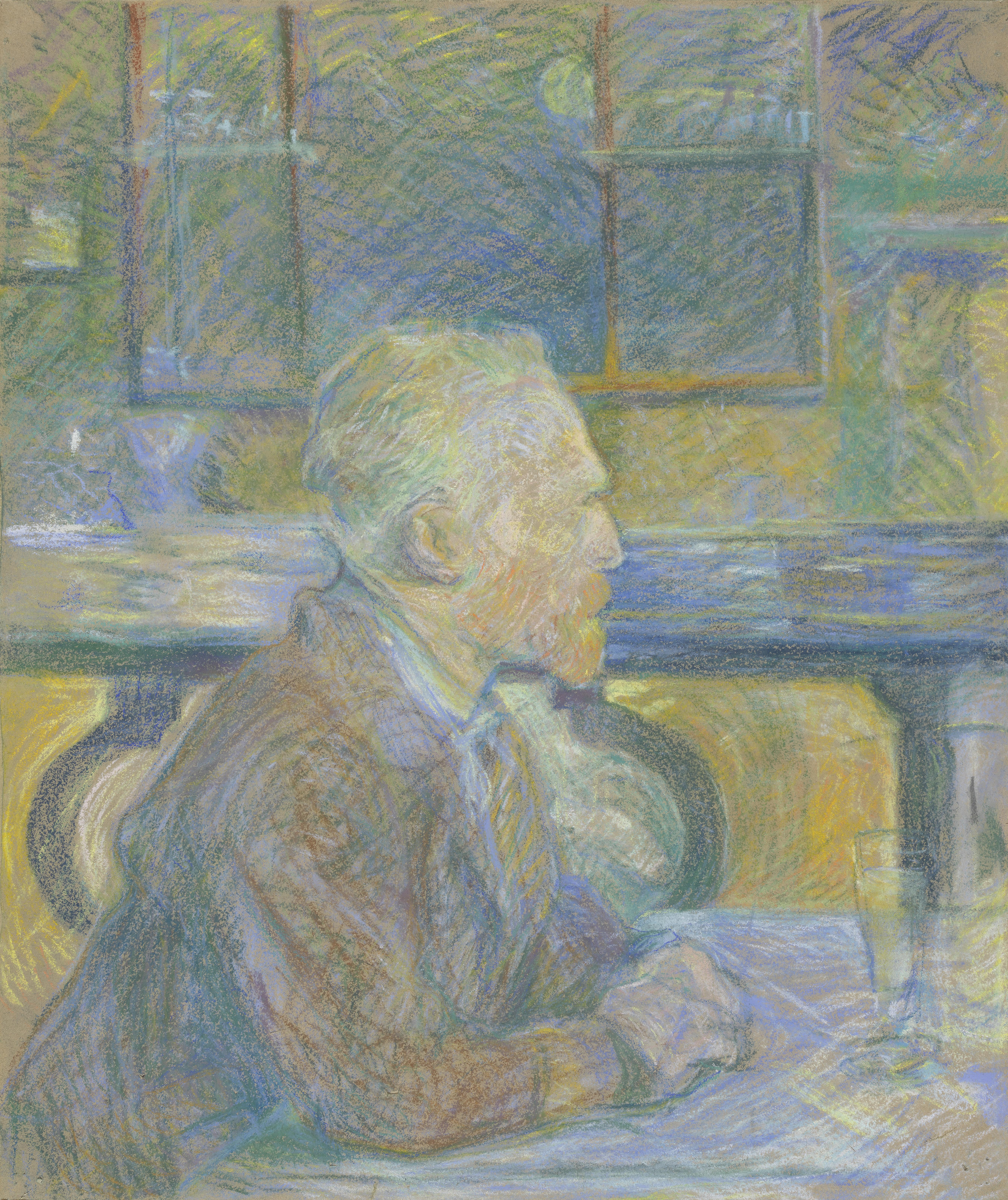
Vincent van Gogh, tranh phấn màu của Toulouse-Lautrec, 1887

Tháng 5 năm 1890, Van Gogh rời bệnh viện và đến trị liệu với bác sĩ Paul Gachet ở Auvers-sur-Oise, nằm gần Paris, nơi ông có thể ở gần hơn với em trai Theo. Bác sĩ Gachet được Camille Pissarro giới thiệu cho anh em Van Gogh vì trước đó ông này đã từng chữa cho một số họa sĩ và bản thân cũng là một họa sĩ nghiệp dư. Ấn tượng đầu tiên của Vincent về Gachet là "ông ta trông còn ốm yếu hơn cả tôi". Sau đó Van Gogh đã vẽ hai bức chân dung bác sĩ bằng màu dầu, một bức khác khắc axit, cả ba bức đều miêu tả Gachet trong một tư thế u sầu. Trong tuần cuối ở Saint-Rémy, Van Gogh lại nhớ lại những kỷ niệm ở phương Bắc và một số trong khoảng 70 bức tranh ông vẽ trong 70 ngày ở Auvers-sur-Oise, như bức Nhà thờ ở Auvers đã gợi đến những phong cảnh ở phương Bắc.
Tình trạng bệnh lý của Van Gogh ngày càng trầm trọng, ngày 27 tháng 7 năm 1890, ở tuổi 37, người họa sĩ đã bước ra cánh đồng và tự bắn vào ngực bằng một khẩu súng lục. Không nhận ra rằng mình đã bị thương nặng, Vincent quay trở lại hoàn thành bức tranh Chân dung Adeline Ravoux, và đó cũng chính là bức tranh cuối cùng trong sự nghiệp hội họa của ông. Hai ngày sau (tức ngày 29 tháng 7 năm 1890) ông qua đời trên giường ngủ, câu cuối cùng mà Theo nghe được từ miệng anh trai mình là:
"La tristesse durera toujours" - "Nỗi buồn sẽ kéo dài mãi mãi"
Vincent được chôn tại nghĩa trang của vùng Auvers-sur-Oise. Không lâu sau cái chết của anh trai, Theo cũng nhập viện vì bị động kinh, ông mất ngày 25 tháng 1 năm 1891 tại Utrecht, chỉ 6 tháng sau cái chết của Vincent. Năm 1914, Theo được cải táng về bên cạnh người anh trai yêu quý của ông.

## Phong cách và tác phẩm

### Phát triển thiên hướng nghệ thuật

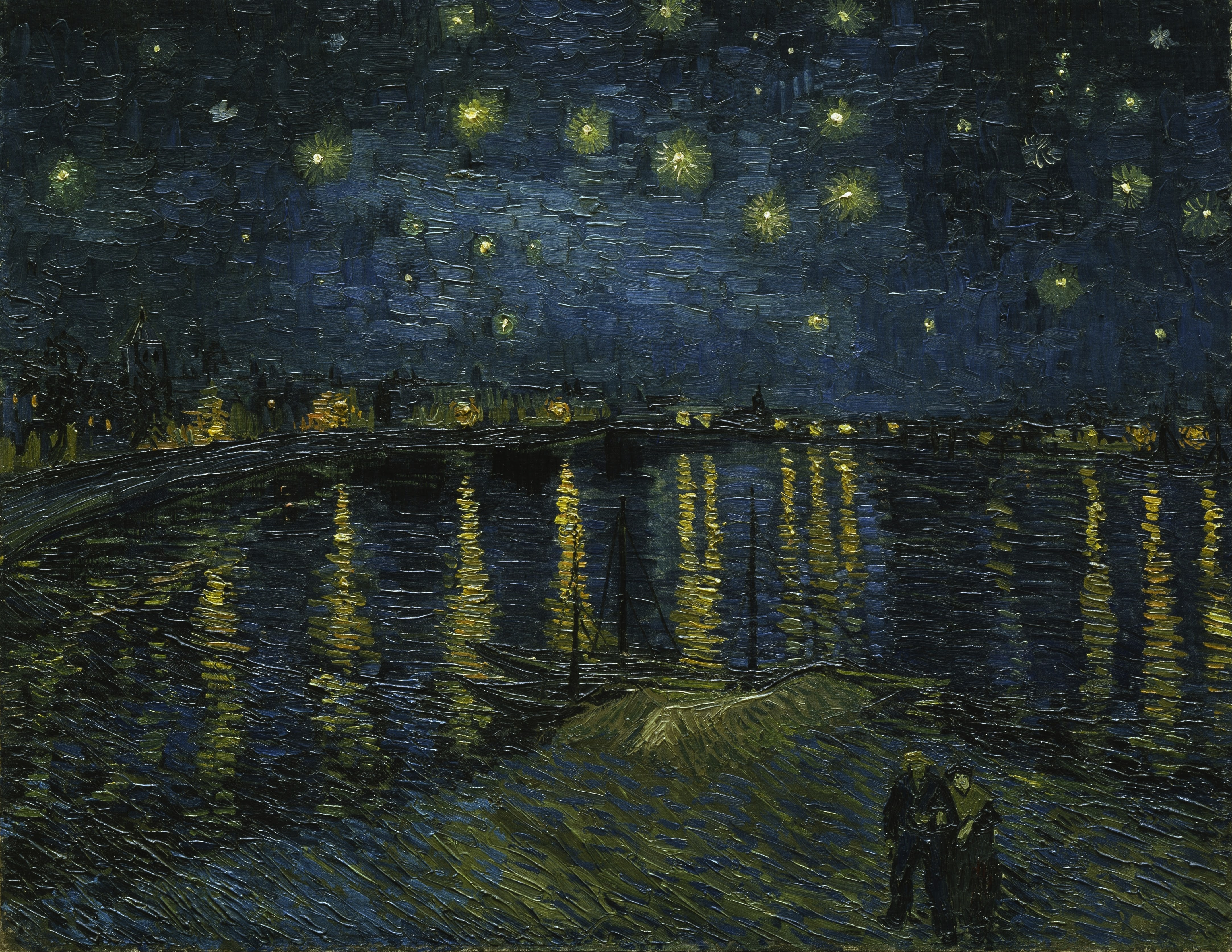
Đêm đầy sao trên sông Rhone, 1888, Bảo tàng Musée d'Orsay, Paris

Van Gogh đã vẽ và tô màu nước từ khi còn ngồi trên ghế nhà trường, nhưng chỉ một vài bức tranh thời gian này còn tồn tại và cũng không chắc chắn về tác giả. Khi ông bắt đầu nghiệp vẽ khi đã lớn, ông bắt đầu ở cấp tiểu học. Vào đầu năm 1882, chú của ông, Cornelis Marinus, chủ một phòng trưng bày nghệ thuật đương đại nổi tiếng ở Amsterdam, đã yêu cầu có một bức tranh vẽ La Hay. Tác phẩm của Van Gogh không đạt được mong đợi. Marinus đã ủy nhiệm Van Gogh lần thứ hai, chỉ rõ vấn đề rất chi tiết, nhưng lại phải thất vọng với kết quả. Van Gogh đã kiên trì; ông đã thử nghiệm ánh sáng trong studio của mình bằng các thay đổi cửa chớp và thử với các chất liệu vẽ khác nhau. Trong hơn một năm, ông chỉ làm việc trên những đơn hình mẫu – nghiên cứu rất tỉ mỉ với màu đen và trắng. Thời điểm đó, các bức vẽ của ông đã bị chỉ trích. Sau này, chúng đã được công nhận là những kiệt tác đầu tiên.

Vào tháng 8 năm 1882, em trai Theo đã cho ông tiền để mua chất liệu để có thể vẽ ngoài trời (en-plein-air). Vincent đã viết rằng bây giờ anh có thể "tiếp tục vẽ với nghị lực mới"  Từ đầu năm 1883, ông làm việc trên các sáng tác đa hình mẫu. Ông đã chụp ảnh lại một số bức, nhưng khi em trai của ông nhận xét rằng chúng thiếu sự sống động và tươi tắn, ông đã tự hủy chúng và chuyển sang sơn dầu. Van Gogh đã chuyển sang các họa sỹ nổi tiếng của trường phái Hague như Weissenbruch và Blommers, và nhận được những lời khuyên về kỹ thuật từ họ. Ông cũng học hỏi từ các họa sĩ như De Bock và Van der Weele, cả hai đều là thế hệ thứ hai của trường phái Hague . Khi ông chuyển đến Nuenen sau thời gian ở Drenthe, ông bắt đầu một số bức tranh lớn nhưng cũng hủy hầu hết trong số chúng. Những người ăn khoai (The Potatto Eaters) và bản vẽ đi kèm là những gì duy nhất còn sót lại. Sau chuyến viếng thăm Rijksmuseum, Van Gogh đã viết về sự ngưỡng mộ của ông đối với những nét đánh bút nhanh, tinh tế của các Bậc thầy Hà Lan, đặc biệt là Rembrandt và Frans Hals. Ông biết rằng nhiều lỗi của ông là do thiếu kinh nghiệm và chuyên môn kỹ thuật , vì vậy vào tháng 11 năm 1885 ông sang Antwerp và sau đó là Paris để học hỏi và phát triển kỹ năng của mình .

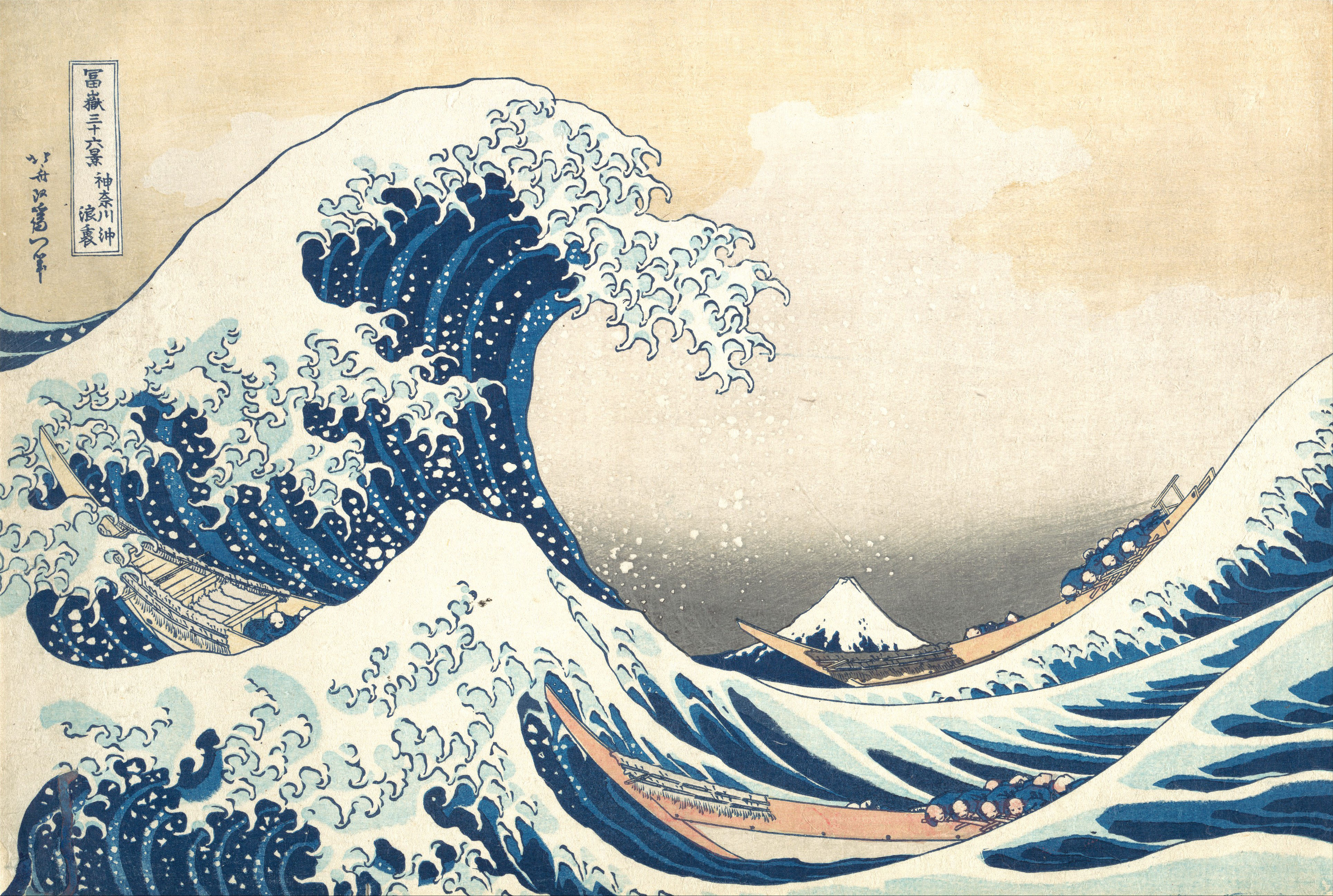
Cơn sóng lừng của Hokusai, thế kỷ XIX

Theo đã phê bình Những người ăn khoai vì bảng màu tối của nó, ông nghĩ nó không phù hợp với một phong cách hiện đại. Trong thời gian lưu lại của Van Gogh ở Paris giữa năm 1886 và năm 1887, ông đã cố gắng làm chủ một bảng màu mới, sáng hơn. Chân dung của ông vẽ Père Tanguy (1887) cho thấy sự thành công của ông với bảng màu sáng hơn, và là dấu hiệu của một phong cách cá nhân đang phát triển . Bài luận của Charles Blanc về màu sắc đã làm ông quan tâm rất nhiều, và ông đã làm việc với màu sắc bổ sung. Van Gogh tin rằng tác động của màu sắc đã vượt qua các mô tả bình thường; ông nói rằng "màu sắc tự nó đã thể hiện một cái gì đó" . Theo Hughes, Van Gogh đã nhận ra màu sắc có "giá trị về tâm lý và đạo đức", như được minh họa trong những màu đỏ tươi và màu xanh lá cây của bức Quán cà phê đêm (The Night Cafe), một tác phẩm mà ông muốn "thể hiện sự đam mê ghê gớm của nhân loại". Màu vàng có ý nghĩa nhiều nhất đối với ông, bởi vì nó tượng trưng cho chân lý cảm xúc. Ông sử dụng màu vàng như là một biểu tượng cho ánh sáng mặt trời, cuộc sống, và Chúa.

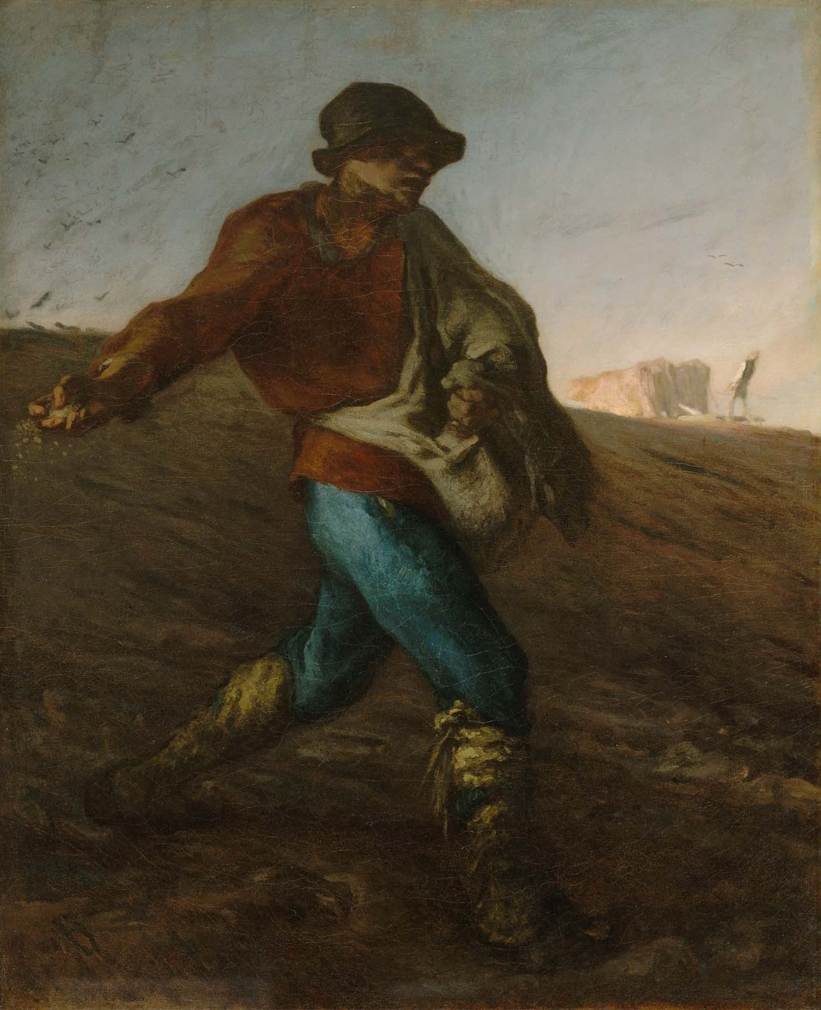
Người gieo hạt, 1850

Van Gogh đã cố gắng để trở thành một họa sĩ về cuộc sống và thiên nhiên ở nông thôn, và trong suốt mùa hè đầu tiên của ông ở Arles, ông đã sử dụng bảng màu mới để vẽ cảnh quan và cuộc sống nông thôn truyền thống . Ông có niềm tin rằng có một sức mạnh tồn tại đằng  sau thiên nhiên đã khiến ông cố gắng để có một cảm giác về sức mạnh đó, cũng như vậy dối với tinh tuý của thiên nhiên trong nghệ thuật của mình, đôi khi thông qua việc sử dụng các biểu tượng  Những diễn giải của ông về Người gieo hạt (The Sower), một bản sao tranh của Jean-François Millet, phản ánh niềm tin tôn giáo của Van Gogh: người gieo hạt như Chúa Giê-su gieo sự sống dưới ánh mặt trời nóng bỏng  Đây là những chủ đề và họa tiết mà ông thường quay trở lại để tái sử dụng và phát triển. Những bức tranh hoa của ông chứa đầy biểu tượng, nhưng thay vì sử dụng biểu tượng Thiên chúa giáo truyền thống, ông tự tạo ra những biểu tượng của mình, đó là cuộc sống dưới ánh mặt trời và công việc là một dụ ngôn về cuộc đời. Hồi ở Arles, ông đã có được sự tự tin sau khi vẽ hoa mùa xuân và học cách nắm bắt ánh sáng mặt trời, ông đã sẵn sàng để vẽ Người gieo hạt.
Van Gogh ở trong cái mà ông gọi là "lớp phủ của thực tại", và phê bình những tác phẩm cách điệu quá mức . Ông đã viết sau này rằng sự trừu tượng trong bức Đêm đầy sao đã đi quá xa, còn hiện thực thì "lùi về sau quá nhiều". Hughes mô tả bức tranh như là một khoảnh khắc cực kỳ ngây ngất về thị giác: các ngôi sao đang ở trong một xoáy tuyệt vời, có thể làm ta gợi nhớ lại cơn sóng thần Hokusai, sự chuyển động trên trời cao được phản chiếu bởi sự chuyển động của cây bách trên mặt đất bên dưới, và tầm nhìn của họa sĩ đã được "dịch thành một lớp sơn dày, mạnh mẽ".

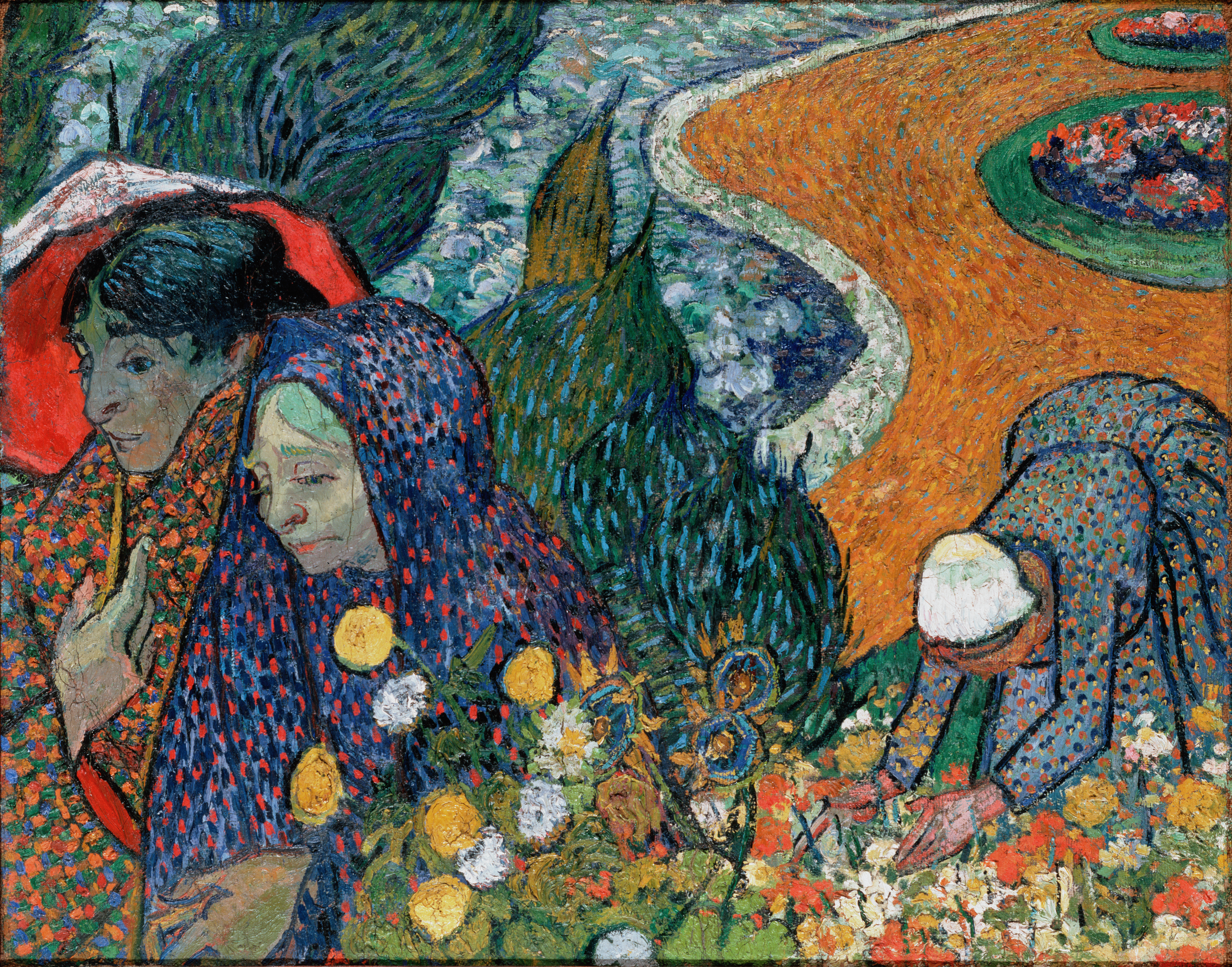
Kí ức ở vườn Etten, 1888. Bảo tàng Hermitage, St Petersburg

Giữa năm 1885 và cái chết của ông vào năm 1890, Van Gogh dường như đang xây dựng một oeurve (một bộ các tác phẩm), đó sẽ là một bộ sưu tập phản ánh cái nhìn cá nhân của ông và có thể thành công về mặt thương mại. Ông bị ảnh hưởng bởi định nghĩa của Blanc về phong cách, rằng một bức tranh đích thực yêu cầu sử dụng tối ưu màu sắc, phối cảnh và các nét đánh bút. Van Gogh đã áp dụng từ "có mục đích" đối với những bức tranh mà ông nghĩ ông đã làm chủ được, trái ngược với những gì ông nghĩ là nghiên cứu hay thử nghiệm . Ông đã vẽ rất nhiều những thử nghiệm như vậy, hầu hết là được giữ lại, một số thì hủy như các thí nghiệm về màu sắc hoặc làm quà tặng cho bạn bè . Tác phẩm của Arles góp phần đáng kể cho oeurve của ông: những tác phẩm mà ông cho là quan trọng nhất từ lúc đó là Người gieo hạt, Quán cà phê đêm, Kí ức vườn ở Etten (Memory of the Garden in Etten) và Đêm đầy sao. Với những lượng lớn nét cọ, những điểm nhìn sáng tạo, màu sắc, đường viền và thiết kế, những bức tranh này đại diện cho phong cách mà ông đã tìm kiếm .

### Các loạt tác phẩm chính
Sự phát triển về phong cách của Van Gogh thường liên quan đến những khoảng thời gian ông sống ở những nơi khác nhau trên khắp châu Âu. Ông có khuynh hướng đắm mình trong văn hoá địa phương và điều kiện ánh sáng, mặc dù ông vẫn giữ một cái nhìn cá nhân rất cao. Con đường thăng tiến của ông với tư cách là một họa sĩ rất chậm chạp, ông cũng tự nhận thức được những hạn chế của mình. Ông thường xuyên về nhà, có thể để tìm ra những kích thích thị giác mới, và tiếp tục phát triển kỹ năng của mình . Nhà sử học nghệ thuật Melissa McQuillan tin rằng những lần di chuyển này cũng phản ánh những thay đổi về phong cách sau này. Và Van Gogh cũng dùng những lần di chuyển này này để tránh xung đột và cũng như một hình thức đấu tranh khi Van Gogh-một họa sĩ mơ mộng và lý tưởng hóa cuộc sống lại phải đối mặt với sự thực nghiệt ngã của nó.

#### Chân dung

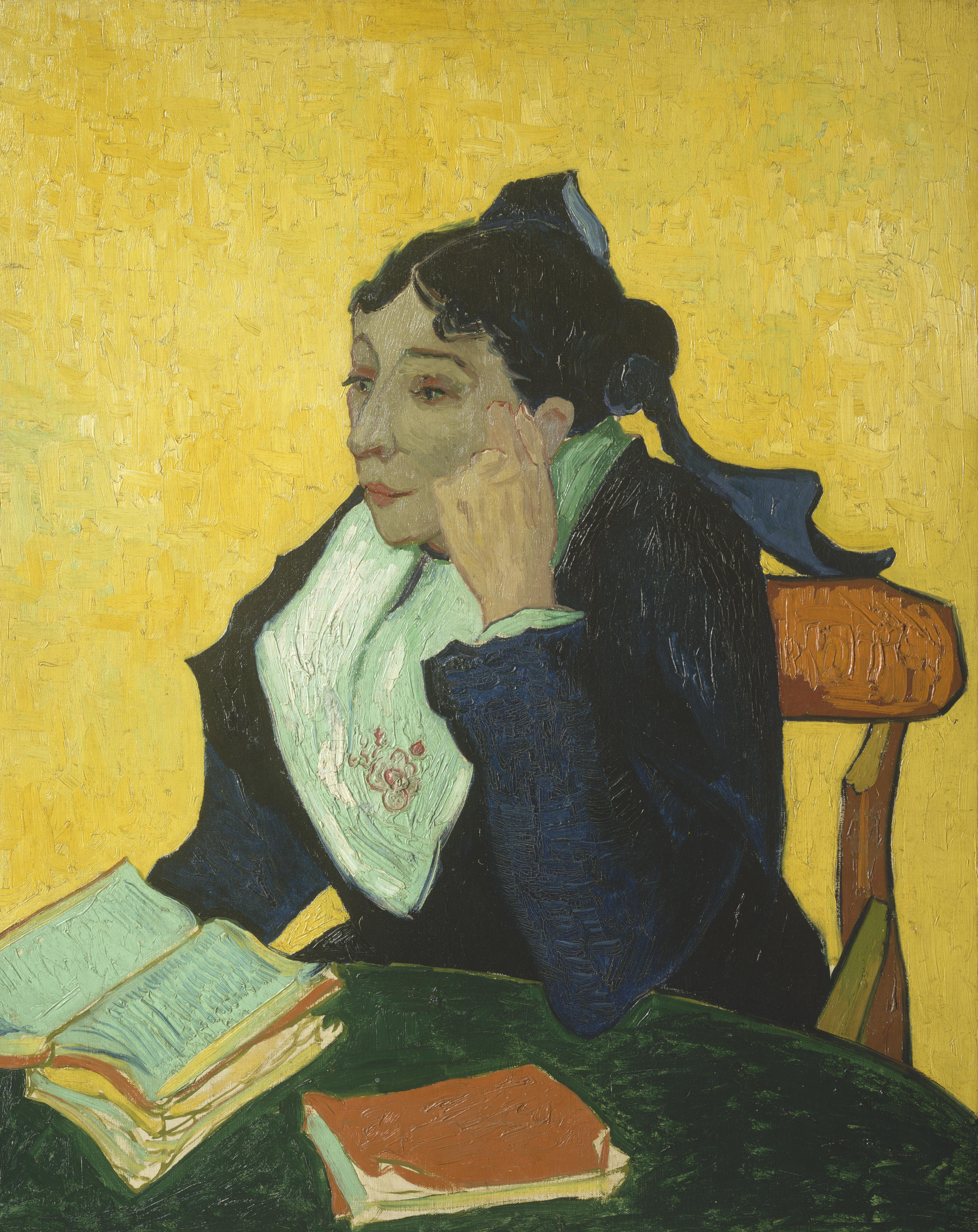
L'Arlésienne: Bà Ginoux với những quyển sách, Tháng 11 1888. Bảo tàng Nghệ thuật Trung tâm, New York

Những bức chân dung đã cho Van Gogh cơ hội tốt nhất để kiếm thu nhập. Ông tin rằng tranh chân dung là "thứ duy nhất trong các bức tranh làm tôi cảm động sâu sắc và cho tôi cảm giác về vô tận" . Ông viết cho chị gái mình rằng ông muốn vẽ chân dung mà sẽ trường tồn, và ông sẽ sử dụng màu sắc để nắm bắt cảm xúc và tính cách của họ hơn là vẽ tả thực như chụp ảnh Những người thân cận nhất với Van Gogh hầu như không có mặt trong loạt tranh chân dung của ông; ông hiếm khi vẽ Theo, Van Rappard hoặc Bernard. Những bức chân dung của mẹ ông là vẽ từ ảnh chụp .

Vào tháng 12 năm 1888, ông đã vẽ bức La Berceuse - một hình mẫu mà ông cho là tốt như những bông hoa hướng dương ông từng vẽ. Bức tranh có không dùng nhiều màu, những nét cọ khác nhau và các đường nét đơn giản  Nó dường như là đỉnh cao trong loạt chân dung của gia đình Roulin hoàn thành tại Arles giữa tháng mười một và tháng mười hai. Các bức chân dung cho thấy một sự thay đổi trong phong cách từ những nét cọ mềm, bị kiểm soát và ngay cả bề mặt bức Chân dung của người đưa thư đến phong cách cuồng phóng, bề mặt thô ráp, những nét cọ rộng và sử dụng dao bảng màu trong bức Bà Roulin với em bé (Madame Roulin with Baby) 

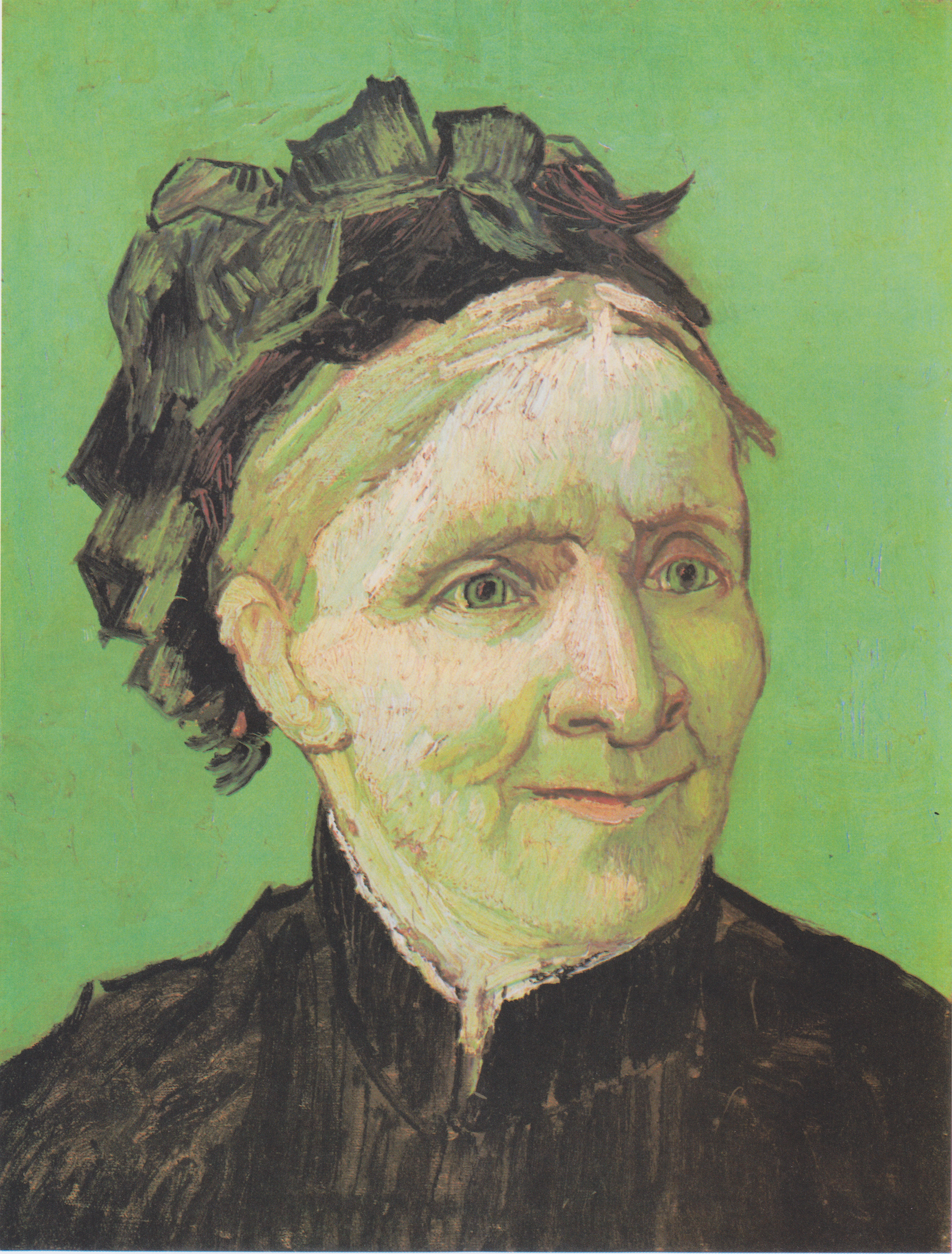
Chân dung mẹ họa sĩ, Tháng 10, 1888, Bảo tàng nghệ thuật Norton Simon, Pasadena, California
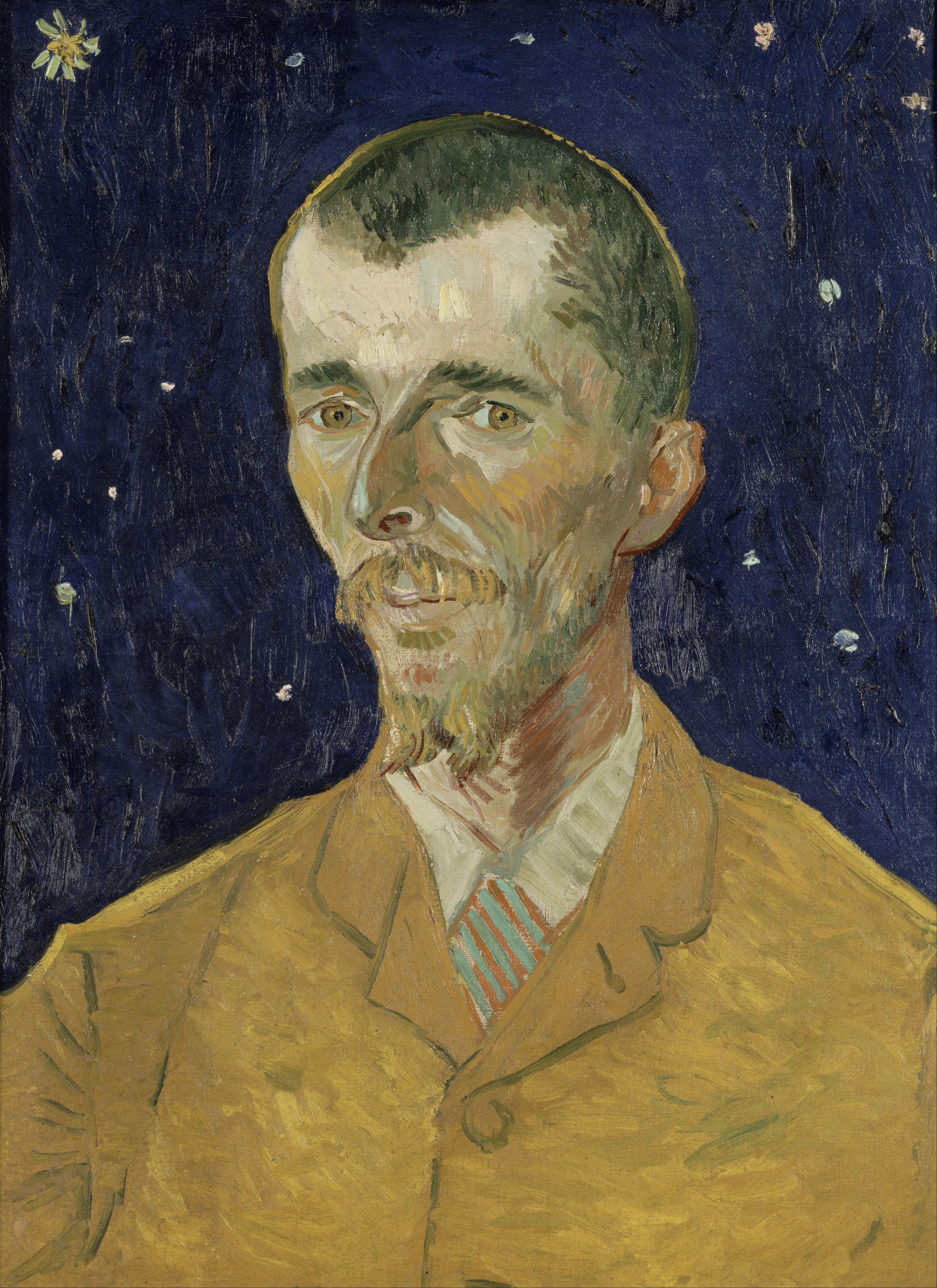
Eugène Boch, (Nhà thơ trên nền đêm đầy sao), 1888, Musée d'Orsay, Paris
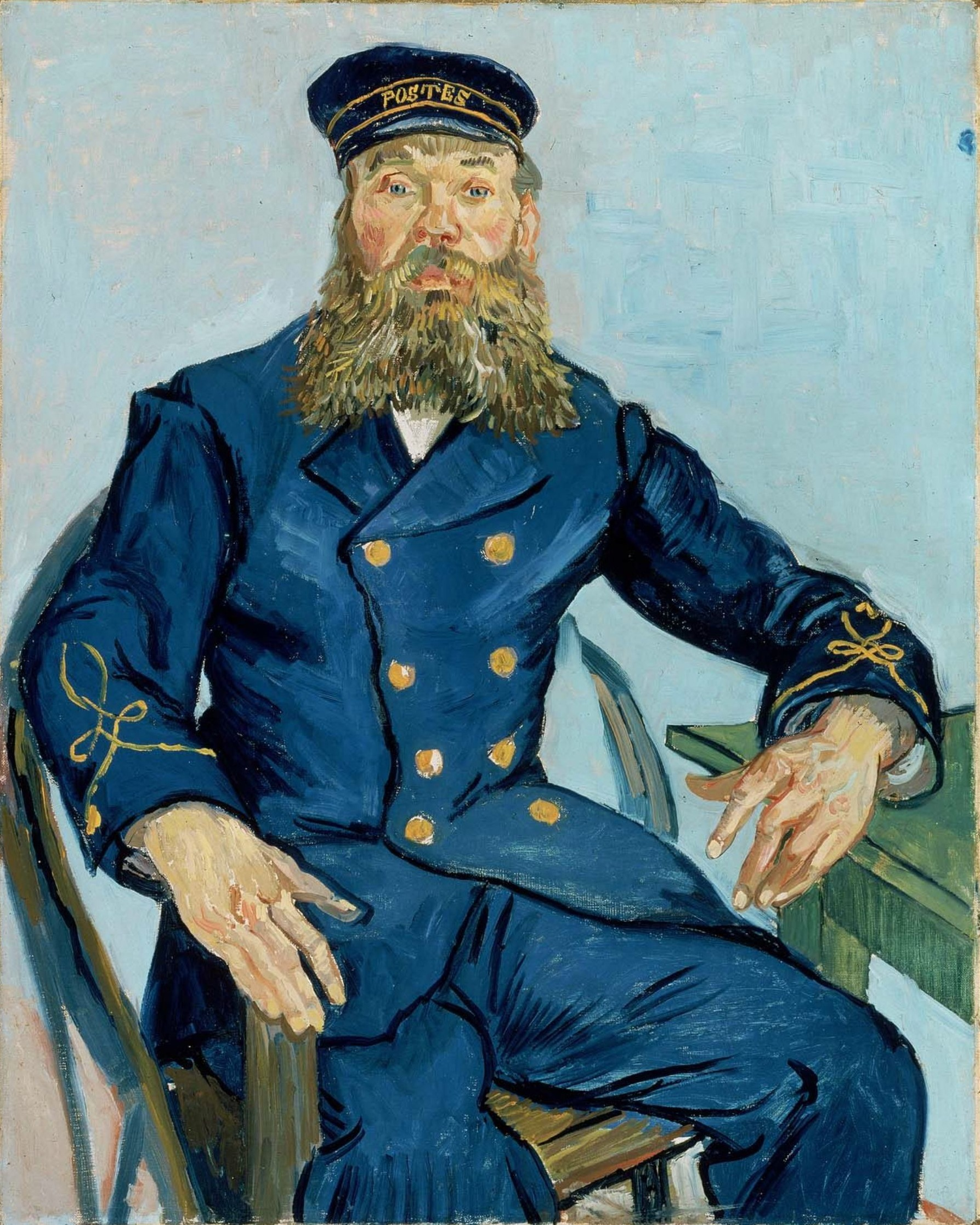
Chân dung của người đưa thư Joseph Roulin (1841–1903) đầu tháng 8 năm 1888, Bảo tàng Mỹ thuật, Boston
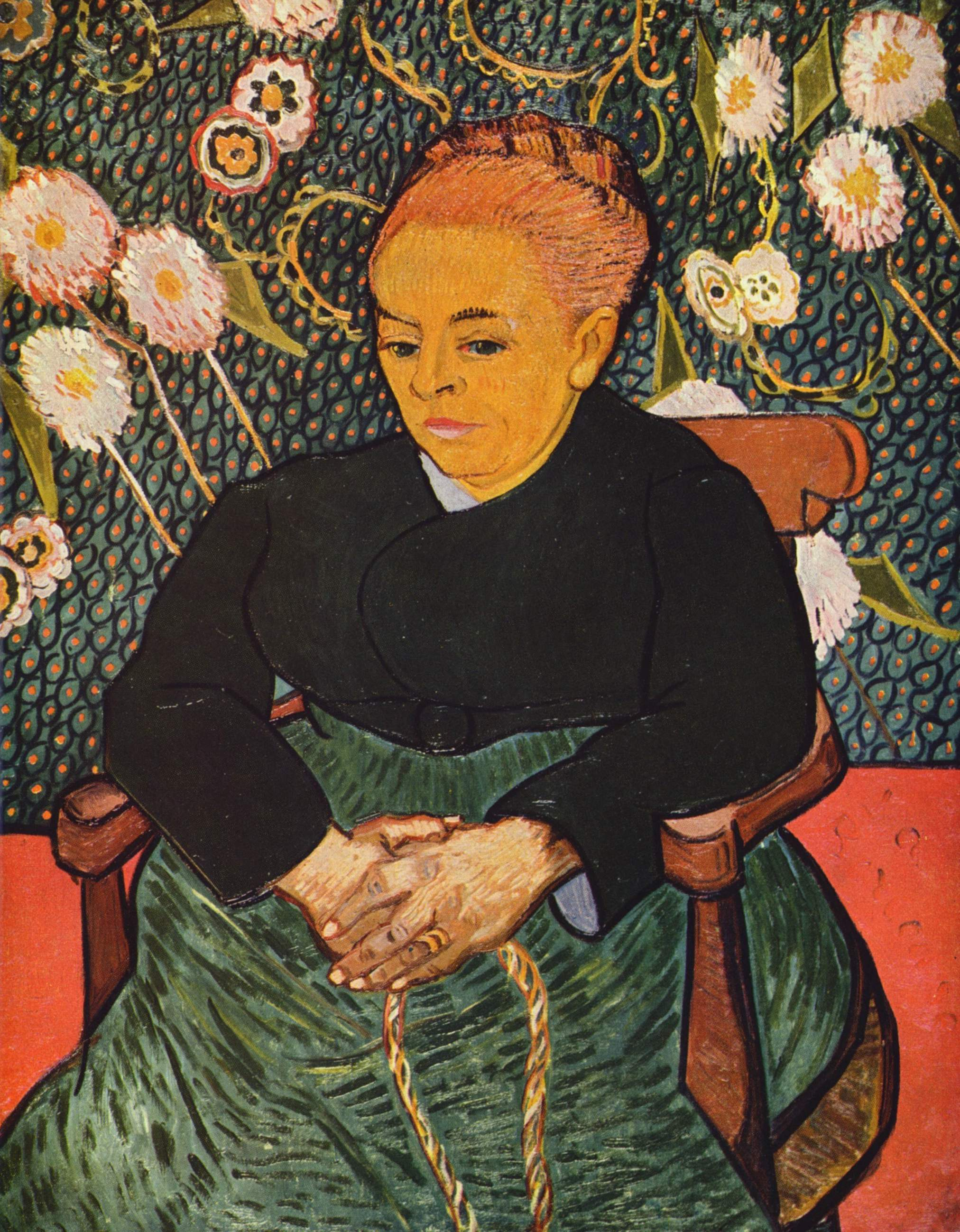
La Berceuse (Augustine Roulin) 1889, Bảo tàng Mỹ thuật, Boston

#### Chân dung tự họa

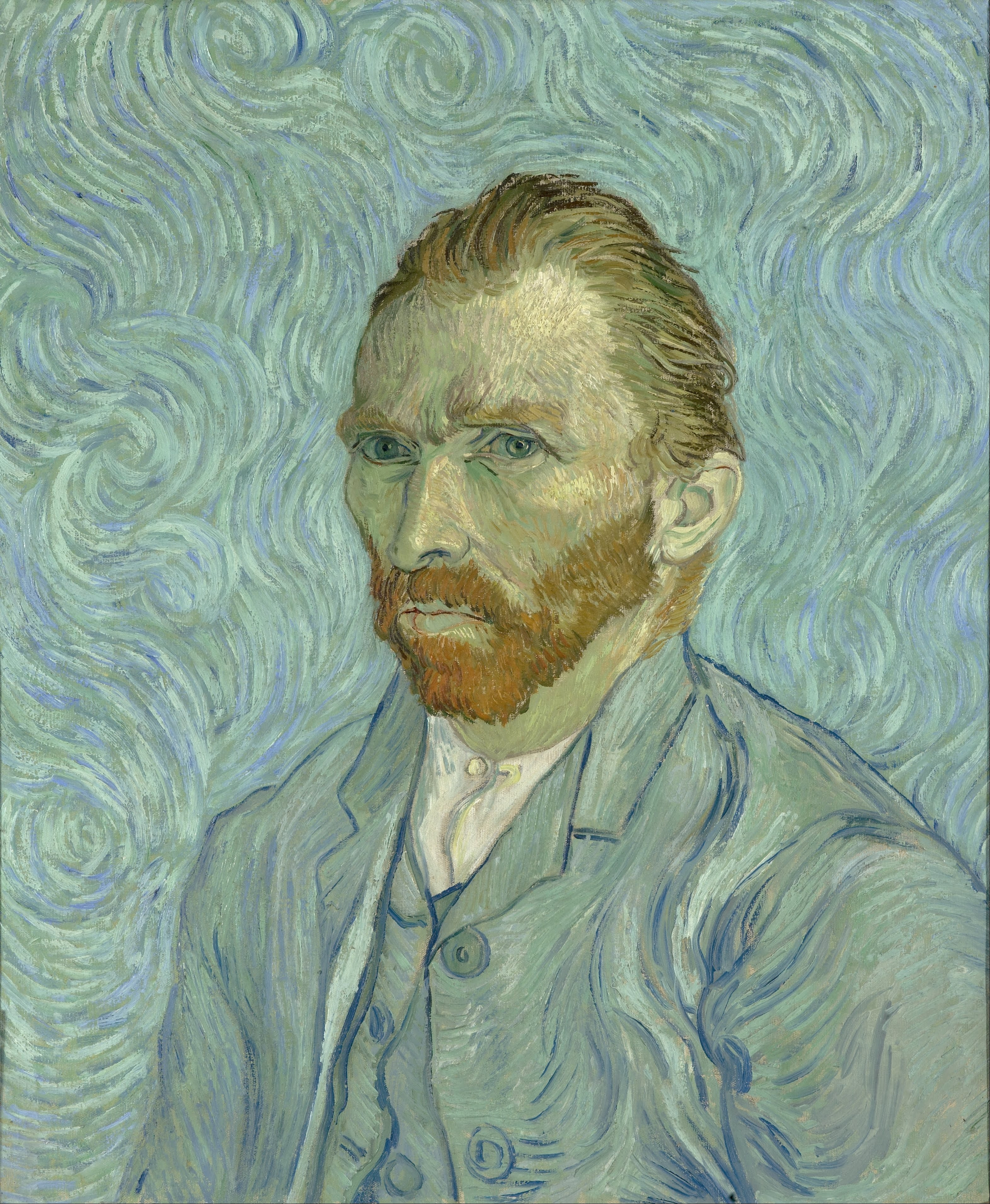
Chân dung tự họa, 1889, Musée d'Orsay, Paris

Van Gogh đã tạo ra hơn 43 bức chân dung tự họa trong khoảng thời gian từ 1885 đến 1889. Chúng thường được hoàn thành theo chuỗi, chẳng hạn như những bức vẽ ở Paris vào giữa năm 1887, và tiếp tục như vậy cho đến một thời gian ngắn trước khi ông mất  Nói chung, những bức chân dung là những nghiên cứu, thử nghiệm của ông. Chúng được thực hiện ở những giai đoạn mà ông hướng nội, không muốn tiếp xúc với người khác, hoặc khi thiếu các hình mẫu, vậy nên ông tự họa bản thân.
Chân dung tự họa phản ánh mức độ tự-xét-mình cao bất thường. Thường thì chúng được dùng để đánh dấu những giai đoạn quan trọng trong cuộc đời của ông, ví dụ như loạt tranh Paris vào giữa năm 1887 được vẽ vào khi ông mới biết đến Claude Monet, Paul Cezanne và Signac. Trong bức Chân dung tự họa với mũ nỉ xám (Self-Portrait with Grey Felt Hat) các lớp sơn lớn còn tràn ra ngoài tấm voan (canvas). Đó là một trong những bức chân dung tự nổi tiếng nhất của ông trong thời kỳ đó, "với những cú đánh cọ nhịp nhàng được đồng bộ một cách tuyệt vời, và hào quang kì lạ xuất phát từ các tác phẩm Tân-Ấn tượng chính là cái mà Van Gogh tự gọi là 'có mục đích' "
Chỉ cần nhìn các bức chân dung này, đã có thể đoán được thực trạng và thậm chí là cả tương lai của ông (Nhân tướng học). Tình trạng tinh thần và thể chất của Van Gogh thường được hiện rõ ràng qua các bức vẽ; ông có thể xuất hiện dưới một tạo hình khá bù xù, với bộ râu không được cạo hoặc chăm sóc, đôi mắt sâu hoắm, hàm dưới yếu, hoặc bị mất răng. Đôi khi lại có những bức cho thấy ông với làn môi đầy đủ, khuôn mặt dài hoặc hộp sọ nổi lên, hoặc trông gai góc, đó là các dấu hiệu cảnh báo điềm dữ. Tóc của ông có thể là màu đỏ thông thường, hoặc vào một vài thời điểm là màu tro.

Cái nhìn của Van Gogh ít khi hướng vào người xem. Các bức chân dung đều phong phú, đa dạng về cường độ và sắc độ, đặc biệt trong những bức vẽ sau tháng 12 năm 1888, màu sắc sống động đã làm nổi bật làn da xanh xao của ông. Một số bức mô tả đi kèm cùng bộ râu, một số khác không có. Đôi khi ta có thể được nhìn thấy băng gạc trong các bức chân dung được thực hiện ngay sau khi ông cắt tai. Chỉ có một vài bức ông khắc họa mình như một họa sĩ . Những bức vẽ tại Saint-Rémy được thực hiện theo hướng bên đối diện với bên tai bị băng bó, đó là ông vẽ mình phản chiếu qua tấm gương .

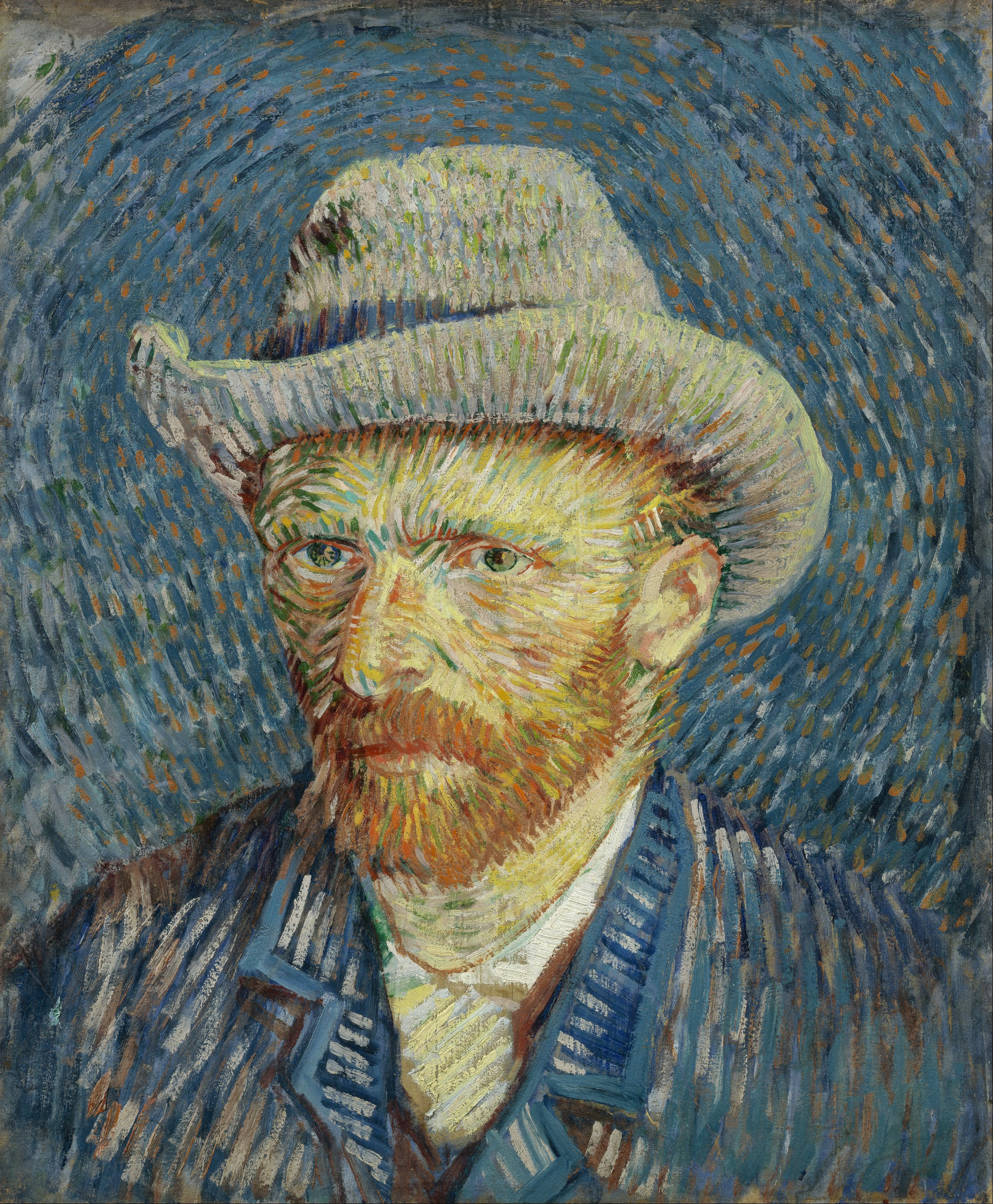
Chân dung tự họa với mũ nỉ xám, 1887-88, Bảo tàng Van Gogh, Amsterdam
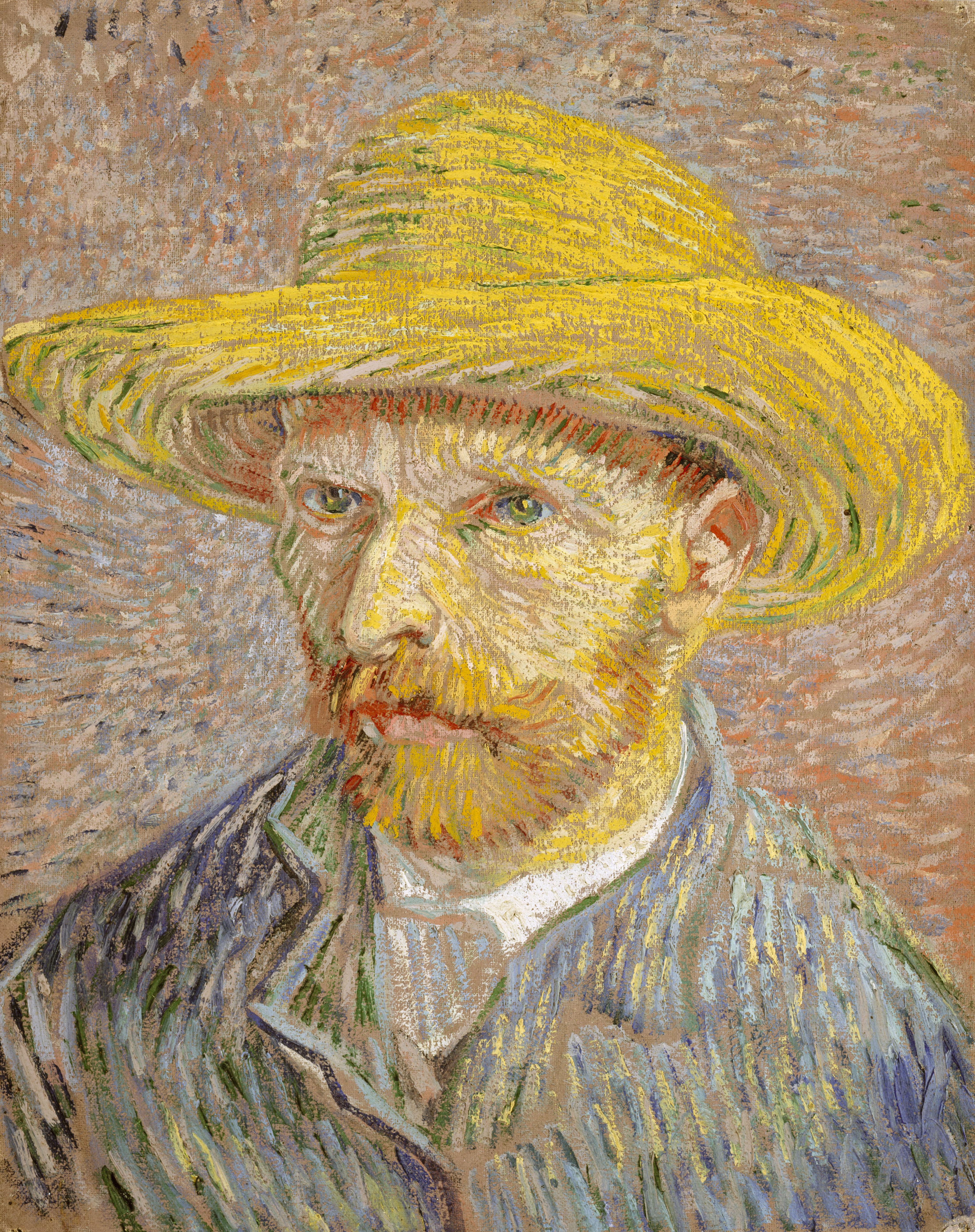
Chân dung tự họa với mũ rơm, Paris, mùa đông1887–88. Bảo tàng Nghệ thuật Trung tâm, New York
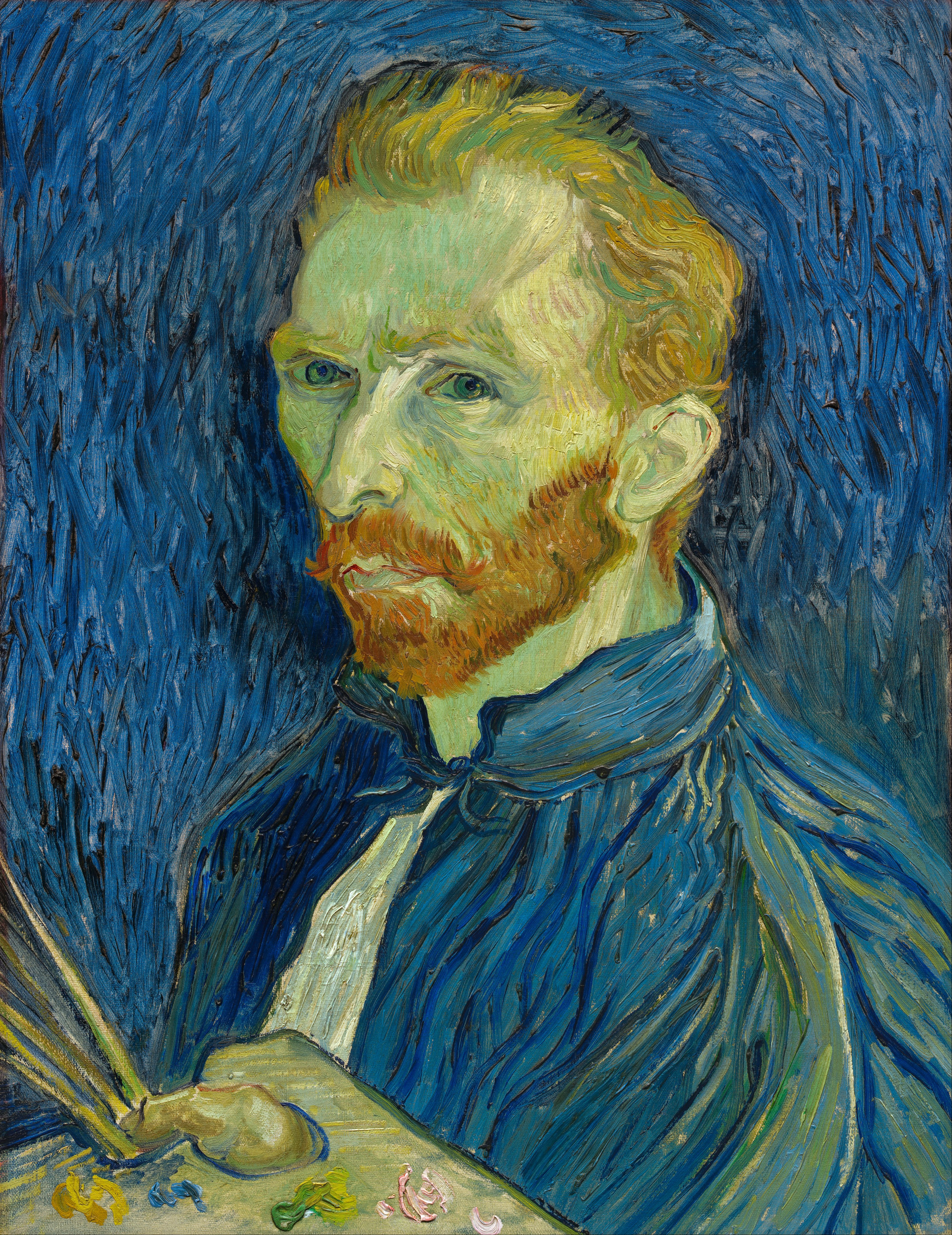
Chân dung tự họa, 1889. Trung tâm Nghệ thuật Quốc gia, Washington, D.C. Những bức tự họa khi ông ở Saint-Rémy cho thấy bên tai lành lặn của ông, khi ông nhìn mình qua gương.
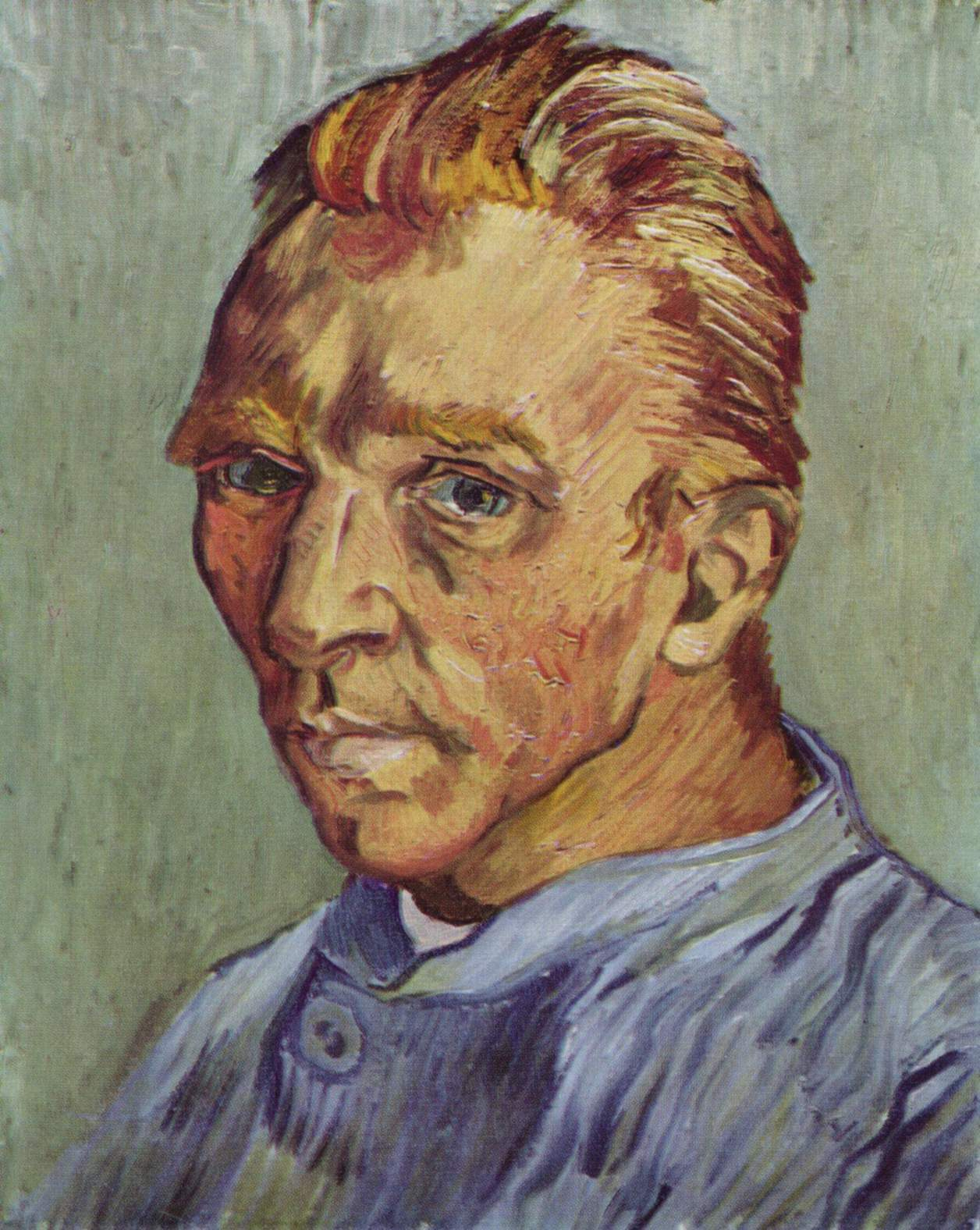
Chân dung tự họa không có râu, tháng 9 năm 1889. Đây có lẽ là bức chân dung tự họa cuối cùng của Van Gogh. Ông đã tặng nó cho mẹ làm quà sinh nhật.

#### Những bông hoa

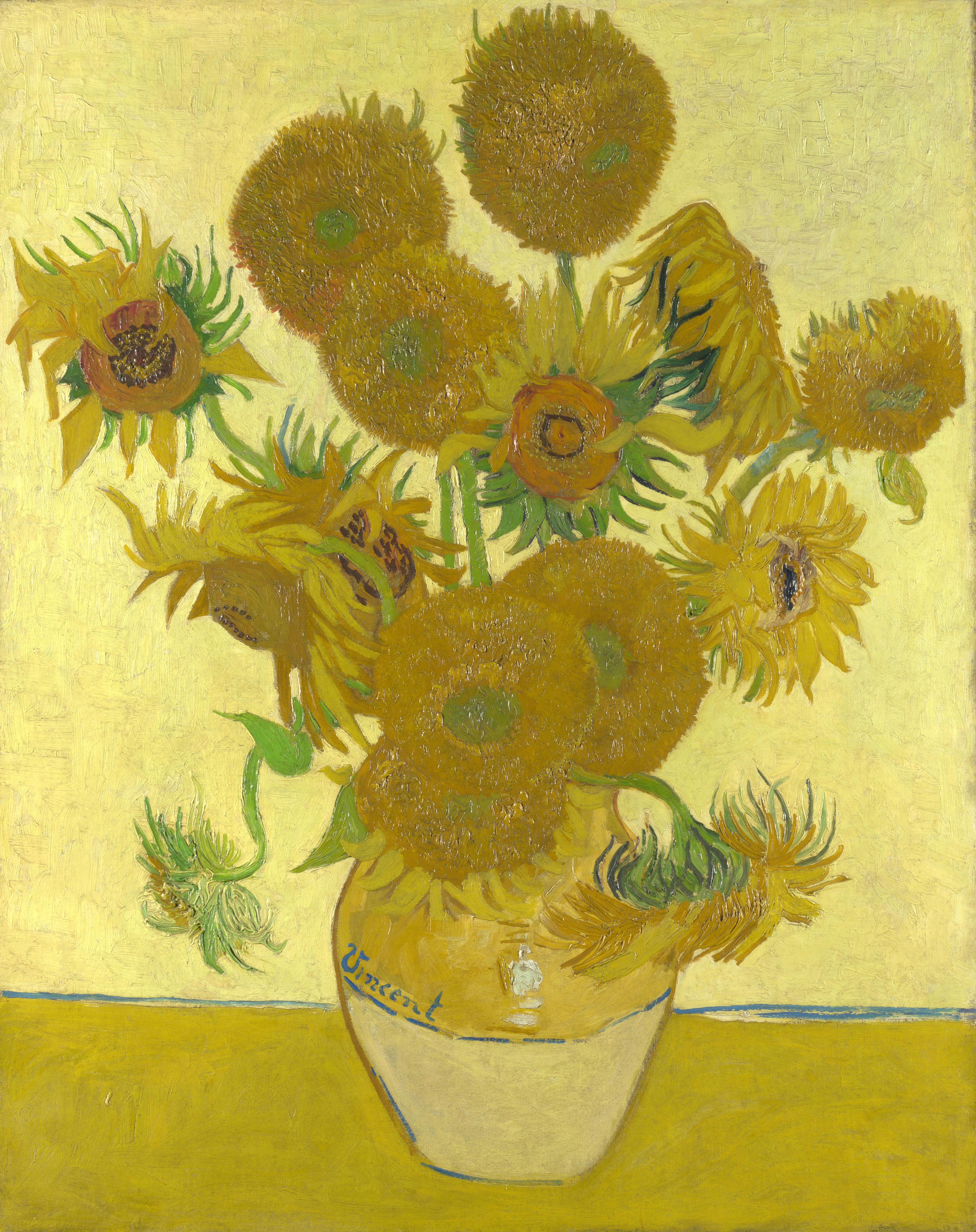
Tĩnh vật: Lọ với mười lăm bông hoa hướng dương, tháng 8 năm 1888, Phòng tranh Quốc gia, London

Van Gogh đã vẽ nhiều tranh phong cảnh với hoa, có thể đến hoa hồng, hoa violet, hoa diên vĩ và hoa hướng dương. Một số phản ánh sự quan tâm của ông bằng ngôn ngữ của màu sắc, và cũng tương tự như tranh ukiyo-e của Nhật . Có hai chuỗi tranh vẽ hoa hướng dương đang dần tàn. Chuỗi tranh đầu tiên được thực hiện ở Paris vào năm 1887 và vẽ những bông hoa nằm trên mặt đất. Tập thứ hai được hoàn thành một năm sau ở Arles, vẽ bó hoa trong bình đặt trong ánh nắng buổi sáng sớm . Theo Phòng tranh Quốc gia London, cả hai đều được vẽ bằng một lớp sơn rất dày (Impasto), gợi lên "bề mặt của rất nhiều đầu hạt".
Trong những loạt tranh này, Van Gogh không tính toán trước sẽ vẽ gì vì mối quan tâm bình thường của ông khi sơn các bức tranh của ông là chủ quan và cảm xúc. Rất hiếm tranh trong loạt tranh này nhằm mục đích thể hiện kỹ thuật và phương pháp của ông với Gauguin, một họa sĩ sắp tới thăm. Những bức tranh năm 1888 được tạo ra trong một thời kỳ lạc quan hiếm có của nghệ sĩ. Vincent đã viết cho Theo vào tháng 8 năm 1888, "Anh đang vui vẻ vẽ bức tranh của một người Mác-xây (Marseille) ăn bouillabaisse (một món súp), điều đó sẽ không làm em ngạc nhiên nếu đó là câu hỏi về việc vẽ những bông hoa hướng dương lớn... Nếu anh thực hiện kế hoạch này, có thể sẽ có một tá hoặc một loạt tranh như vậy. Tất cả sẽ là một bản giao hưởng của màu xanh lam và màu vàng. Anh đã vẽ chúng suốt cả những buổi sáng này, từ lúc mặt trời mọc. Vì hoa sẽ héo nhanh chóng nên vấn đề là phải làm toàn bộ việc trong một lần duy nhất. " 

Các tranh hoa hướng dương được vẽ để trang trí các bức tường trong chuẩn bị cho chuyến thăm của Gauguin, và Van Gogh đặt một số tác phẩm xung quanh phòng khách của Nhà tiếp khách màu Vàng ở Arles. Gauguin đã rất ấn tượng và sau đó mua lại hai phiên bản ở Paris. Sau khi Gauguin ra về, Van Gogh đã tưởng tượng hai phiên bản chính của hoa hướng dương như hai bên của La Berceuse và đưa chúng vào triển lãm Les XX tại Brussels. Ngày nay, những tác phẩm chính của bộ tranh là một trong những tác phẩm nổi tiếng nhất của ông, chúng được tôn vinh vì màu vàng với sắc nghĩa ảm đạm, sự kết hợp của bức tranh với Nhà Vàng ở Arles, những nét quét bút biểu hiện mạnh mẽ, và sự tương phản tuyệt vời sáng-tối giữa hoa và nền.

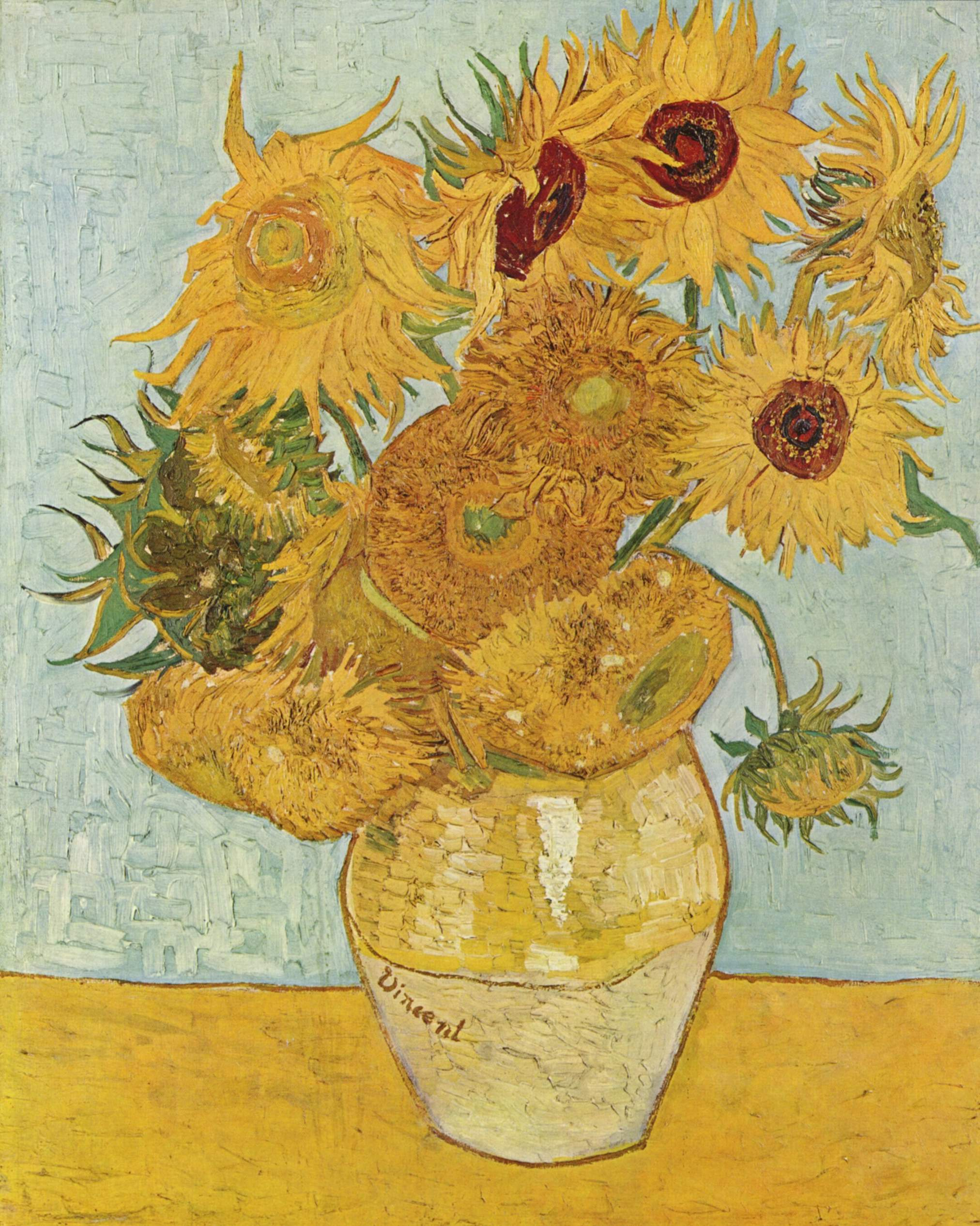
Tĩnh vật: Lọ với mười bốn bông hoa hướng dương, tháng 8 năm 1888. Neue Pinakothek, Munich
Hoa diên vĩ, 1889. Bảo tàng J. Paul Getty, Los Angeles
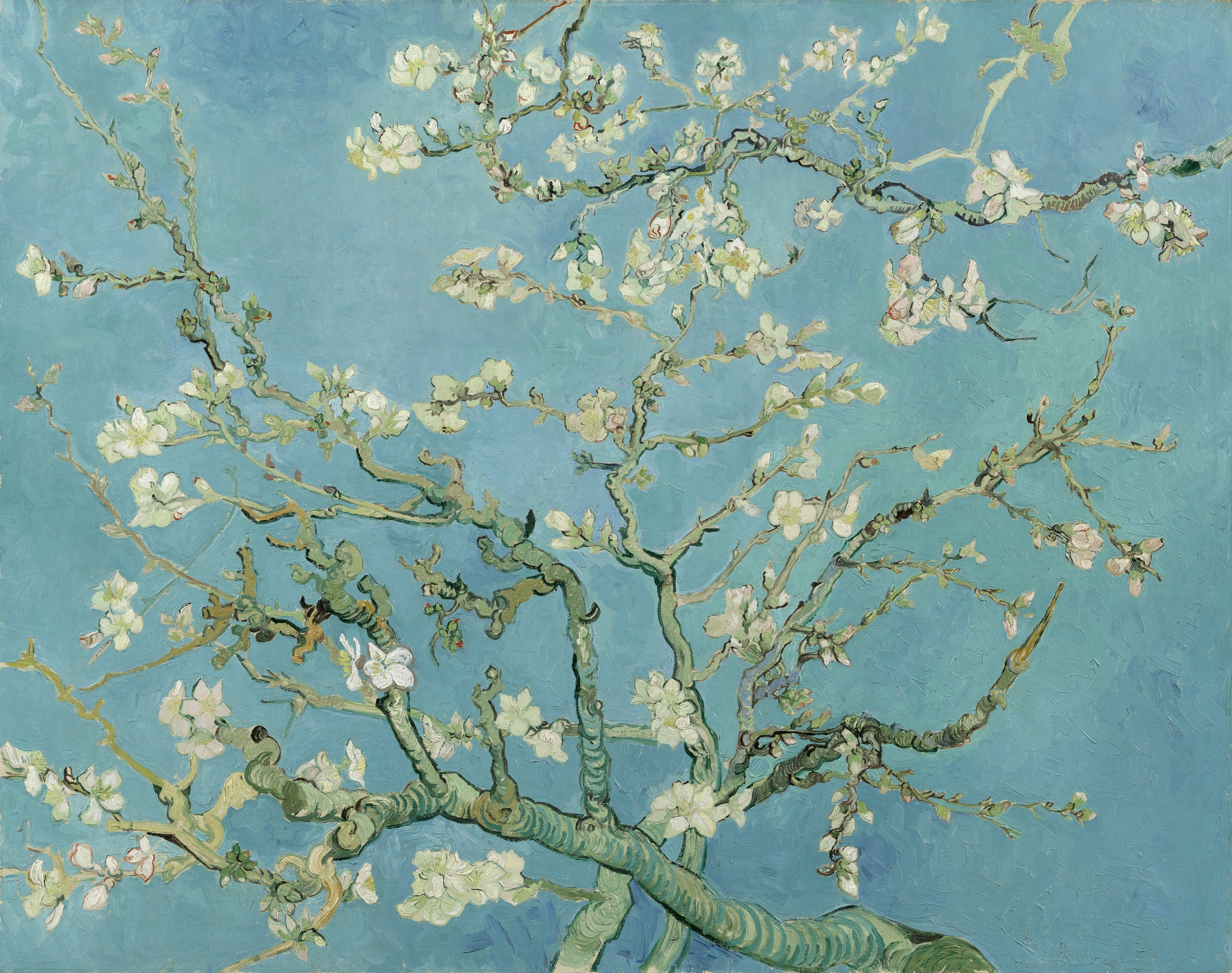
Hoa hạnh nhân (Almond Blossom), 1890. Bảo tàng Van Gogh, Amsterdam
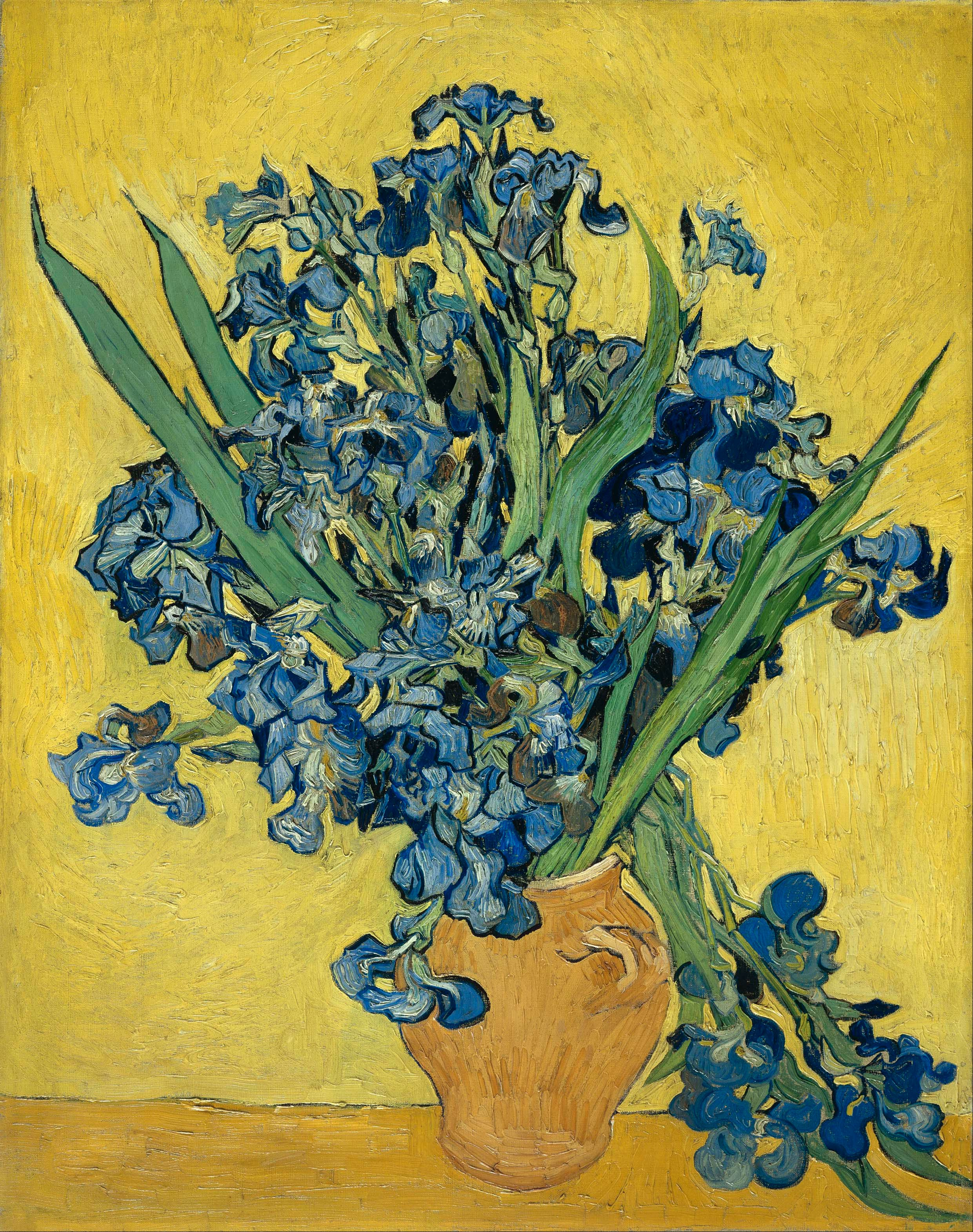
Tĩnh vật: Lọ hoa diên vĩ trên nền vàng, tháng 5 năm 1890, Bảo tàng Van Gogh, Amsterdam
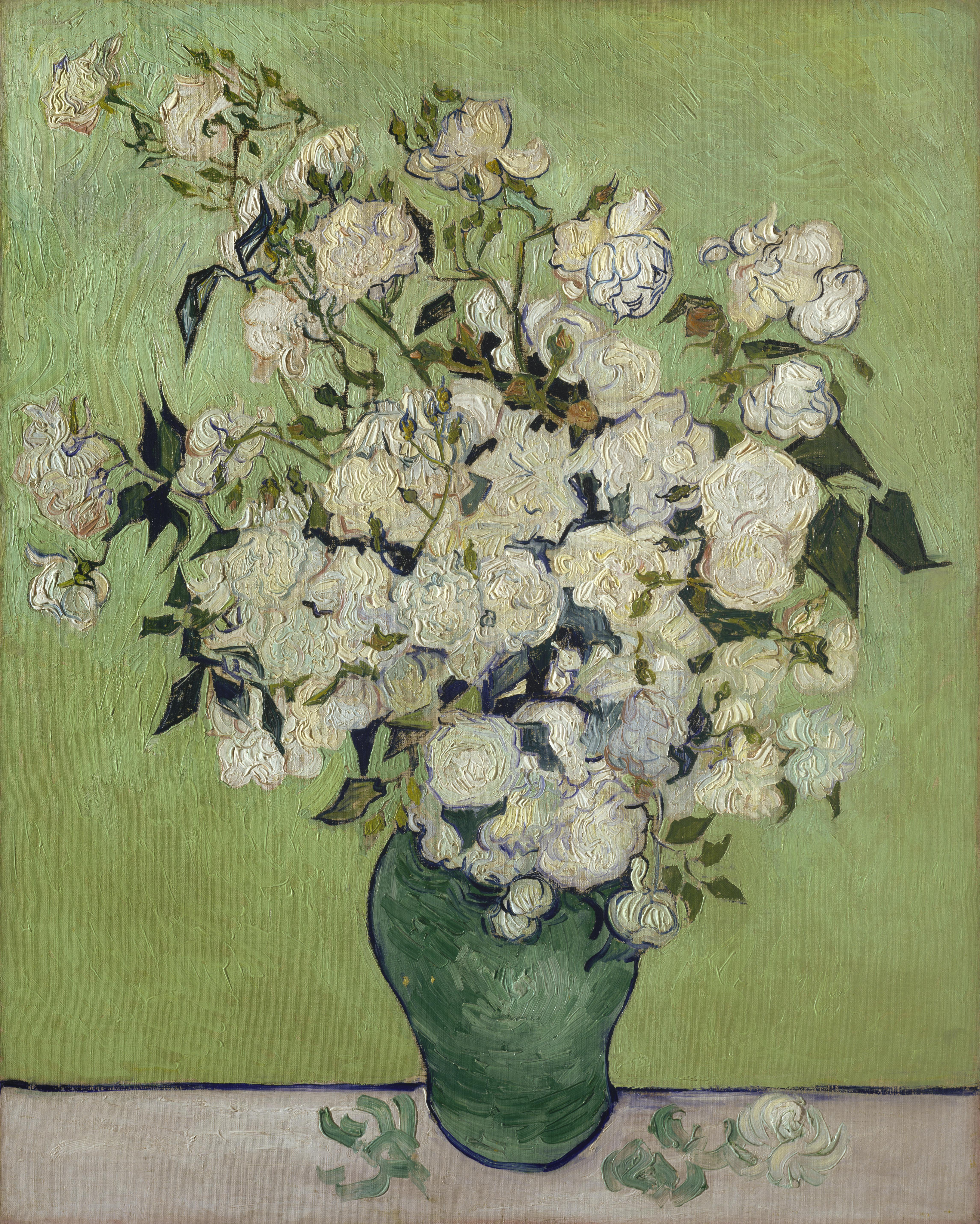
Tĩnh vật: Hồng hoa trong lọ, tháng 5 năm 1890, Bảo tàng Nghệ thuật Trung tâm, New York

#### Cây báchhayhoàng đàn

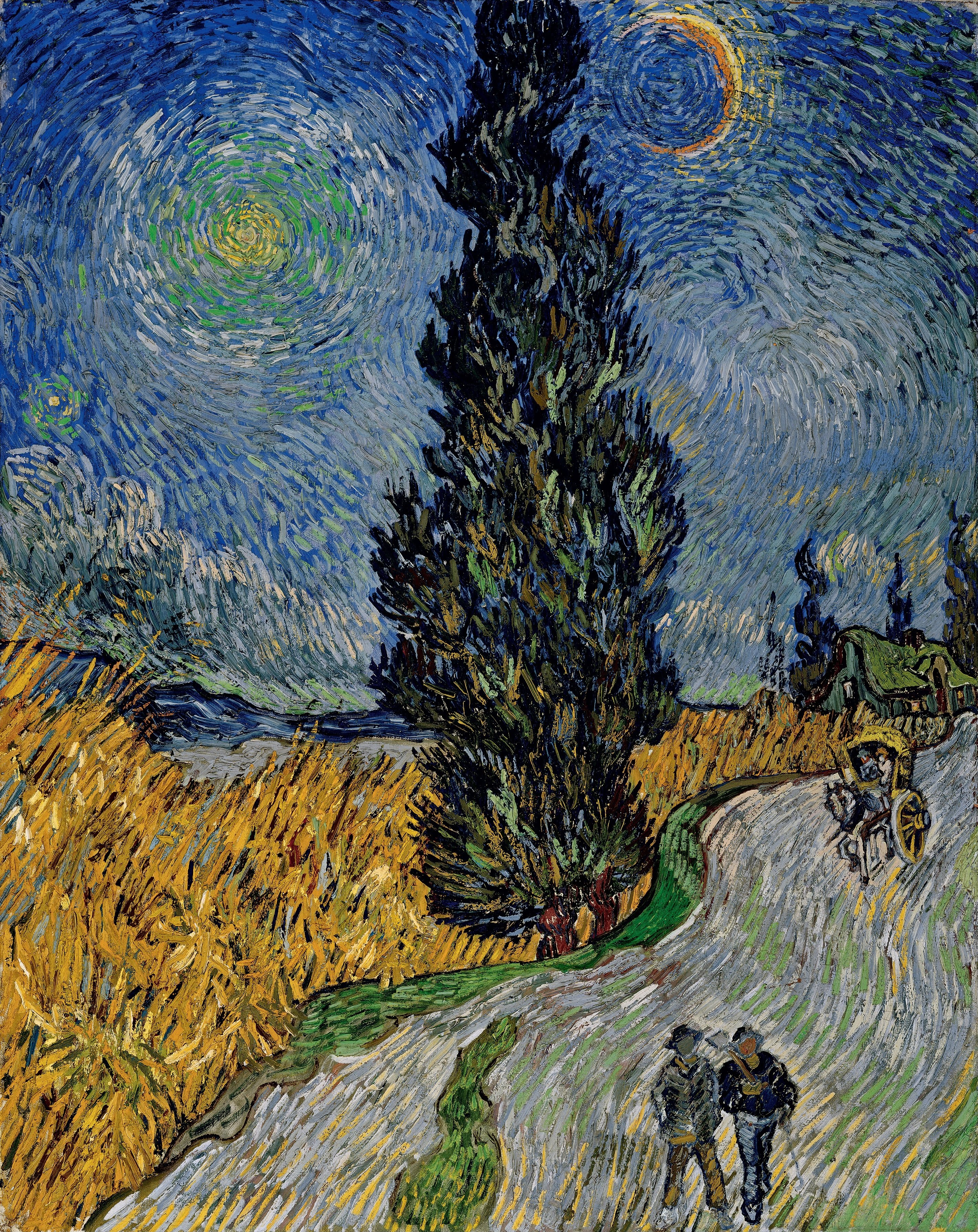
Con đường cùng cây bách và sao, tháng 5 năm 1890, Bảo tàng Kröller-Müller, Otterlo

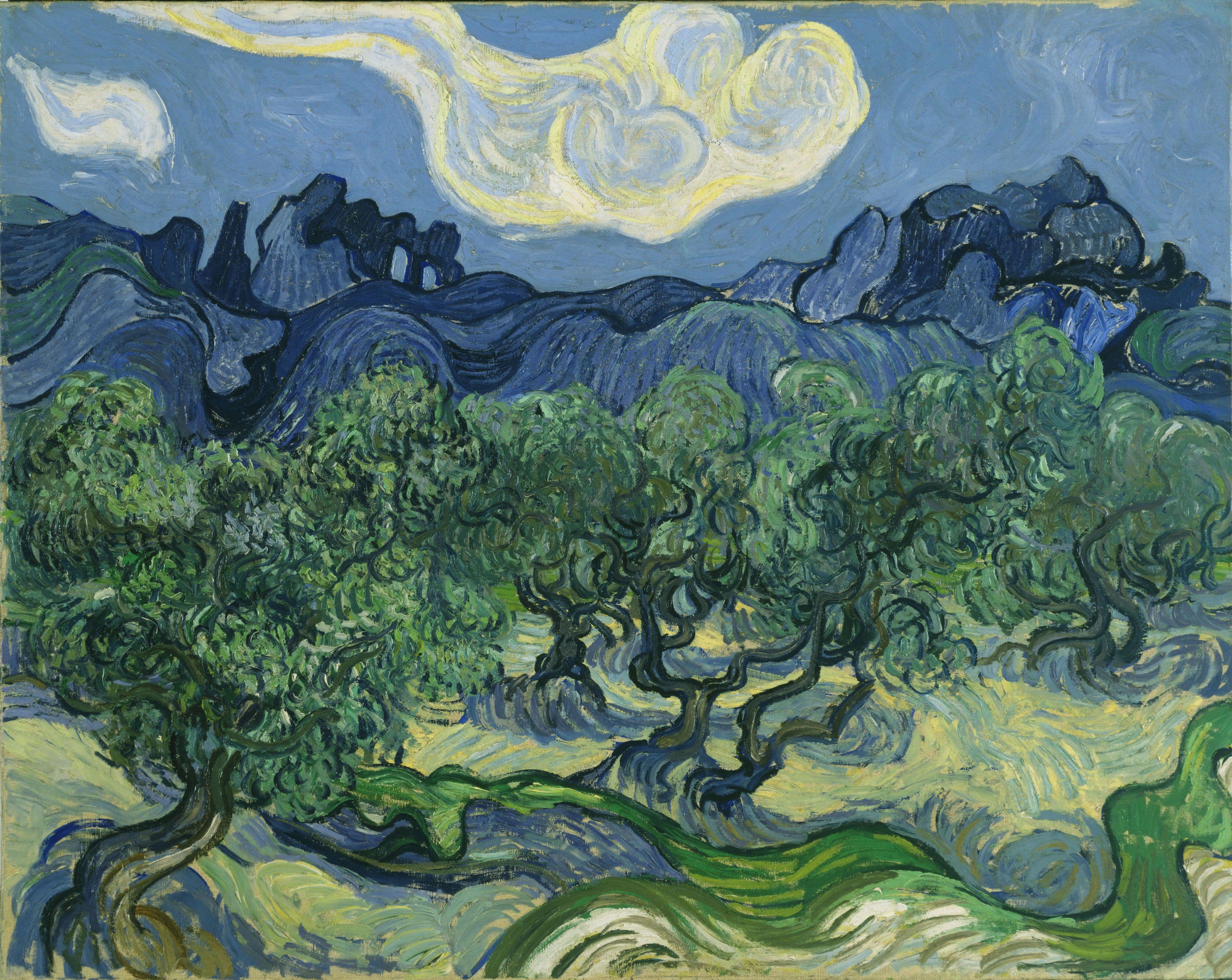
Những cây oliu vùng Alpilles, 1889. Bảo tàng Mỹ thuật Hiện đại, New York

Có mười lăm tấm canvas mà ông mô tả cây bách, loài cây mà ông đã bị mê hoặc khi thấy chúng ở Arles . Ông đã mang sự sống cho những cây cối, vốn được coi là biểu tượng của cái chết . Loạt tranh cây bách mà ông bắt đầu ở Arles miêu tả những cây ở phía xa, ví dụ như những cây chắn gió ở đồng ruộng; khi ông ở Saint-Rémy, ông đã đưa chúng đến gần hơn. Vincent đã viết cho Theo tháng 5 năm 1889: "Những cây bách đó vẫn còn làm anh bận tâm, anh nên làm một cái gì đó với chúng như anh đã làm với những bức tranh hoa hướng dương"; ông tiếp tục nói, "Chúng thật xinh đẹp và cân đối, giống như một cột tưởng niệm Ai Cập vậy"
Vào giữa năm 1889, và theo yêu cầu của chị gái Wil, Van Gogh đã vẽ một số phiên bản nhỏ hơn của bức Đồng lúa mỳ với những cây bách (Wheat Field with Cypresses)  Các tác phẩm được đặc trưng bởi những vòng xoáy và sử dụng kỹ thuật impasto với lớp sơn dầu rất dày. Cũng phải kể đến Đêm đầy sao, trong đó cây bách là điểm nhấn nổi bật trên mặt đất.

Các tác phẩm khác trong thời kỳ này bao gồm Những cây oliu ở vùng Alpilles (Olive Trees with the Alpilles in the Background) (1889), trong bức thư gửi em trai Van Gogh viết: "Cuối cùng, anh cũng có một bức phong cảnh với cây ô liu" ), Những cây bách (Cypresses) (1889), Cây bách với hai hình mẫu (Cypresses with Two Figures) (1889-90), và Con đường cùng cây bách và sao (Road with Cypress and Star) (1890). Trong khi ở Saint-Rémy, Van Gogh đã dành thời gian đi ra ngoài nhà thương, nơi ông vẽ là trong các vườn ươm oliu. Trong các tác phẩm đó, cuộc sống thiên nhiên được thể hiện dữ dội, thô ráp, xoáy chặt lẫn nhau. Có vẻ đó là một thế giới tự nhiên đã được nhân hóa. Theo Hughes, các tác phẩm đó chứa đựng "một dòng năng lượng liên tục mà tự nhiên chỉ là biểu hiện của nó" .

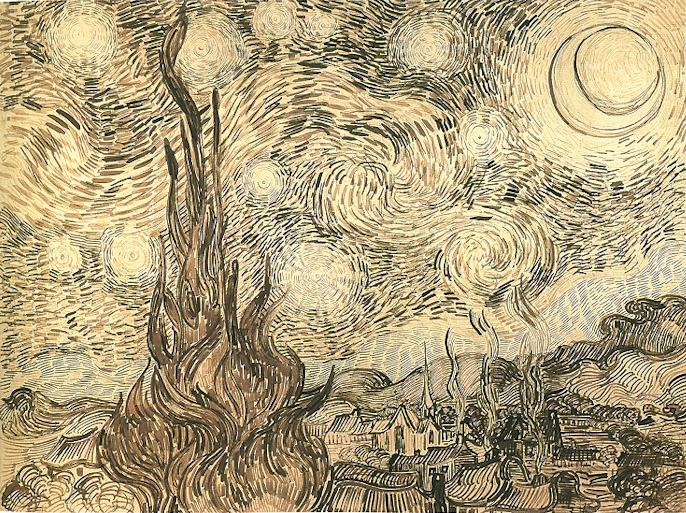
Cây bách trong đêm đầy sao, bức vẽ bằng bút sậy của Van Gogh sau bức Đêm đầy sao năm 1889
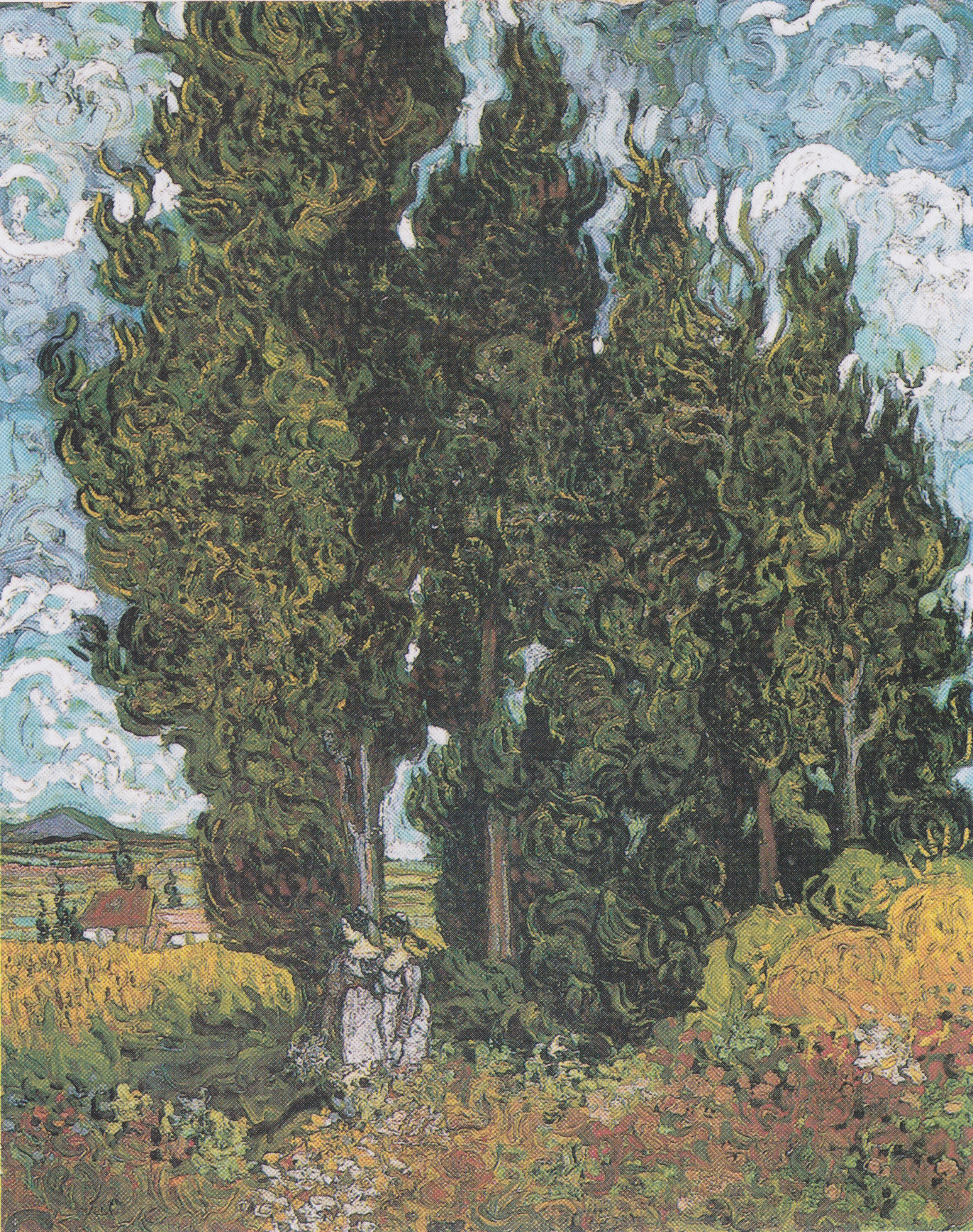
Cây bách và hai người phụ nữ, 1890. Bảo tàng Kröller-Müller, Otterlo, Hà Lan
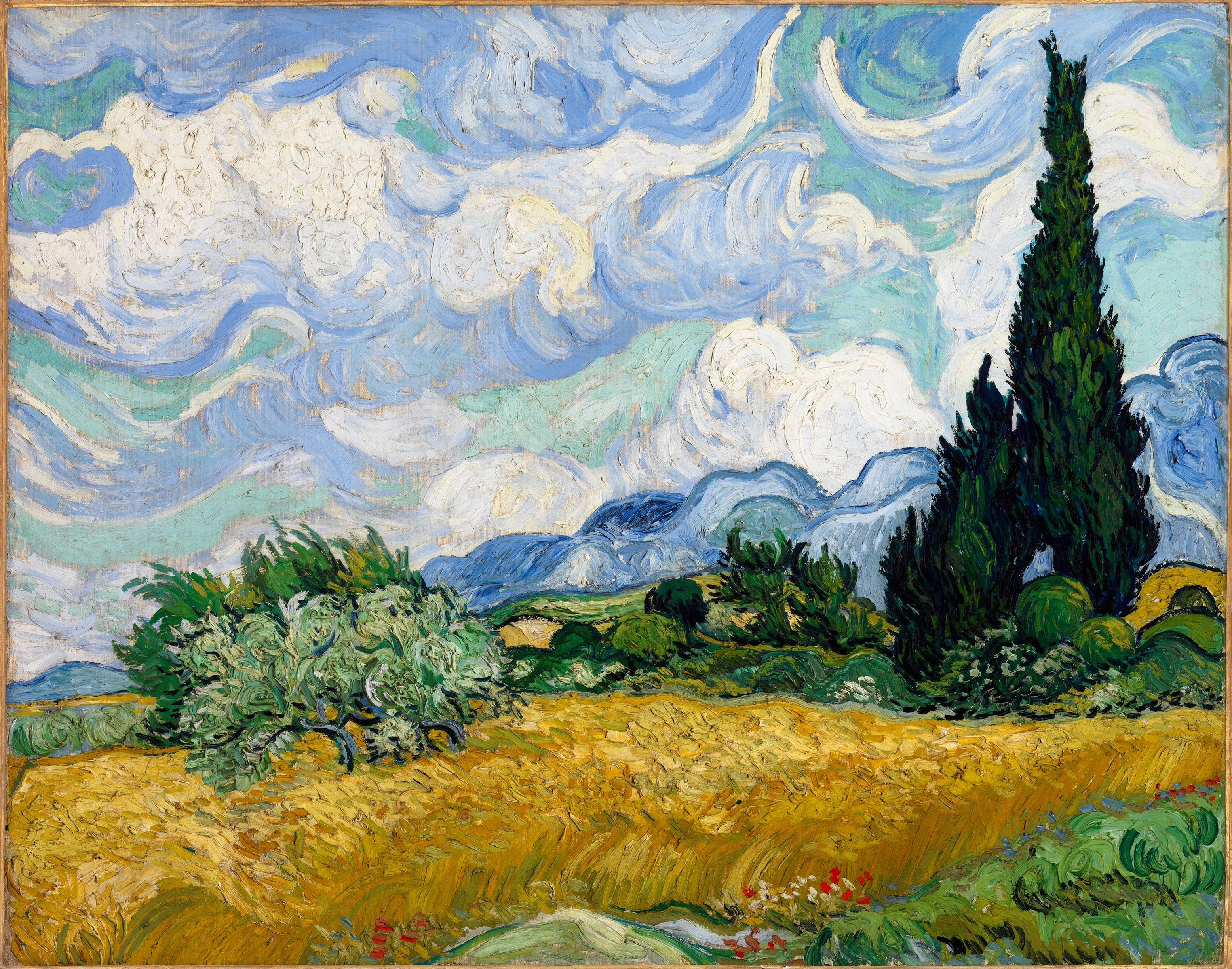
Đồng lúa mỳ cùng cây bách, 1889. Bảo tàng Nghệ thuật Trung tâm, New York
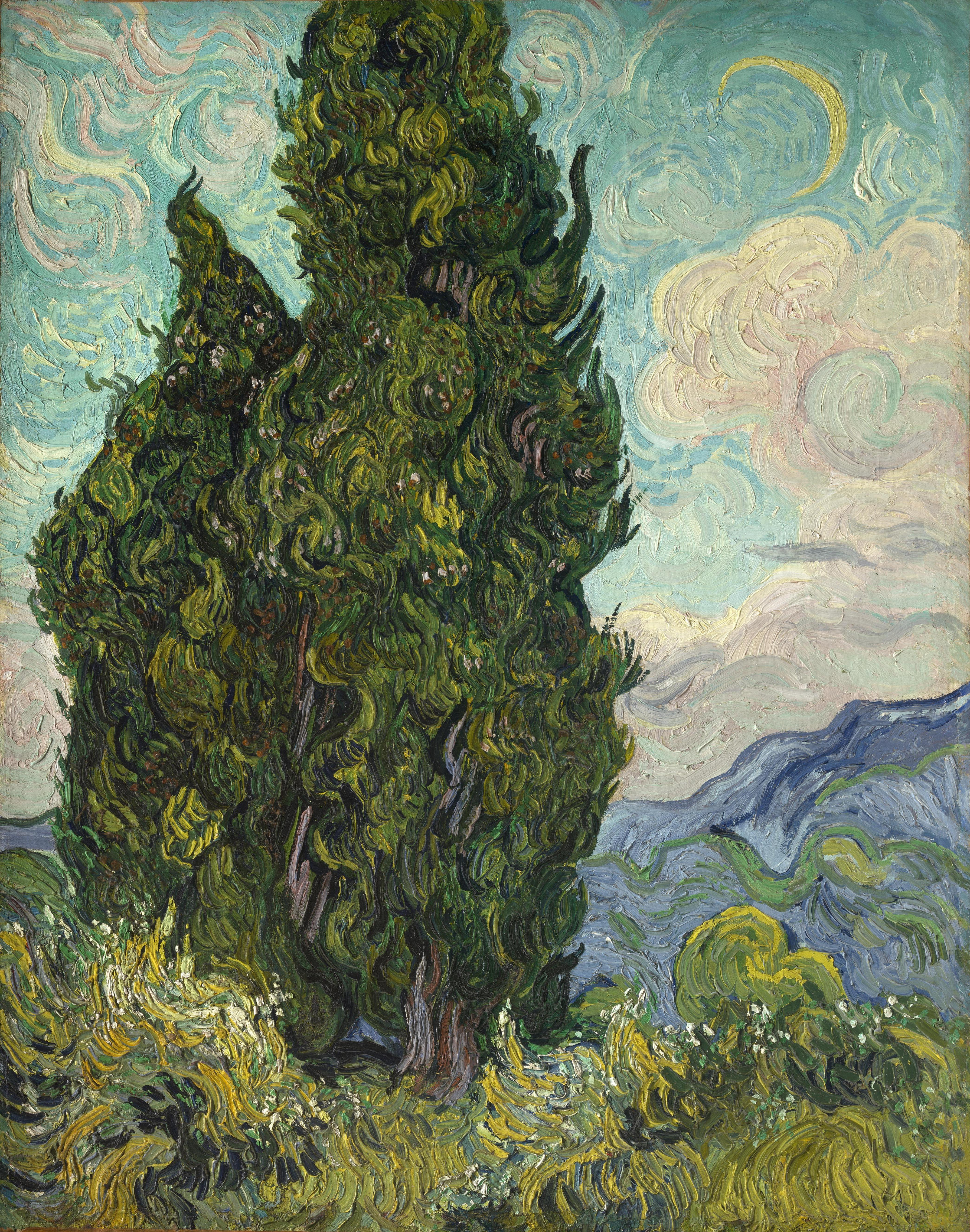
Cây bách, 1889. Bảo tàng Nghệ thuật Trung tâm, New York

#### Những cây ăn quả

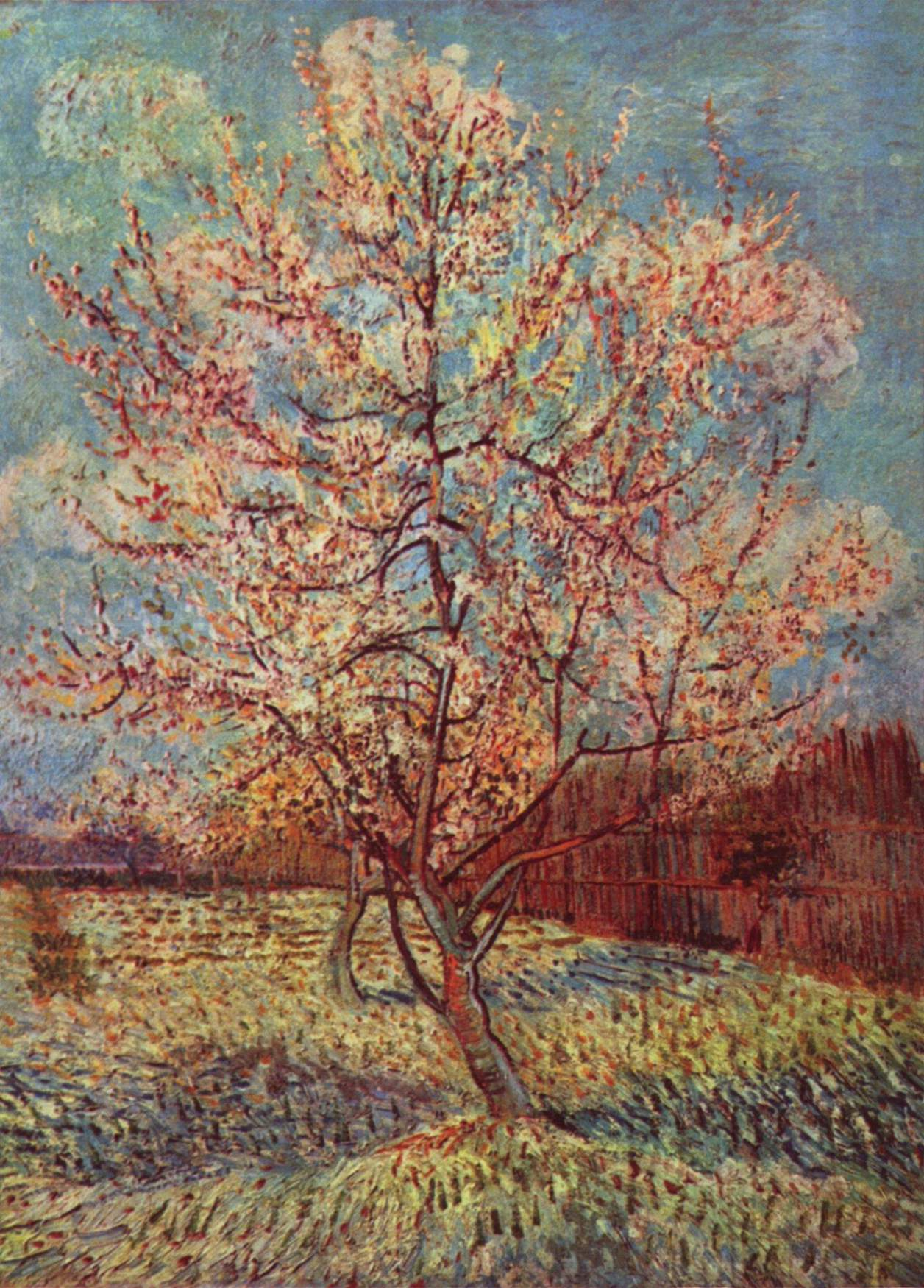
Cây đào hồng trổ hoa (Hồi niệm về Mauve), màu nước, tháng 3 năm 1888. Bảo tàng Kröller-Müller

Cây ăn quả trổ hoa (Flowering Orchards) là một trong những loạt tác phẩm hoàn thành đầu tiên sau khi Van Gogh tới Arles vào tháng 2 năm 1888. 14 bức tranh lạc quan, vui tươi và cho ta nhìn thấy mùa xuân đang vươn mình. Chúng có phần nhạy cảm và thật tinh tế. Các bức tranh này không vẽ con người. Ông đã vẽ khá nhanh, và mặc dù ông khắc họa loạt tranh này đi theo trường phái Ấn tượng, một phong cách cá nhân mạnh mẽ đã bắt đầu xuất hiện trong thời kỳ này. Những bông hoa chóng tàn, trời đất thì vẫn xoay vần, dường như những điều này phù hợp với cảm giác vô thường và niềm tin của ông vào một khởi đầu mới ở Arles. Trong lúc trăm hoa đua nở của mùa xuân, ông đã tìm thấy "một thế giới của các họa tiết không thể Nhật Bản hơn" . Vincent đã viết cho Theo ngày 21 tháng 4 năm 1888 rằng ông đã vẽ 10 vườn cây và "một bức tranh của một cây anh đào lớn, mà anh đã làm hỏng".

Trong thời kỳ này, Van Gogh đã thuần thục được việc sử dụng ánh sáng bằng cách chinh phục những khoảng tối và vẽ những cây như thể chúng là nguồn ánh sáng - gần như theo một cách thiêng liêng. Đầu năm sau, ông vẽ một nhóm vườn nhỏ khác, bao gồm bức Cảnh quan Arles, cây ăn quả ra hoa (View of Arles, Flowering Orchards) . Van Gogh bị mê hoặc bởi phong cảnh và thực vật ở miền nam nước Pháp, và thường xuyên thăm viếng các vườn nông gần Arles. Trong ánh sáng sống động của khí hậu Địa Trung Hải, bảng màu của ông đã sáng lên rõ rệt .

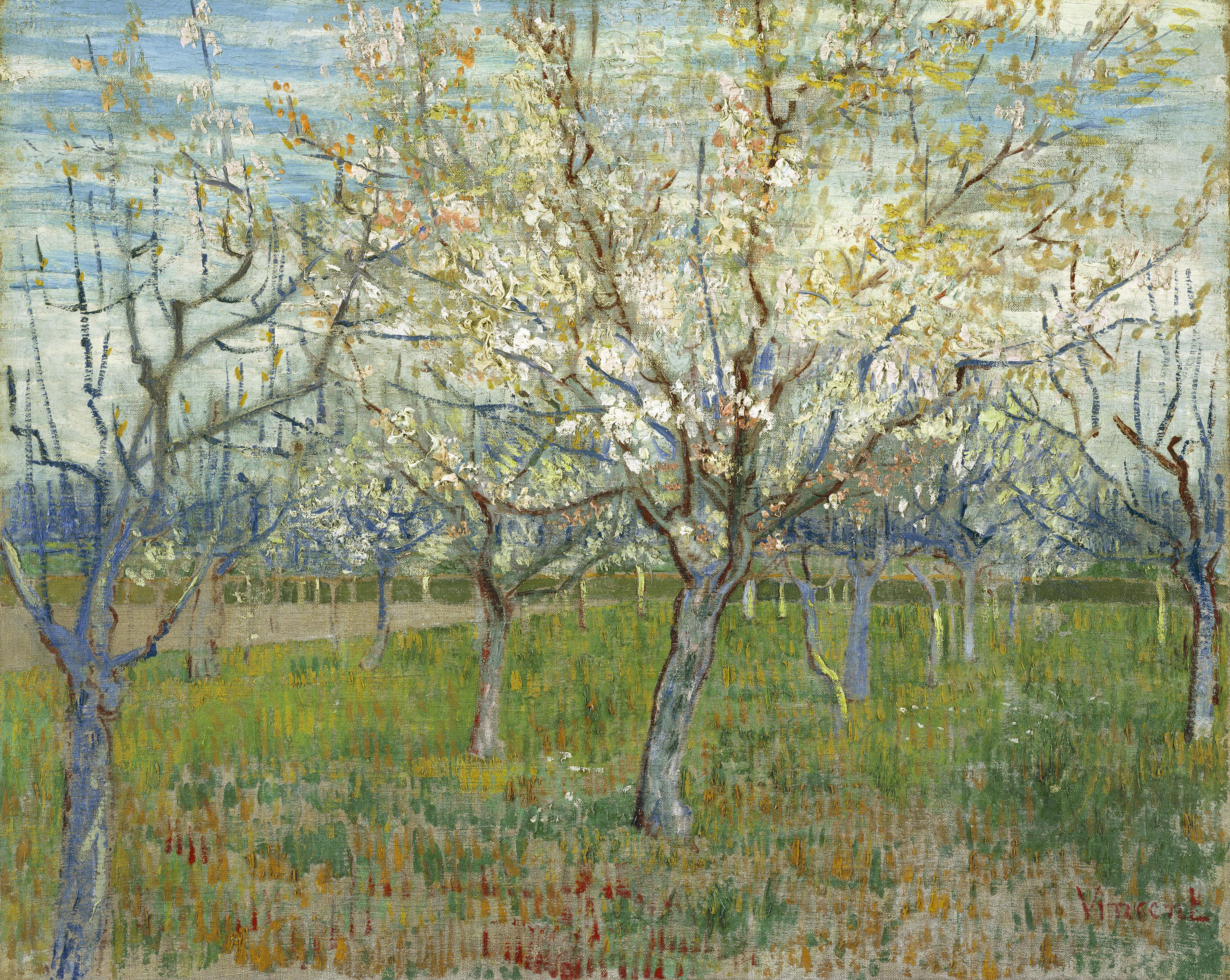
Vườn mơ ra hoa, tháng 3 năm 1888. Bảo tàng Van Gogh Amsterdam
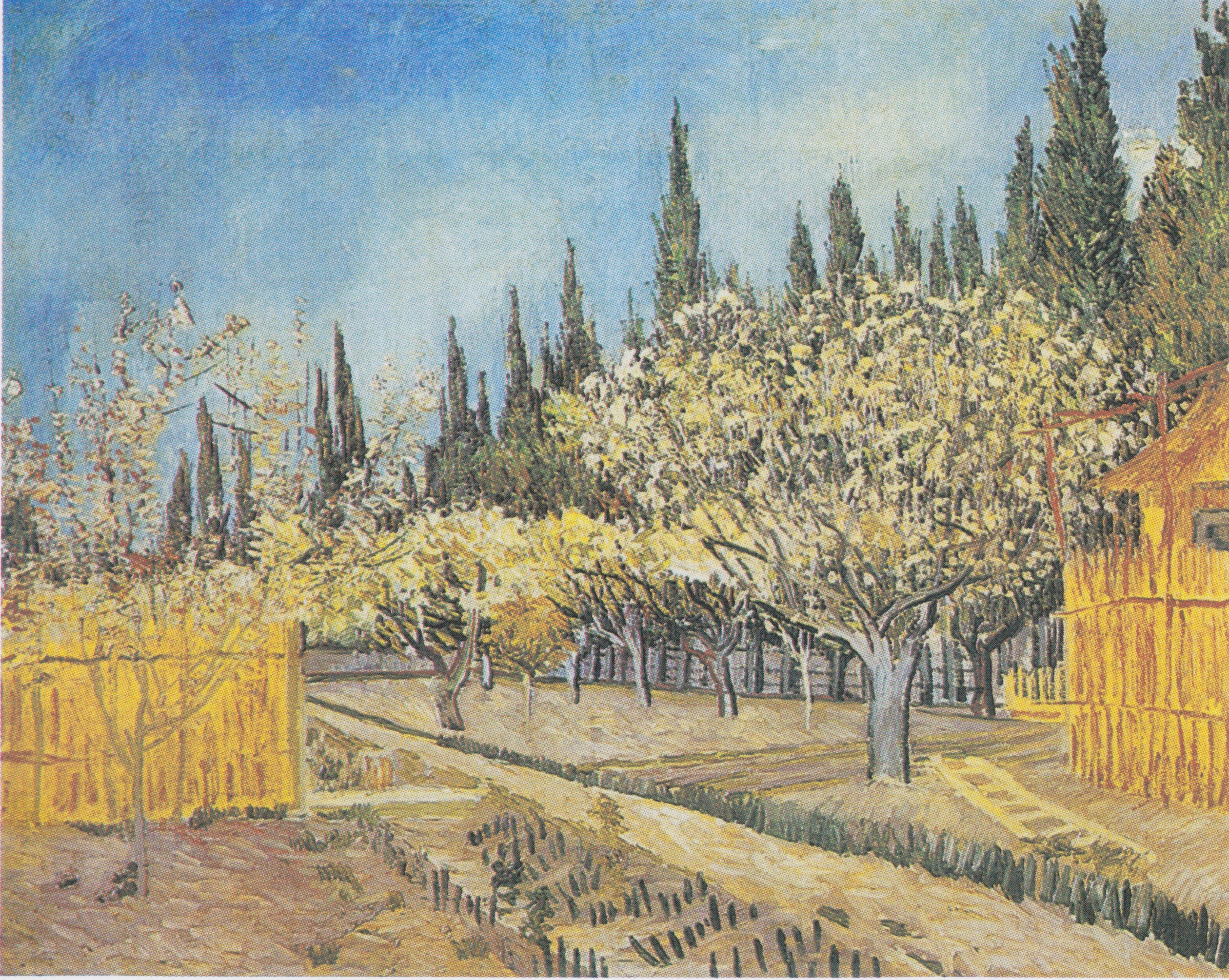
Vườn cây đơm hoa, bao quanh bởi hàng cây bách, tháng 4 năm 1888. Bảo tàng Kröller-Müller, Otterlo, Hà Lan
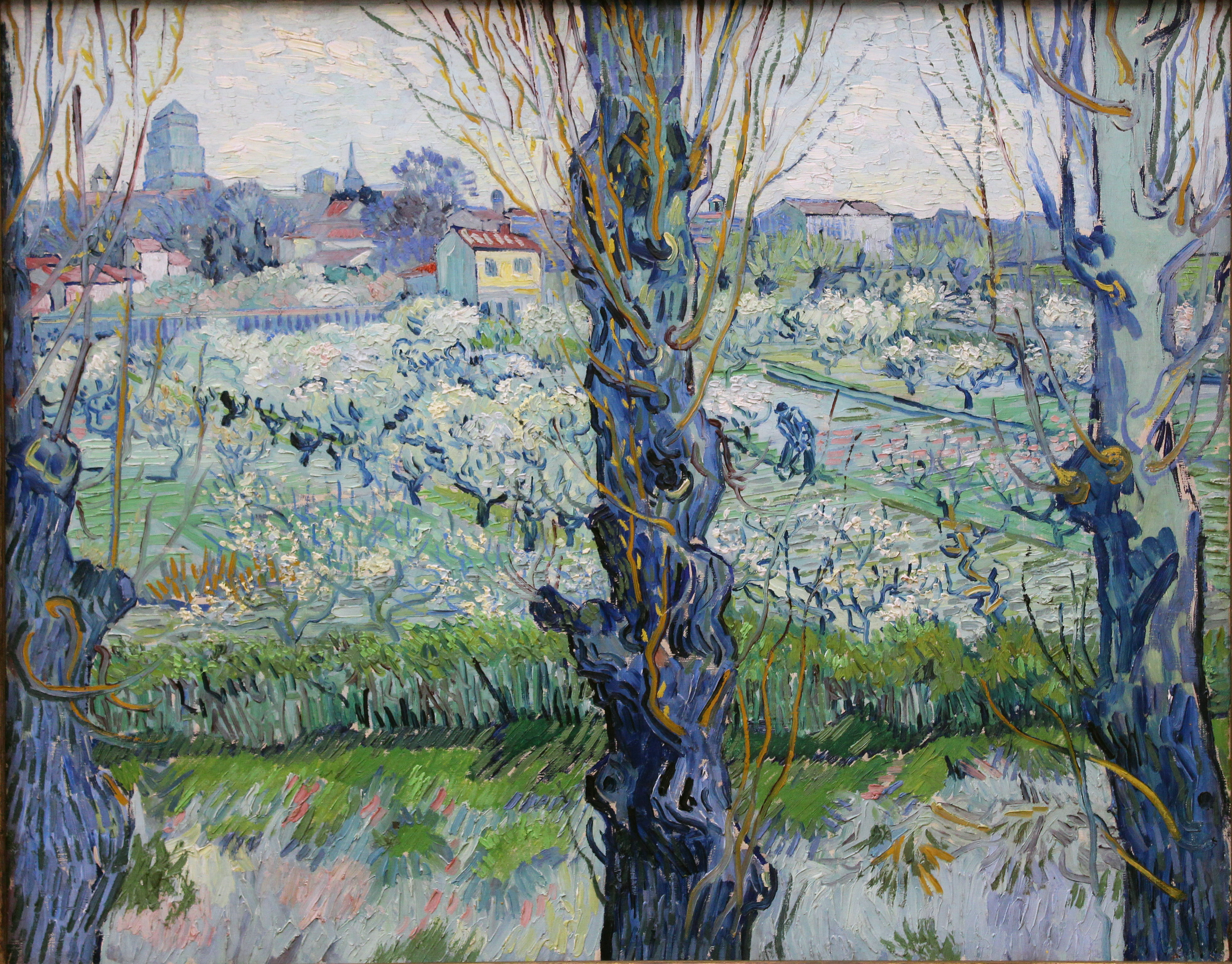
Cảnh quan Arles, cây ăn quả ra hoa, 1889. Neue Pinakothek, Munich

#### Đồng lúa mỳ

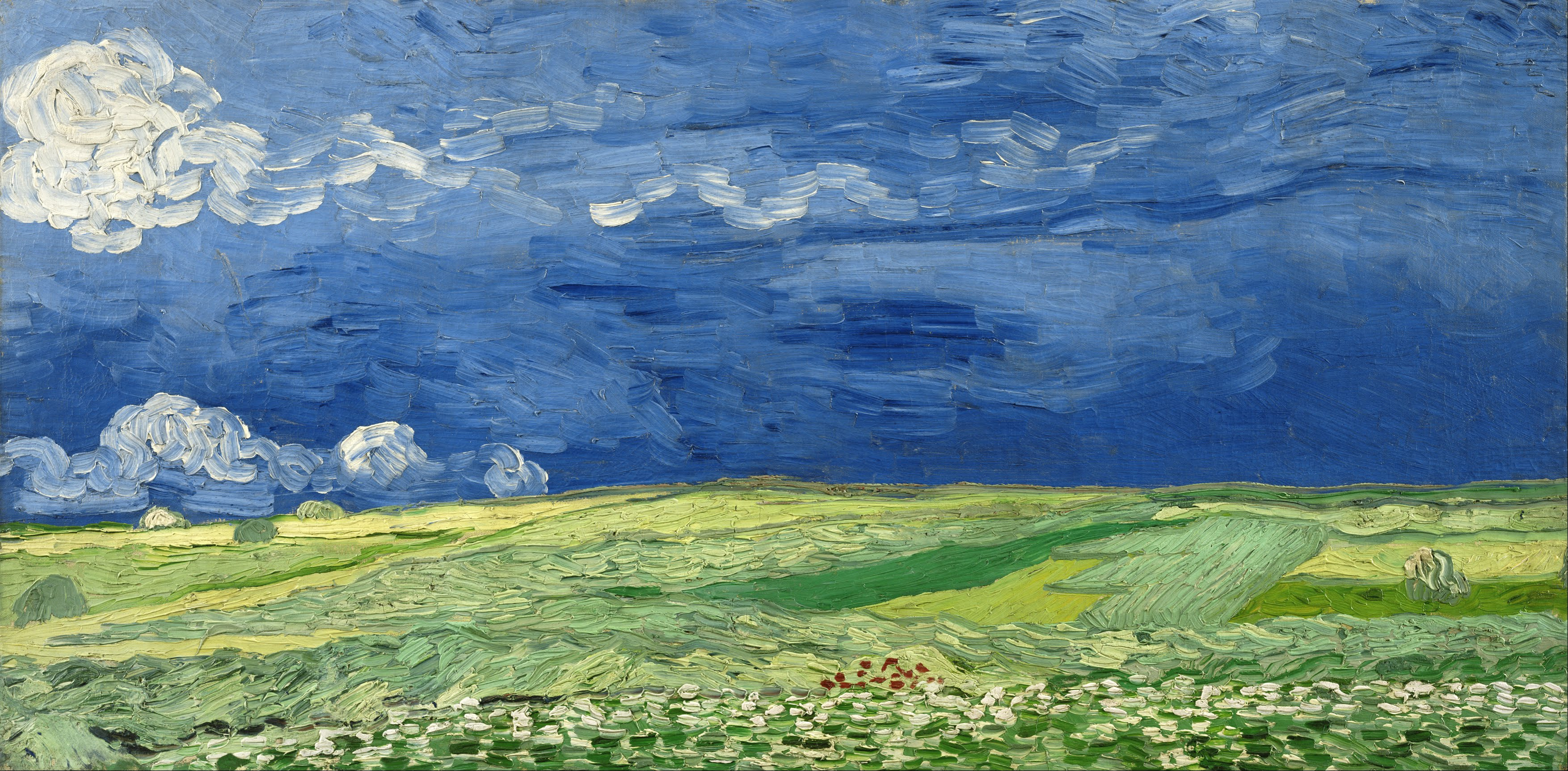
Đồng lúa mỳ dưới bầu trời vần vũ, 1890, Bảo tàng Van Gogh, Amsterdam, Hà Lan

Van Gogh đã vẽ một số bức tranh trong các lần đi vãn cảnh quanh vùng Arles. Ông vẽ về mùa gặt, những cánh đồng lúa mỳ và các địa danh thôn quê khác trong khu vực, có thể kể đến bức Cối xay cũ (The Old Mill) (1888); ví dụ điển hình về một kiến trúc đẹp nên thơ cùng với xa xa đằng sau là cánh đồng lúa mỳ. Tại những địa điểm khác nhau, Van Gogh vẽ bức tranh từ góc nhìn cửa sổ nhà mình - như tại The Hague, Antwerp, và Paris. Những tác phẩm kiểu này đã lên đến đỉnh cao trong loạt tranh Đồng lúa mỳ (The Wheat Field), mô tả góc nhìn qua cửa sổ của phòng ông trong nhà thương điên tại Saint-Rémy .
Dù rất nhiều bức tranh sau này mang sắc ảm đạm nhưng vẫn thể hiện sự lạc quan, và, đặc biệt là lúc gần kề cái chết, chúng phản ánh mong muốn trở lại với trang thái tinh thần bình thường của ông. Tuy nhiên, trong một số tác phẩm cuối cùng, ông đã cho thấy mối quan tâm sâu sắc của mình . Viết vào tháng 7 năm 1890, từ Auvers, Van Gogh nói rằng ông đã bị hút hồn "trong một miền đất phẳng rộng lớn đang tựa vào những ngọn đồi, vô biên như biển, với sắc vàng thật tinh tế" .
Van Gogh bị thu hút bởi các cánh đồng vào tháng 5 khi lúa mì còn non và xanh. Bức Đồng lúa mỳ tại Auvers với nhà Trắng (Wheatfields at Auvers with White House) cho thấy một bảng màu vàng và lam dịu hơn, tạo ra sự hài hòa nhẹ nhàng .

Khoảng tháng 7 năm 1890 Van Gogh đã viết cho Theo về "những cánh đồng lúa mì rộng lớn dưới bầu trời vần vũ" Đồng lúa mỳ với những con quạ (Wheatfield with Crows) cho thấy tâm trạng của người họa sĩ trong những ngày cuối đời; Hulsker mô tả tác phẩm là một "bức tranh tang tóc với bầu trời đầy ám ảnh cùng những con quạ mang điềm dữ" . Bảng màu tối và những nét cọ nặng cho thấy ý nghĩa đe dọa .

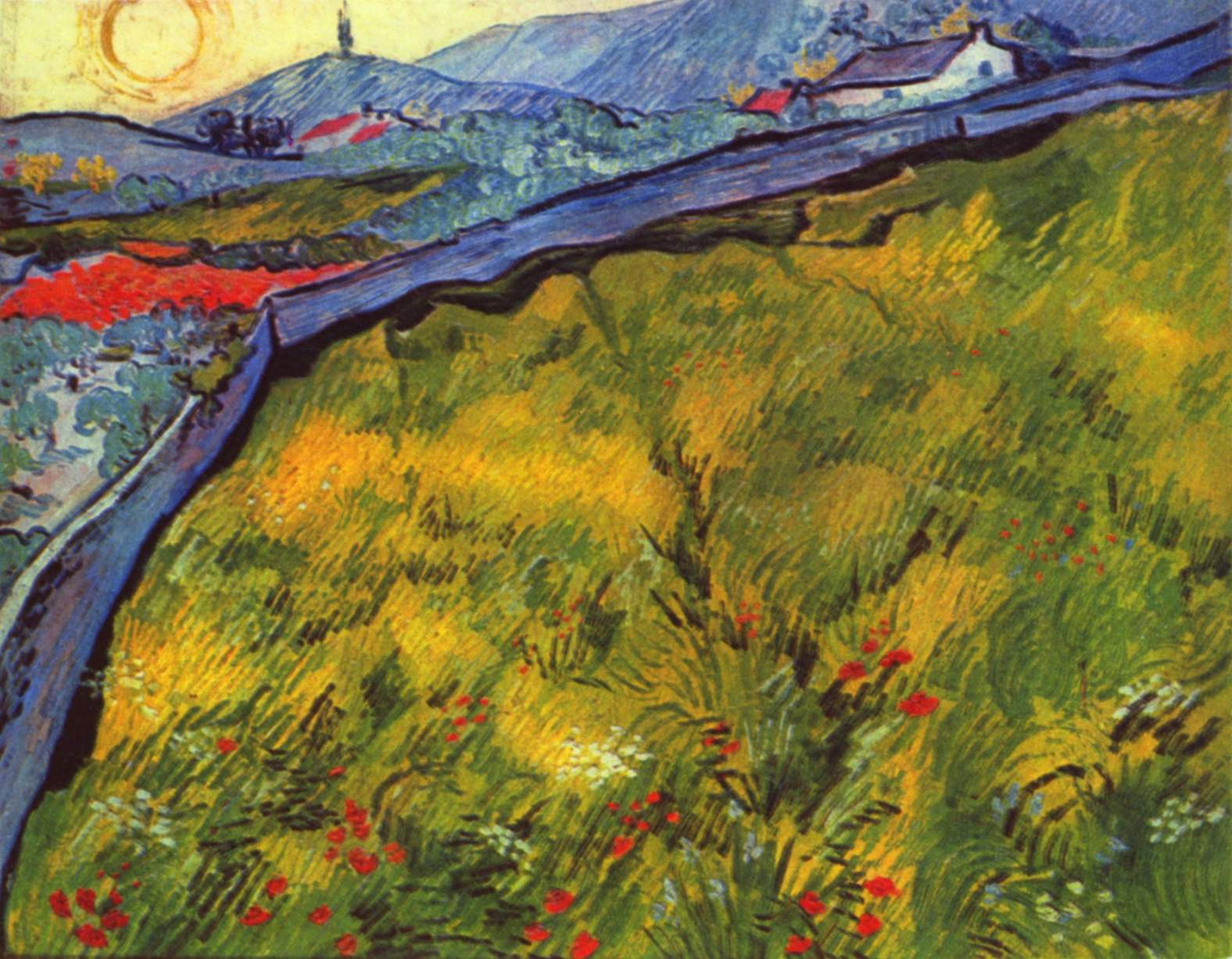
Khoảng đồng lúa mỳ lúc bình minh, tháng 5 năm 1889, Bảo tàng Kröller-Müller, Otterlo, Hà Lan.
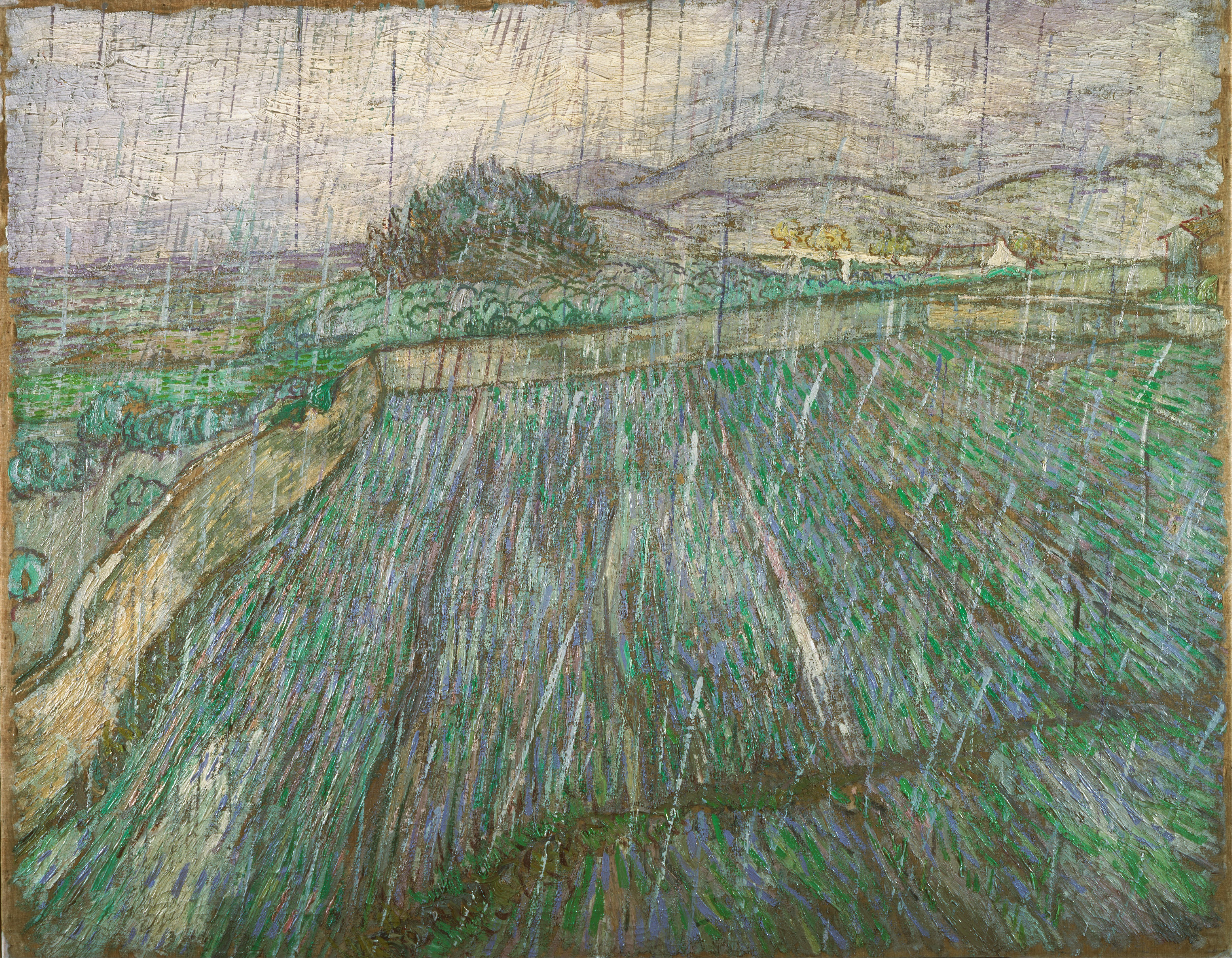
Mưa hoặc Khoảng đồng lúa mỳ trong mưa, tháng 11 năm 1889, Bảo tàng Mỹ thuật Philadelphia, Philadelphia
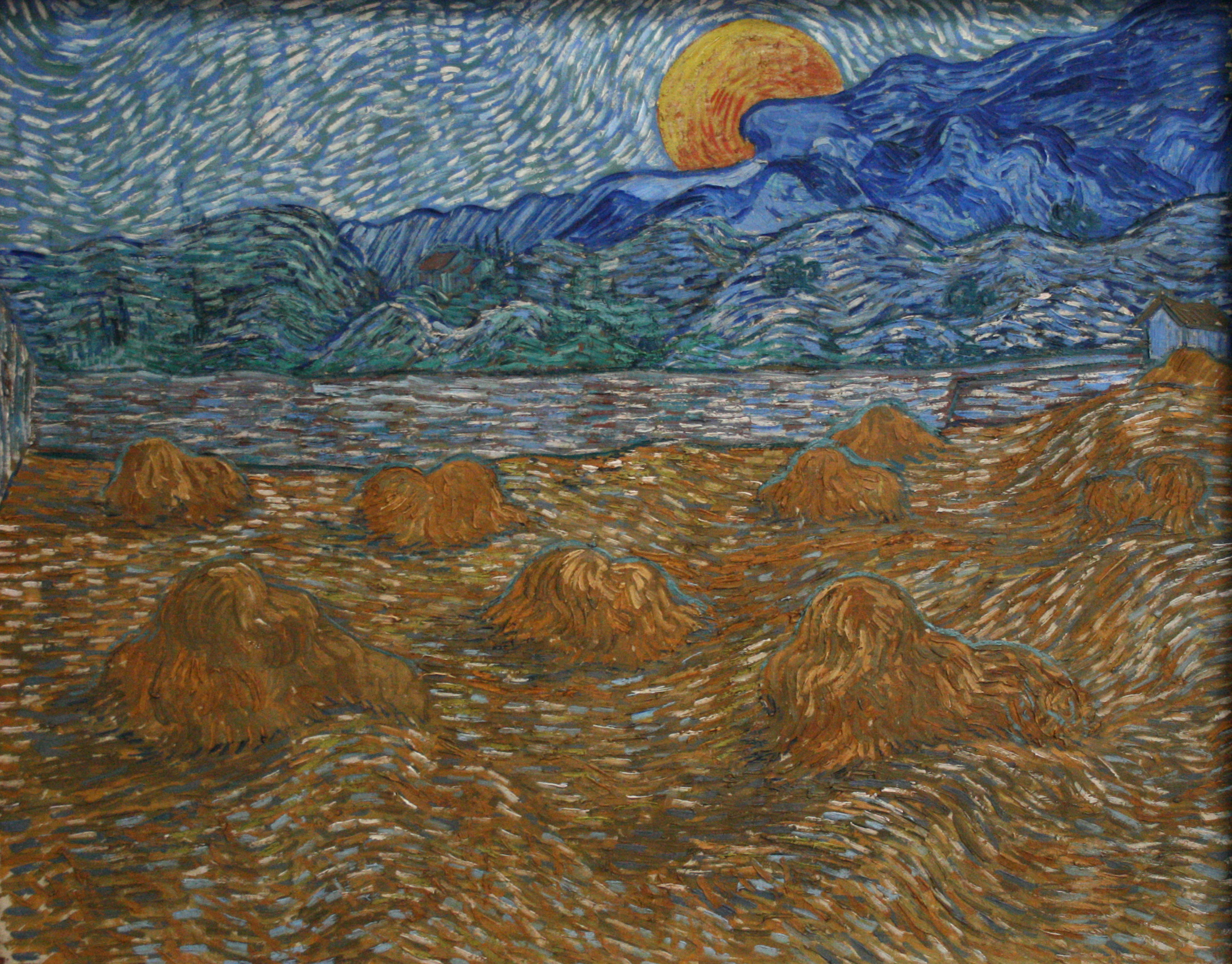
Đồng lúa mỳ, đầu tháng 6 năm 1889. Bảo tàng Kröller-Müller, Otterlo
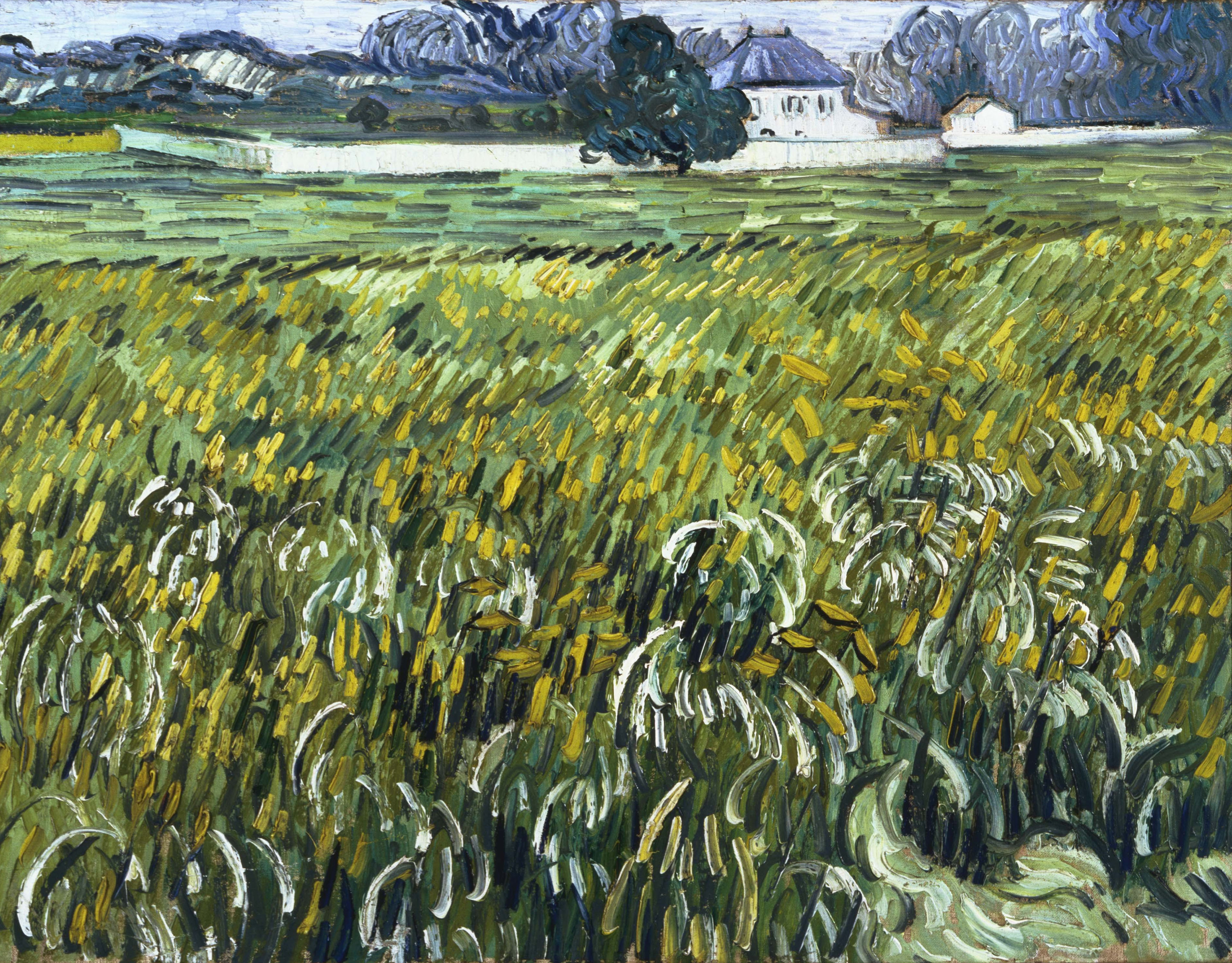
Đồng lúa mỳ với nhà Trắng, tháng 6 năm 1890, Bộ sưu tập Phillips, Washington D.C.
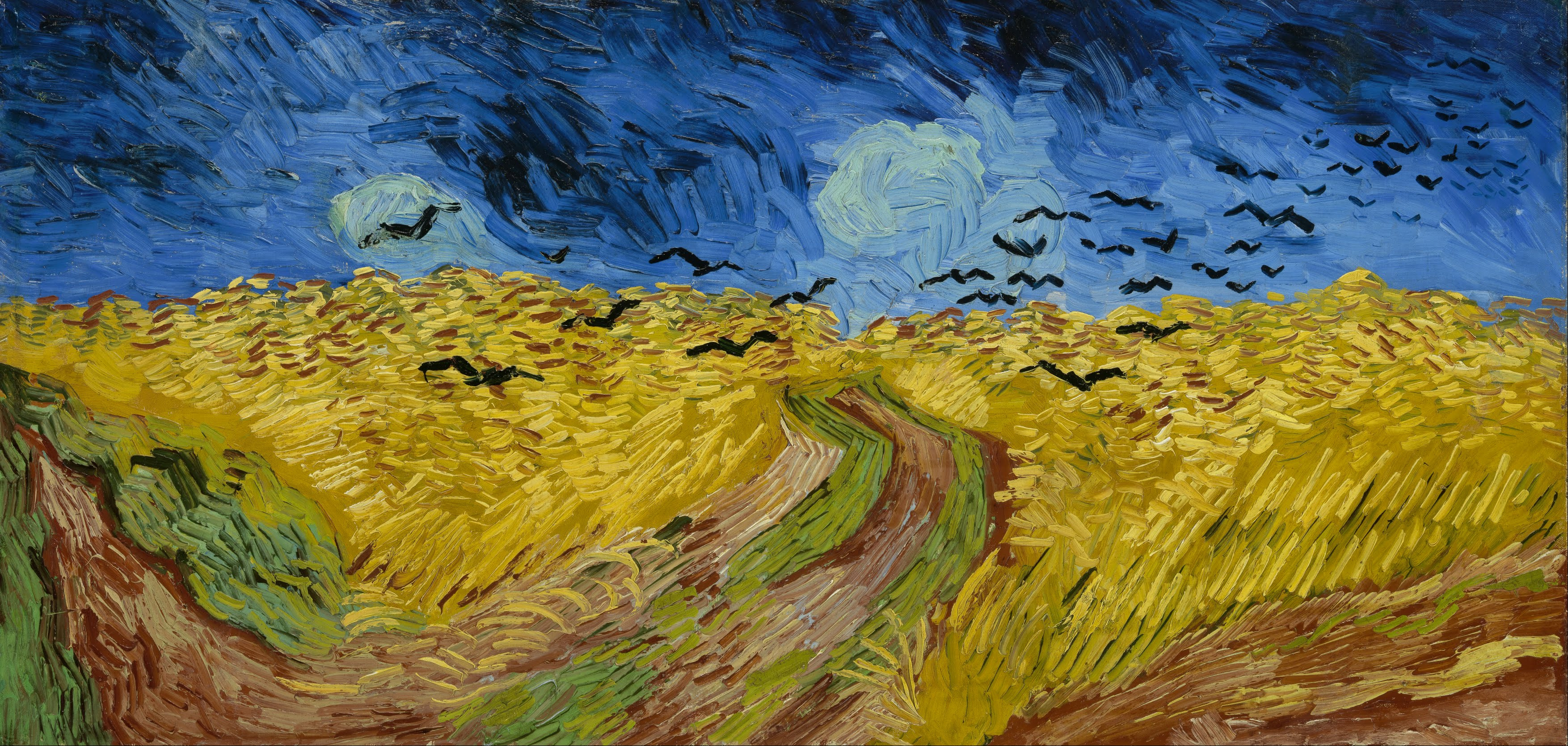
Đồng lúa mỳ với những con quạ, tháng 7 năm 1890, Bảo tàng Van Gogh, Amsterdam. Đây được cho là bức tranh cuối cùng của ông

## Quá trình sáng tác

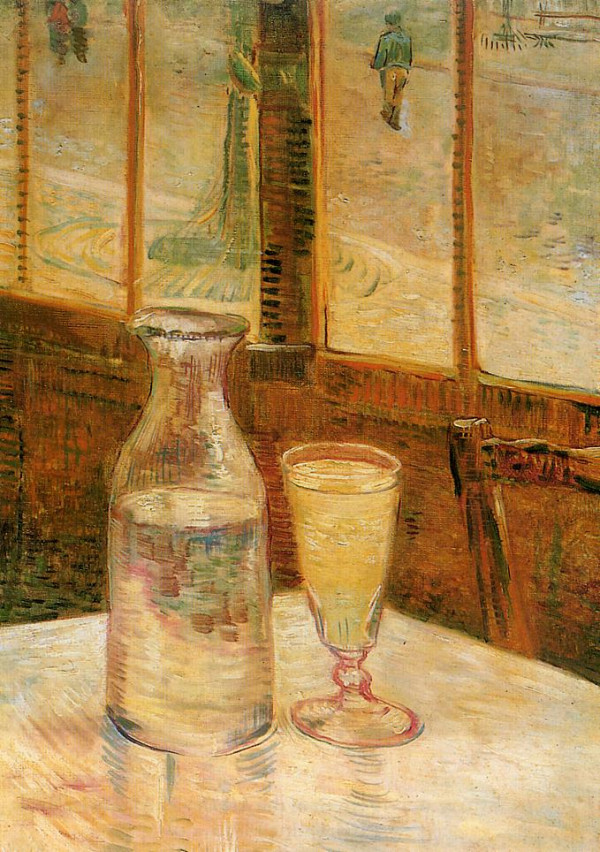
Tĩnh vật với absinthe, 1887

Van Gogh bắt đầu vẽ các bức màu nước từ khi còn đi học, tuy vậy rất ít tác phẩm thời kì này còn được lưu giữ đến ngày nay. Khi thực sự bắt đầu làm họa sĩ (năm 1880), Van Gogh đã đi từ bước cơ bản, đó là chép bức tranh "Cours de dessin". Trong suốt hai năm đầu họa sĩ phải chật vật tìm đơn đặt hàng cho mình, mãi đến mùa xuân năm 1882, người chú Cornelis Marinus của Van Gogh mới đề nghị ông vẽ các bức tranh về Den Haag để bày bán tại phòng tranh ở Amsterdam. Mặc dù công việc không được như Cornelis mong muốn, Van Gogh vẫn được đặt hàng thêm và một lần nữa làm thất vọng chú của mình.
Dù sao thì Van Gogh vẫn tiếp tục nghề họa sĩ, ông cải thiện việc chiếu sáng cho xưởng vẽ và thử nghiệm với các chất liệu vẽ khác nhau. Sau hơn một năm lao động miệt mài chỉ với những bức tranh "trắng và đen", cuối cùng người ta cũng công nhận khả năng của Vincent ở thể loại này. Mùa xuân năm 1883, Van Gogh bắt đầu thực hiện các bức tranh phức tạp hơn, ngay khi Theo nhận xét rằng các tác phẩm đó thiếu sự sinh động và tươi mới, Vincent đã tiêu hủy chúng và tập trung vào sơn dầu. Cũng thời gian này, Vincent đã đến tham khảo các họa sĩ thuộc Trường phái Den Haag như Weissenbruch và Blommers, ông nhận được những lời khuyên về mặt kĩ thuật để sau đó khi đến Nuenen, Van Gogh đã có thể thực hiện các bức vẽ khổ lớn. Đa số các tác phẩm này đã bị chính họa sĩ tiêu hủy, bức Những người ăn khoai nổi tiếng là một trong số rất ít các tác phẩm còn sót lại của thời kì này. Sau chuyến thăm Bảo tàng Rijksmuseum ở Amsterdam, Vincent nhận ra rằng những thiếu sót trong các tác phẩm của ông là do sự thiếu kinh nghiệm trong kĩ thuật vẽ, họa sĩ đã đến Antwerp và sau đó là Paris để trau dồi thêm kĩ năng này.
Sau khi học hỏi được kĩ thuật và kinh nghiệm từ những họa sĩ theo trường phái Ấn tượng và Tân ấn tượng, Van Gogh tới Arles để phát triển các tác phẩm theo hướng này. Nhưng chỉ trong một thời gian ngắn, những ý tưởng cũ về nghệ thuật và tác phẩm lại xuất hiện trong đầu họa sĩ. Đó là ý tưởng về việc thực hiện những loạt tác phẩm về các chủ đề có liên quan hoặc tương phản nhau để phản ánh suy nghĩ của người sáng tác.

## Bệnh án

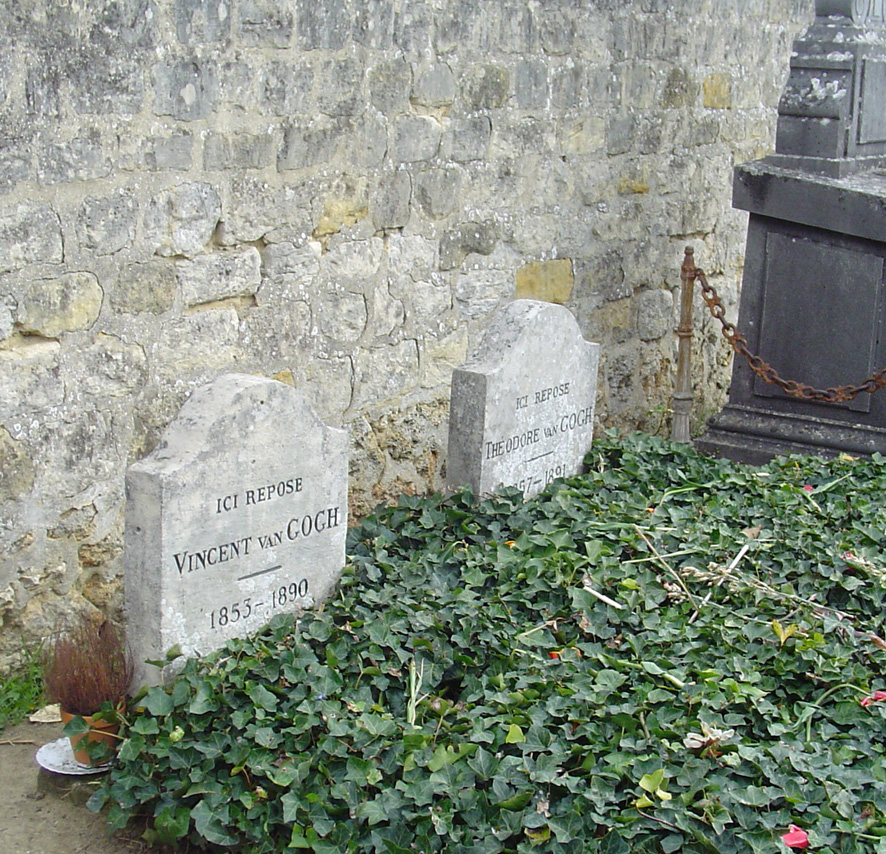
Mộ của Vincent và Theo van Gogh tại nghĩa trang Auvers-sur-Oise

Van Gogh thường xuyên gặp phải các vấn đề về thần kinh, đặc biệt trong những năm cuối đời. Đã có rất nhiều cuộc tranh luận nổ ra trong việc tìm nguyên nhân thực sự cho chứng bệnh thần kinh của người họa sĩ bạc mệnh và tác động của nó lên các tác phẩm của ông. Người ta đã đưa ra khoảng 30 chẩn đoán khác nhau cho triệu chứng bệnh của Van Gogh, trong đó phải kể tới chứng tâm thần phân liệt, rối loạn chức năng, giang mai, ngộ độc màu vẽ, động kinh và rối loạn chuyển hóa porphyrine cấp tính. Bất kì chứng bệnh nào trong số trên cũng có thể là thủ phạm dẫn tới sự suy nhược thần kinh của Van Gogh, tình trạng của ông còn trầm trọng thêm do ăn uống thiếu chất, lao lực, mất ngủ và nghiện rượu, nhất là rượu absinthe.
Cũng có nhiều giả thuyết y học được đưa ra để giải thích việc Van Gogh ưa dùng màu vàng trong các bức tranh của ông. Một giả thuyết cho rằng việc này có thể xuất phát từ chứng nghiện absinthe của Van Gogh, trong loại rượu này có chứa một loại neurotoxin tên là thujone. Việc hấp thụ thujone với liều cao có thể dẫn tới chứng thấy sắc vàng (xanthopsia). Tuy nhiên, một công trình nghiên cứu năm 1991 đã chỉ ra rằng những người nghiện absinthe sẽ phải trở nên gần như vô thức nếu hấp thụ đủ lượng thujone gây chứng thấy sắc vàng. Cũng có giả thuyết cho rằng bác sĩ Gachet có thể đã kê đơn cho Van Gogh dùng mao địa hoàng (digitalis) để chữa chứng động kinh của ông. Việc này được suy đoán từ những bức chân dung bác sĩ Gachet của Van Gogh, bên cạnh người mẫu thường có vài cây hoa mao địa hoàng. Người dùng mao địa hoàng với liều lớn có thể dẫn tới triệu chứng quan sát thấy những điểm màu vàng có quầng xung quanh (giống như trong bức Đêm đầy sao).
Người ta còn đưa ra một giả thuyết cho thể trạng yếu của họa sĩ, đó là do ngộ độc chì. Các màu vẽ mà Van Gogh thường dùng đều có gốc chì, và một trong các triệu chứng của nhiễm độc chì đó là căng võng mạc dẫn tới thường xuyên nhìn thấy các quầng sáng, một đặc điểm thường thấy trong các tác phẩm cuối đời của họa sĩ.
Năm 2014, kỹ sư hóa học người Hà Lan, Rene Van Slooten, đã đưa ra giả thuyết Van Gogh đã sử dụng khí đốt để thắp sáng các căn phòng nơi ông làm việc vào buổi đêm và Carbon monoxit và các kim loại nặng – thậm chí cả uranium trong than đá chứa lẫn nhiều tạp chất có thể là nguyên nhân gây ngộ độc cho ông. Nhưng giả thuyết của Slooten về nhà danh họa Van Gogh vẫn không nhận được sự tán thành của số đông. Nhà thần kinh học đã nghỉ hưu kiêm chuyên gia về Vincent Van Gogh, ông Piet Voskuil, cho rằng giả thuyết của Van Slooten không đáng tin cậy.

## Di sản và đánh giá

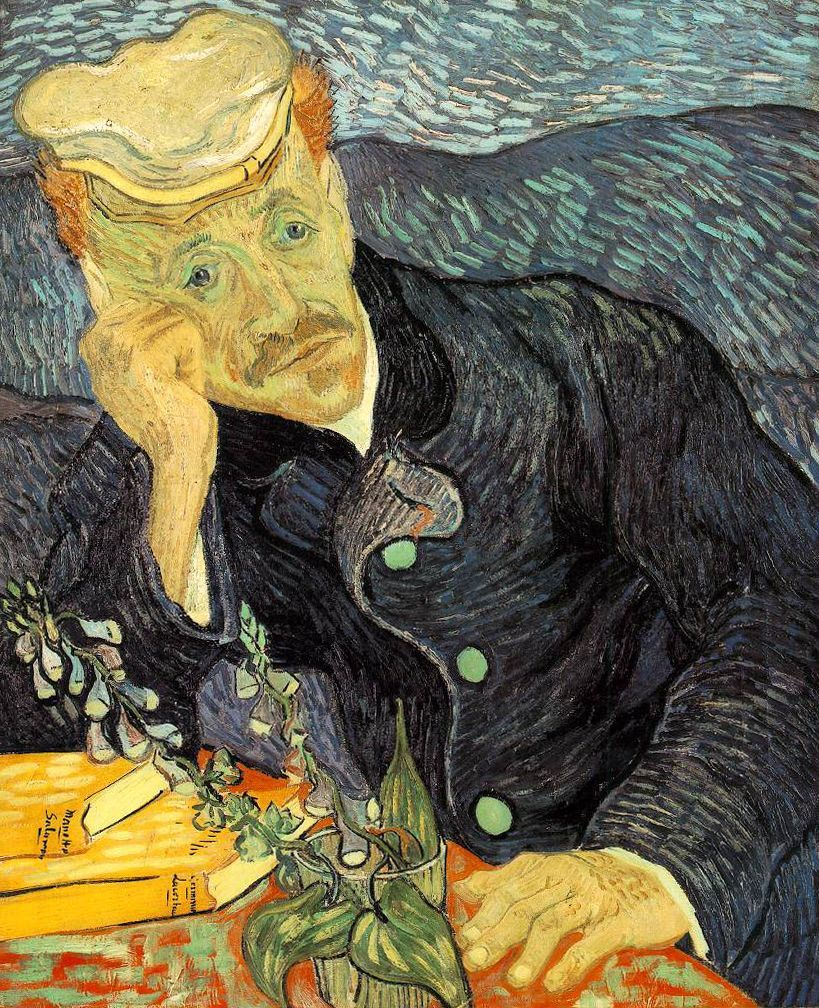
Chân dung Bác sĩ Gachet, từng được bán với giá 82,5 triệu USD

Van Gogh qua đời trong cảnh nghèo túng và chỉ mới có một chút danh tiếng trong giới nghệ thuật châu Âu. Tuy vậy các sáng tác của ông đã có ảnh hưởng sâu sắc đến các họa sĩ sau này, đặc biệt là các họa sĩ thuộc trường phái Dã thú (Fauvism) như Henri Matisse và các họa sĩ thuộc trường phái Biểu hiện Đức thuộc nhóm Die Brücke. Chủ nghĩa Biểu hiện trừu tượng trong nghệ thuật thập niên 1950 cũng bắt nguồn từ việc phát triển các ý tưởng sáng tác của Van Gogh.
Năm 2004, trong Danh sách những người Hà Lan vĩ đại nhất trong lịch sử (De Grootste Nederlander) do đài KRO tổ chức, Vincent van Gogh được xếp thứ 10 và là nghệ sĩ có thứ hạng cao thứ 2 trong danh sách (sau họa sĩ Rembrandt xếp thứ 9).

### Các họa phẩm đắt giá
Sau khi mất, tranh của Van Gogh rất được các bảo tàng nghệ thuật và nhà sưu tầm cá nhân ưa thích, đặc biệt là trong thập niên 1980 và 1990. Khi đó tác phẩm của Van Gogh liên tục phá kỉ lục thế giới về giá bán, có thể kể tới các bức:
| Tên tác phẩm                                                                                           | Thời gian sáng tác | Năm bán | Giá gốc (triệu USD) | Giá quy đổi (triệu USD) |
| Chân dung Bác sĩ Gachet (Portrait du Dr. Gachet)                                                       | 1890               | 1990    | 82,5                | 129,7                   |
| Hoa diên vĩ (Iris)                                                                                     | 1889               | 1987    | 53,9                | 97,5                    |
| Chân dung tự họa (Portrait de l'artiste sans barbe)                                                    | 1889               | 1993    | 71,5                | 90,1                    |
| Cánh đồng lúa mỳ và cây trắc bá (Champ de blé avec cyprès)                                             | 1889               | 1993    | 57                  | 81,1                    |
| Hoa hướng dương (Les Tournesols)                                                                       | 1888               | 1987    | 39,7                | 71,8                    |
| Chân dung một phụ nữ trước cánh đồng lúa mì (Portrait de jeune paysanne assise devant un champ de blé) | 1890               | 1997    | 47,5                | 60,8                    |

### Van Gogh trong văn hóa đương đại
- Năm 1934 nhà văn Irving Stone cho ra đời tiểu thuyết Lust for Life kể về cuộc đời của Vincent van Gogh. Cuốn tiểu thuyết này vào năm 1956 đã được chuyển thể thành bộ phim cùng tên do Vincente Minnelli và George Cukor đạo diễn. Người vào vai Van Gogh là ngôi sao điện ảnh Kirk Douglas còn vai Paul Gauguin được giao cho Anthony Quinn. Với vai diễn này Quinn đã giành Giải Oscar Nam diễn viên phụ xuất sắc nhất.
- Năm 1971, nhạc sĩ và ca sĩ Don McLean đã sáng tác bài hát nổi tiếng Vincent để tưởng nhớ đến Van Gogh, câu mở đầu của bài hát, "Starry Starry Night" được lấy cảm hứng từ bức tranh nổi tiếng Đêm đầy sao (tiếng Anh: The Starry Night) của họa sĩ.
- Năm 1990 câu chuyện về tình anh em giữa Vincent và Theo van Gogh được đạo diễn Robert Altman đưa vào bộ phim Vincent & Theo trong đó vai Vincent và Theo lần lượt do Tim Roth và Paul Rhys thủ vai.
- Năm 2017, bộ phim Vincent thương mến (Loving Vincent) được công chiếu. Bộ phim tôn vinh nhưng cũng để tưởng nhớ cố họa sĩ. Phim được thực hiện hoàn toàn bằng tranh sơn dầu với phong cách Van Gogh (khoảng 65000 bức tranh) trong 7 năm. Phim nhận được đánh giá tích cực và được đề cử giải thưởng Oscar. Cốt truyện xoay quanh hành trình tìm hiểu về cuộc đời và cái chết của Van Gogh.

### Chú giải
1. ↑  Có nhiều cách phiên âm tên "Van Gogh" trong cả tiếng Anh lẫn tiếng Hà Lan. Trong tiếng Anh-Anh, từ này được phát âm là /ˌvæn ˈɡɒx/[1] hoặc đôi khi là /ˌvæn ˈɡɒf/.[2] Trong các từ điển Mỹ thì cách phiên âm /ˌvæn ˈɡoʊ/ (không đọc chữ gh) là phổ biến nhất.[3] Trong phương ngữ vùng Hà Lan, tên được đọc là [ˈvɪnsɛnt fɑŋˈ xɔx] ⓘ, với phụ âm "v" và "g" không được nói ra tiếng. Ông lớn lên tại Brabant và dùng phương ngữ của địa phương này khi viết, nên cách ông phát âm tên mình có lẽ là /vɑɲ ˈʝɔç/, với phụ âm v được nói ra tiếng, còn g và gh là âm vòm. Tại Pháp, nơi các tác phẩm của ông được sáng tác, tên ông được phiên âm thành [vɑ̃ ɡɔɡ(ə)].[4]
2. ↑  Có ý kiến cho rằng việc có tên trùng với tên người anh mất sớm đã có ảnh hưởng tâm lý sâu sắc tới người họa sĩ trẻ và những tác phẩm của ông, tiêu biểu là các bức chân dung hai người đàn ông.[18]
3. ↑  Hulsker đề nghị Van Gogh quay lại Borinage rồi sau đó là Etten trong giai đoạn này.[27]
4. ↑  Xem bài phát biểu The Borinage Episode and the Misrepresentation of Vincent van Gogh của Jan Hulsker tại Hội nghị chuyên đề Van Gogh, 10–11 tháng 5 năm 1990.[30]
5. ↑  Những họa sĩ đen trắng minh họa cho các tờ báo như The Graphic hay The Illustrated London News nằm trong số yêu thích của Van Gogh.[47]
6. ↑  Rembrandt là một trong số ít danh họa lớn vượt qua số lượng tranh chân dung này, với hơn 50 bức, nhưng ông đã làm điều này trong 40 năm.[78]